# Résistance intérieure française
Pour les articles homonymes, voir Résistance et RFI.

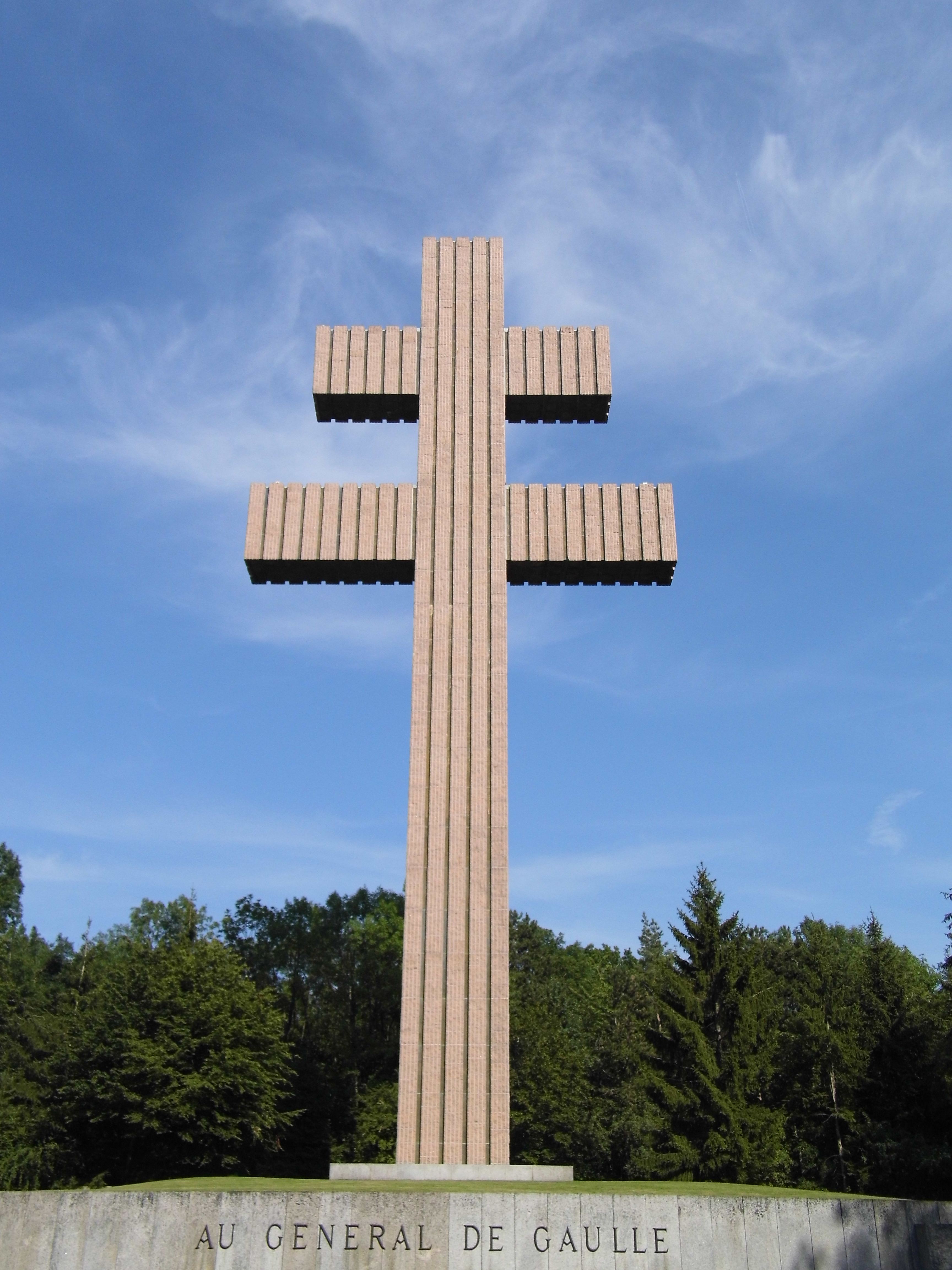
La croix de Lorraine, choisie par le général de Gaulle comme symbole de la Résistance.

La résistance intérieure française (RIF) ou résistance française de l'intérieur (RFI), appelée en France la Résistance, englobe l'ensemble des mouvements et réseaux clandestins qui durant la Seconde Guerre mondiale ont poursuivi la lutte contre l'Axe et ses relais collaborationnistes sur le territoire français depuis l'armistice du 22 juin 1940 jusqu’à la Libération de la métropole en 1944.
Alors que Radio Londres est régulièrement et le plus souvent brouillée par les allemands et toute la presse légale soumise à la censure allemande qui les accuse de « terrorisme », les Résistants ont pour activité première la diffusion d'une presse clandestine abondante et variée : entre 1940 et 1944, près de 1 200 titres (journaux) clandestins ont existé, qui ont tiré au total environ 100 millions d’exemplaires, Combat tirant parfois jusqu'à 300 000 exemplaires par jour, Le Franc-Tireur jusqu'à 165 000, Libération jusqu'à 145 000 et Défense de la France jusqu'à 450 000.
Malgré les difficultés à agir, sans guère de moyens, face à un occupant massivement présent et armé, les mouvements organisés de Résistance ont rassemblé 2 à 3 % de la population française, et n'auraient pu survivre ni agir sans de multiples complicités populaires au-delà de leurs rangs. Sans en être officiellement membres, cent mille mineurs du Nord-Pas-de-Calais font grève en mai-juin 1941 pour priver d'énergie et de transports la machine de guerre allemande, tandis que les grèves patriotiques d'octobre 1942 en France partent d'un atelier SNCF à Oullins, près de Lyon. Les actions de renseignement militaire et de sabotage sont très nombreuses aussi, tout comme la fabrication de faux papiers pour l'évasion et le sauvetage de prisonniers de guerre, de réfractaires au STO et de Juifs persécutés.
Cette « armée des ombres » a rassemblé des hommes et des femmes de tous horizons, recrutés en fonction de leur capacité à intervenir au bon endroit et au bon moment, mais aussi à échapper aux repérages, filatures, arrestations et tortures, sans dévoiler d'informations à l'ennemi : RSHA (Office central de la sécurité du Reich dont fait partie la Gestapo), Abwehr, Wehrmacht et autorités françaises pétainistes. Elle a peu à peu trouvé des lieux isolés où dissimuler des maquis qui ont préparé la libération de nombreuses petites villes.
Le général de Gaulle, chef de la France libre réfugiée à Londres, tisse des liens avec la Résistance intérieure via les réseaux du BCRA ou d'envoyés tels que Jean Moulin, Pierre Brossolette, Jacques Bingen et Christian Pineau. La création du Conseil national de la Résistance par Jean Moulin, le 27 mai 1943, puis celle des Forces françaises de l'intérieur (FFI) par Jacques Bingen, le 1er février 1944, marquent les jalons essentiels d'un processus d'unification parfois difficile, sous l'égide de Londres puis du gouvernement provisoire d'Alger.

## Organisation et unification

### France libre et Résistance intérieure
Le 18 juin 1940, sur les ondes de la BBC, le général de Gaulle a appelé à la radio tous les Français qui avaient une quelconque compétence militaire à venir le rejoindre à Londres. Ceux qui ont répondu à son appel sont considérés comme membres de la « France libre » ou résistants de l'extérieur.
La résistance de l'intérieur concerne ceux qui sont restés en France, soit en zone occupée, soit en zone libre, et se sont organisés pour transmettre des renseignements militaires aux Alliés ou mener des actions contre les forces de l'Allemagne nazie et les structures du gouvernement de Vichy. Les initiatives isolées se structurent progressivement et le mot de « résistant » s'impose d'après le nom du bulletin du réseau du musée de l'Homme, Résistance, publié dès décembre 1940.
La France libre crée en métropole des réseaux de renseignements dès octobre 1940 et les premiers contacts avec les mouvements de résistance intérieure sont établis à compter d'octobre 1941. L'unification des deux résistances sous l'égide du général de Gaulle est opérée notamment par Jean Moulin en 1942-1943. C'est pour symboliser cette résistance commune de la « France captive » et de la « France libre » que cette dernière est renommée « France combattante » en juillet 1942.

### Réseaux et mouvements
Dès l'année 1941, on peut distinguer parmi les différents groupes de résistance balbutiants deux types d'organisation : les réseaux et les mouvements.
Selon Claude Bourdet, « un réseau, c'est une organisation créée en vue d'un travail militaire précis, essentiellement le renseignement, accessoirement le sabotage, fréquemment aussi, l'évasion de prisonniers de guerre et surtout de pilotes tombés chez l'ennemi… Un mouvement, au contraire, a pour premier objectif de sensibiliser et d'organiser la population de la manière la plus large possible… ».

### Unification de la Résistance
Au début de l'occupation, les réseaux et mouvements de résistance sont très isolés ; mais progressivement, la Résistance tend à s'unifier. Cependant, même si la construction de l'unité de la Résistance française peut être présentée dans un ensemble simple et linéaire, elle ne doit pas occulter certains aspects qui échappent à l'histoire de son unification :
Ainsi, les nombreux réseaux contrôlés par les Britanniques ou les Américains ne sont pas concernés par l'unification de la résistance tandis que ceux de la résistance communiste ne le sont que partiellement : le contact entre les envoyés de De Gaulle et les communistes ne s'établit qu'à la fin de 1942. De même, la libération de la Corse en septembre 1943, qui constitue un des plus grands faits d'armes de la Résistance, est surtout l'œuvre de FTP communistes qui ne sont pas encore intégrés à l'Armée secrète et de giraudistes, qui ne sont pas partie prenante dans l'unification politique de la Résistance.
De la résistance individuelle à la résistance unifiée
L'évolution de la Résistance est née du refus de la défaite et de l'occupation, ainsi que de la lutte contre le nazisme et le fascisme. Dans ses Mémoires, Daniel Cordier a écrit que le combat des résistants a été fondé sur « des valeurs incluant la vérité, le débat démocratique et la liberté d'opinion et d'expression, au même titre que la libération, l'honneur ou l'amour de la patrie ». Aussi, l'appel du général de Gaulle de juin 1940 a non seulement encouragé des individus à rejoindre la France libre, mais en a aussi lancé quelques-uns dans la résistance intérieure. La Résistance quitte alors la réaction purement individuelle pour s'organiser.
Les résistants se regroupent avec les noyaux initiaux et deviennent des mouvements dont l'action vise l'information pour réaliser un journal clandestin afin de contrecarrer la propagande du gouvernement de Vichy et celle des Nazis.

En zone nord de France, la présence des Nazis rend très périlleuse l'activité des mouvements nés très tôt : l'Organisation civile et militaire, la Libération Nord, les différentes organisations de Résistance et de Libération, le Front National pour l'indépendance de la France, la Défense de la France (et bien d'autres); même s'ils n'ont pas ou peu de lien entre eux.

Organisation géographique de la Résistance française

#### Arrivée de Jean Moulin à Londres
L'histoire de l'unification de la Résistance est indissociable de celle de Jean Moulin. En 1941, une Résistance intérieure commence à se former, incarnée en zone sud par des mouvements créés autour d'Henri Frenay, d'Emmanuel d'Astier de La Vigerie ou de François de Menthon, indépendamment des agents de la France libre. Pour affirmer sa légitimité, cette dernière a besoin d'être reconnue par la Résistance intérieure, qui elle-même a besoin du soutien matériel et financier de la France libre. C'est parce qu'il a compris que cette rencontre reste à faire que Jean Moulin va jouer un rôle déterminant dans le rapprochement des Résistances intérieure et extérieure.
Préfet d'Eure-et-Loir en 1939, Jean Moulin a fait partie du cabinet du ministre de l'air Pierre Cot. Il a ainsi tissé un solide réseau de relations dans les milieux antifascistes. Dès novembre 1940, il a l'idée de recenser avec son ancien collègue Gaston Cusin un certain nombre de résistants potentiels, mais ce n'est qu'au cours de l'été 1941 qu'il a les contacts les plus décisifs, notamment avec Henri Frenay dirigeant du mouvement qui ne s'appelle pas encore Combat, mais Mouvement de libération nationale. Il a également des contacts avec le mouvement Liberté, de François de Menthon et Libération d'Emmanuel d'Astier de La Vigerie[réf. nécessaire]. Dans le rapport qu'il rédige à l'intention de De Gaulle, il parle de ces trois mouvements en les regroupant sous l'acronyme LLL. C'est la fusion de Liberté et du Mouvement de libération nationale qui donnera naissance au mouvement Combat.
Jean Moulin arrive à Lisbonne le 12 septembre 1941, prend contact avec le SOE puis rejoint Londres où il rencontre de Gaulle le 25 octobre. Il parvient à se faire passer pour le représentant des trois Mouvements LLL aux noms desquels il demande une aide financière et logistique. Moulin fait également état de contacts avec le colonel Groussard, ancien cagoulard, ce qui donne à sa mission un caractère encore plus éclectique. Les contacts qu'il a eus avec les différents mouvements sont réels, mais les mandats dont il se prévaut le sont moins.

#### Mission de Jean Moulin

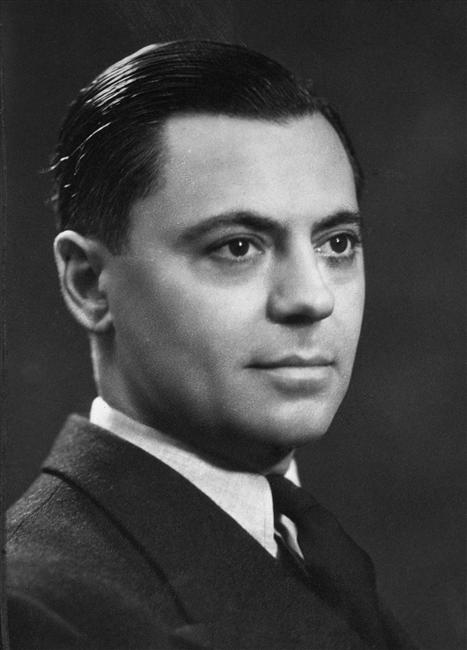
Jean Moulin.

Le courant passe bien entre les deux hommes : Jean Moulin, homme de gauche, reconnaît un démocrate en Charles de Gaulle, homme de tradition. Le général lui confie la mission de rallier et d'unir les mouvements de résistance, et de créer une armée secrète unifiée, établissant ainsi une distinction entre forces militaires et organisations politiques.
Moulin est parachuté dans la nuit du 1er au 2 janvier 1942 avec des fonds (un million et demi de francs) pour les mouvements, et du matériel de transmission. Il agit avec doigté et fermeté auprès des différents chefs de mouvement pour obtenir leur allégeance à la France libre. Durant l'année 1942, Moulin, dont le pseudonyme est Rex avant de devenir Max se concentre sur la zone sud où un nouveau mouvement est apparu, le mouvement Franc-Tireur dont le principal dirigeant est Jean-Pierre Lévy. Le rapprochement entre les deux fortes personnalités que sont Frenay et d'Astier n'est pas aisé, et Moulin et Lévy doivent souvent jouer les modérateurs pour apaiser les conflits.
D'Astier, résolument antifasciste penche pour une action politique qui prendrait appui sur les couches populaires tandis que Frenay, surtout antiallemand prône la primauté du militaire sur le politique. À partir de fin 1941, la relative clémence dont la police de Vichy a fait preuve à l'égard des mouvements clandestins non communistes prend fin et des militants des diverses organisations se font arrêter. D'Astier a beaucoup de mal à supporter que Frenay aille s'en expliquer avec le ministre de l'intérieur Pierre Pucheu.
Des services administratifs communs sont mis sur pied : en avril 1942, le Bureau d'information et de propagande, sorte d'agence de presse clandestine, et en juillet 1942, le Comité général d'études chargé d'étudier les réformes politiques et économiques à mettre en œuvre à la Libération. La coordination des mouvements de la zone sud et la fusion de leurs moyens militaires buttent sur des rivalités internes qui obligent à organiser un voyage des quatre leaders à Londres. Frenay et d'Astier de la Vigerie se rendent à Londres en septembre 1942, mais Lévy et Moulin ne peuvent traverser la Manche. De Gaulle écoute les arguments des deux présents et tranche en faveur de Jean Moulin, puis parvient à faire accepter la création d'un comité de coordination de la zone sud. Désormais, les deux principaux mouvements de résistance reconnaissent clairement l'autorité de la France libre, devenue France Combattante. Ils se mettent d'accord pour constituer l'Armée secrète, dont la responsabilité est confiée au général Delestraint. Jean Moulin est informé de ces décisions par une lettre dactylographiée du Général datée du 22 octobre 1942. La première réunion du comité aura lieu à Lyon le 27 novembre 1942.

#### Création des Mouvements unis de la Résistance (MUR) et de l'Armée secrète (AS)

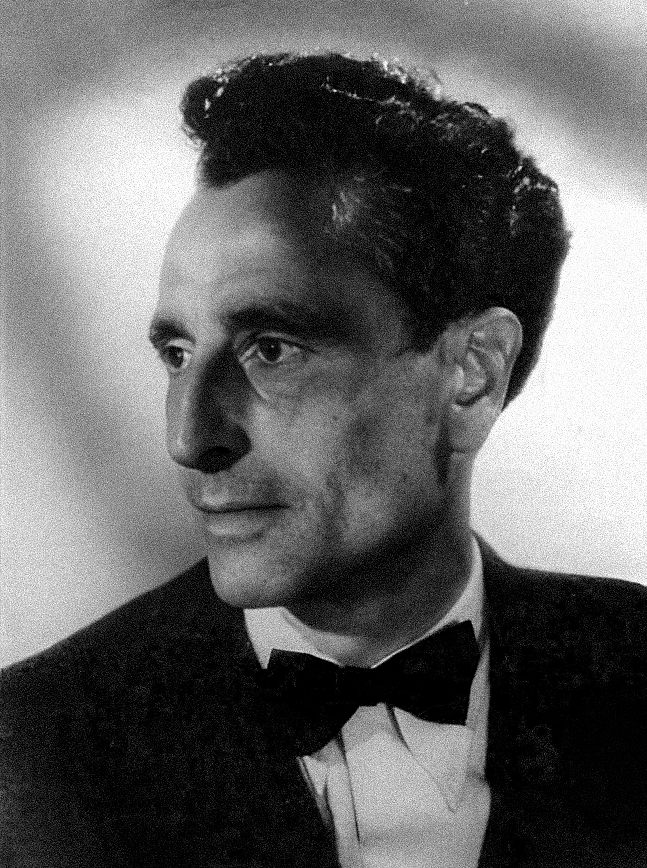
Emmanuel d'Astier de La Vigerie.

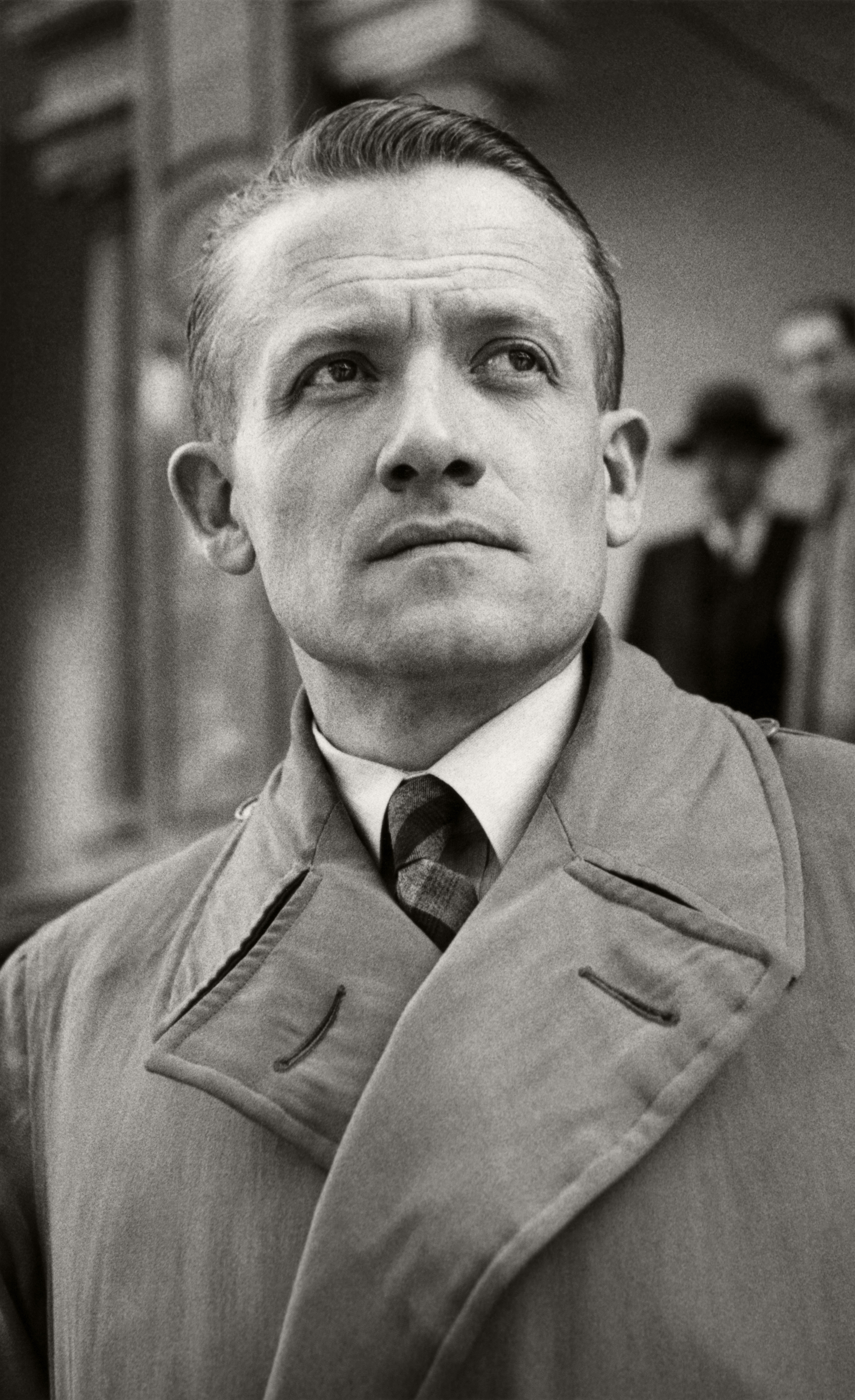
Henri Frenay.

Il faut un an à Moulin pour parvenir à former un noyau solide autour duquel peuvent se cristalliser les autres composantes de la Résistance, notamment celles de la zone Nord : le 26 janvier 1943, les trois grands mouvements Combat, Franc-tireur et Libération-Sud fusionnent pour former les Mouvements unis de la Résistance (MUR). Jean Moulin en assure la présidence, Henri Frenay est commissaire aux « affaires militaires », Emmanuel d'Astier de La Vigerie aux « affaires politiques » et Jean-Pierre Lévy aux « renseignements et à l'administration ».
Les relations entre l'Armée secrète, supposée intégrer les différents groupes armés et corps francs des mouvements, et les MUR, posent un problème : les responsables des MUR ne veulent pas d'une séparation entre l'activité militaire et l'activité politique ; ils ne veulent pas non plus que l'AS dépende directement de Londres. Frenay et Delestraint sont souvent en conflit, et l'arrestation de Delestraint le 9 juin 1943 laisse le problème entier. L'indépendance de la presse clandestine ne pose pas de problème : chaque mouvement conserve sa presse indépendante.
Au cours du second semestre de 1943, les territoires de l’Empire français et les forces armées extérieures et intérieures deviennent dépendants du Comité français de la Libération nationale (CFLN) créé en juin et celui-ci prend, le 4 avril 1944, le nom de Gouvernement provisoire de la République française (GPRF). Dès lors, la Résistance forme un tout organique et peut tirer sa force de son insertion même dans la nouvelle structure politique. Le GPRF comprend une assemblée consultative au sein de laquelle on trouve des représentants de tous les mouvements de résistance ; aussi, au printemps 1944, l’union s’accomplit-elle progressivement entre l’Armée secrète, l’Organisation de résistance de l’armée (ORA) et les Francs-tireurs et partisans (FTP).

#### Unification du mouvement des prisonniers de guerre
Le Mouvement de résistance des prisonniers de guerre a été fondé et organisé par Michel Cailliau. À l'approche de la libération, François Mitterrand quitte le mouvement fondé par le maréchal Pétain. Peu après, il parvient à prendre la direction du mouvement fondé par Cailliau.

#### Unification en zone Nord et jonction entre Communistes et De Gaulle
L'unification de la Résistance en zone Nord s'effectue avec presque un an de décalage par rapport au processus amorcé en zone Sud. Moulin a bien envoyé son compagnon du cabinet Cot, le commandant Henri Manhès en zone Nord, mais le processus d'unification en zone Nord se fait plutôt en marge de la mission de Moulin. C'est avec un mandat de divers mouvements et organisations syndicales que Christian Pineau, qui a fondé Libération-Nord, gagne Londres en mars 1942 et négocie son ralliement à de Gaulle.

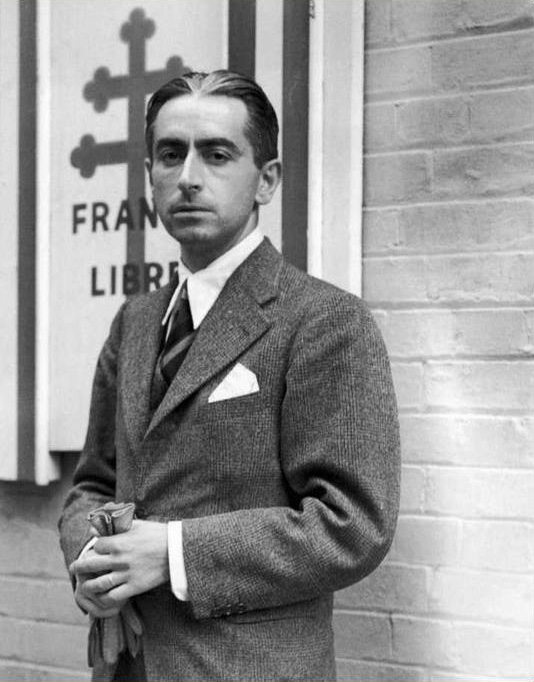
Pierre Brossolette à Londres, vers 1942-1944.

Au début 1943, de Gaulle charge Pierre Brossolette et le colonel Passy d'une mission centrée sur l'unification de la résistance armée, partiellement divergente de la mission confiée à Jean Moulin. Le Comité de Coordination créé le 26 mars 1943 regroupe tous les mouvements de l'ancienne zone Nord, c'est-à-dire l'Organisation civile et militaire (OCM), Ceux de la Résistance (CDLR) et Ceux de la Libération (CDLL), et organise leurs services « Action » sous l'autorité de la France Combattante.
La résistance communiste n’est entrée en communication avec de Gaulle qu'au deuxième trimestre 1942. Ce n'est pas Jean Moulin, qui a pourtant dans ses relations un certain nombre de proches du PCF, qui est l'acteur de ce rapprochement. C'est une éminence grise du parti communiste, Jean Jérôme qui peut prendre contact avec des officiers du BCRA. Il s'ensuit plusieurs mois de contacts entre Rémy qui représente de Gaulle et un certain Joseph, représentant de la Résistance communiste. (Voir Histoire du Parti communiste français).
Ces contacts aboutissent à l'envoi à Londres de Fernand Grenier, ancien député de Saint-Denis, mandaté pour représenter aussi bien la direction du parti communiste (Jacques Duclos) que celle des FTP (Charles Tillon). De même qu'ils ont créé une structure pour la résistance armée, les FTP, les communistes ont également constitué un mouvement de résistance, le Front national, censé dépasser leur mouvance politique. Ils en font pour des raisons tactiques un concurrent temporaire des MUR créés en janvier 1943 par Jean Moulin. Finalement, le Front national, comme le parti communiste est représenté à la réunion constitutive du Conseil national de la Résistance (CNR), le 7 mai 1943. Mais il faut attendre officiellement le mois de décembre 1943, et pratiquement bien plus tard pour que les FTP soient intégrés à une structure centralisée, à savoir, les Forces françaises de l'intérieur (FFI).

### Conseil national de la Résistance
En 1943, encouragé par le ralliement de certains leaders politiques, de Gaulle accepte l'intégration des partis politiques dans le Conseil national de la résistance, qui tient sa première réunion à Paris, rue du Four, le 27 mai 1943, avec des représentants des mouvements de résistance, mais également des partis politiques et des syndicats.
La séance est présidée par Jean Moulin assisté de Pierre Meunier et Robert Chambeiron. Moulin lit un message de De Gaulle.
Participent également à cette réunion:
- au titre des mouvements :

Ceux de la Libération : Roger Coquoin, Ceux de la Résistance : Jacques Lecompte-Boinet, Front national : Pierre Villon, Libération-Nord : Charles Laurent, OCM : Jacques-Henri Simon, Combat : Claude Bourdet, Franc-Tireur : Eugène Claudius-Petit, Libération-Sud : Pascal Copeau
- au titre des tendances politiques :

Parti communiste : André Mercier, Parti socialiste : André Le Troquer, Radicaux socialistes : Marc Rucart, Démocrates populaires : Georges Bidault, Alliance démocratique : Joseph Laniel, Fédération républicaine : Jacques Debû-Bridel
- au titre des organisations syndicales :

CGT : Louis Saillant, CFTC : Gaston Tessier
Cette réunion du 27 mai est en quelque sorte l'aboutissement du travail de Jean Moulin et de Pierre Brossolette. Le CNR survit à l'arrestation de Jean Moulin, le 21 juin 1943 à Caluire. Georges Bidault lui succède, comme président du CNR, mais celui-ci ne se réunit plus jamais en séance plénière. Le bureau permanent comprend, en septembre 1943, outre Georges Bidault, Pierre Villon, Pascal Copeau, Louis Saillant et Maxime Blocq-Masquart (OCM).
Certains mouvements ne sont pas invités à la réunion du 27 mai - par exemple Défense de la France et les tendances giraudistes comme l'ORA. Lors de cette réunion, certains participants interviennent, à droite Bidault et à gauche Villon, pour rétablir un équilibre entre Giraud et de Gaulle. Néanmoins, c'est à de Gaulle que la constitution du CNR apporte un surcroît de légitimité qui lui permet de s'imposer vis-à-vis des alliés britannique et américain comme le seul représentant authentique de la France résistante.

### Création desFFIet intégration des FTP dans les FFI

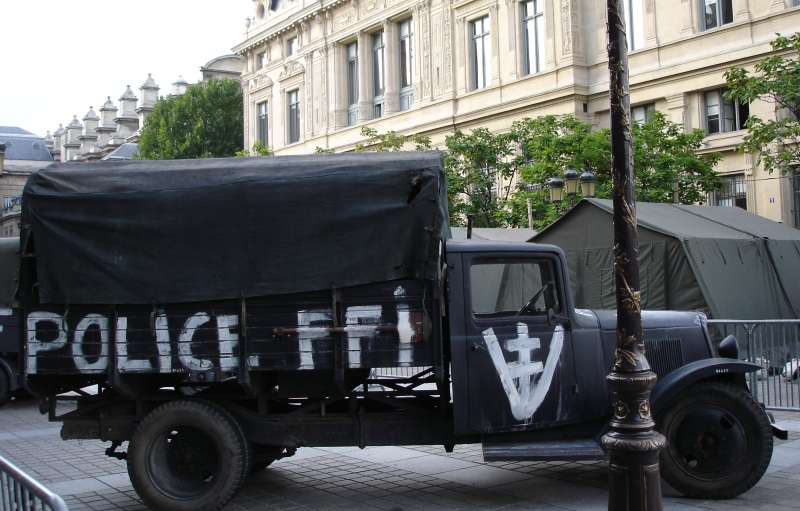
Camion des FFI.

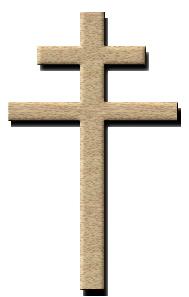
La croix de Lorraine, symbole choisi pour les Forces navales françaises libres,, et repris par la France libre puis par toute la Résistance avant de devenir, à partir de 1947 l'emblème du RPF et du mouvement gaulliste.

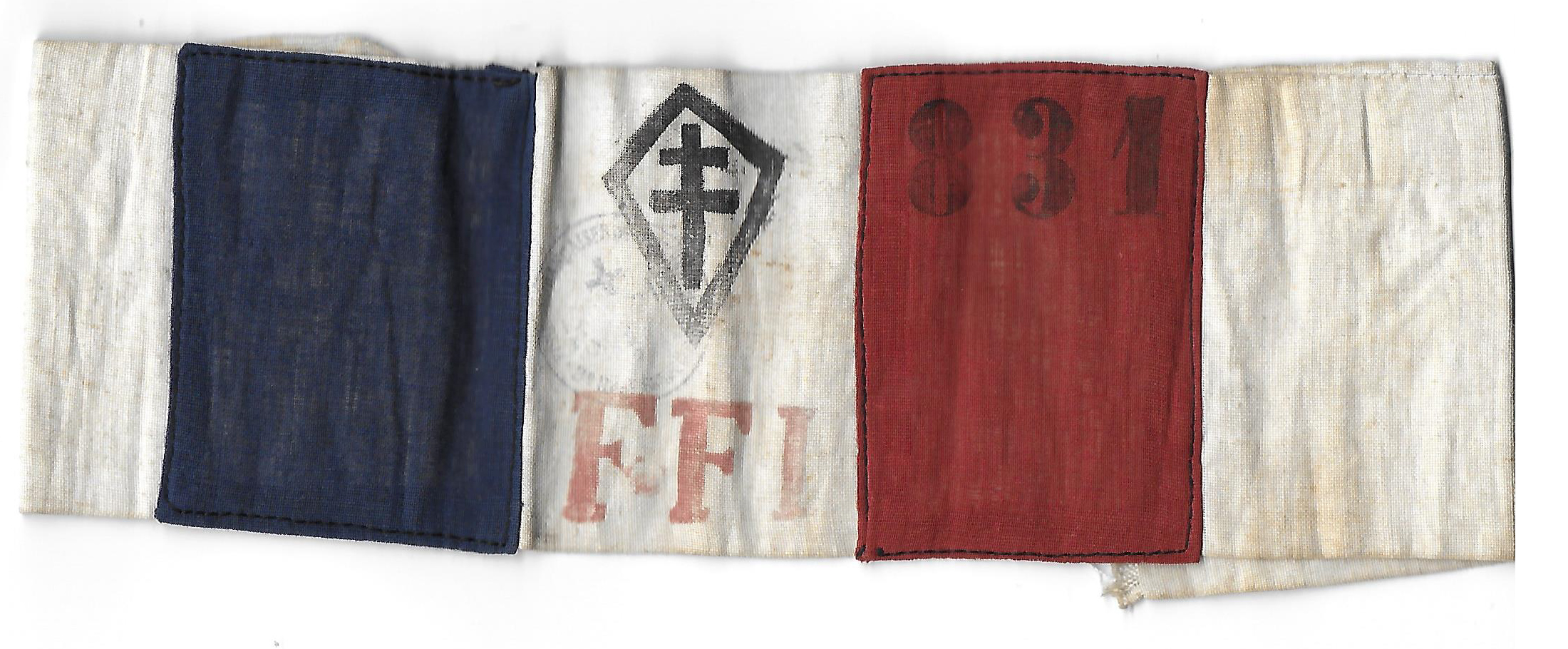
Brassard FFI (collection personnelle)

Malgré tous ces mouvements d’appareil, le résistant de base ignore souvent à quel mouvement il appartient. Dans le réseau où il est entré, généralement par cooptation, il n'a de contacts qu'avec un nombre limité de personnes, et il accomplit les tâches qui lui sont affectées. Il n'apprendra qu'à la fin de la guerre qu'il a travaillé, par exemple, pour le SOE et qu'il ne dépendait pas de De Gaulle.
L'unification des mouvements armés revêt un caractère assez formel, en ce sens que, quand la coordination devient nécessaire entre les réseaux, les maquis et les troupes alliées, elle est assurée depuis Londres et non par un état-major clandestin basé sur le territoire français. À l'échelon local, l'unification peut aider les groupes de différentes origines à travailler ensemble et parfois à se soumettre à une autorité commune. Cela a relativement bien fonctionné lors de la libération de Paris.
Le général Delestraint, arrêté début mai 1943, et déporté à Dachau, est remplacé par Pontcarral-Dejussieu à la tête de l'AS. Reste à intégrer d'une part l'Organisation de résistance de l'armée (ORA), émanation de l'ancienne armée d'armistice, représentative de ce qu'il est convenu d'appeler la résistance vichysso-giraudiste et, d'autre part, les FTP. L'ORA qui se veut strictement militaire n'a pas été partie prenante de la constitution du CNR. Elle a des contacts privilégiés avec le général Giraud. À partir de juin 1943, lorsque Giraud doit s'effacer devant de Gaulle, l'ORA s'intègre en douceur dans l'AS. Cette intégration est formalisée en octobre 1943 par un accord ORA-AS. L'ORA reconnaît alors l'autorité du CFLN d'Alger présidé par de Gaulle.
De la même façon, une fusion théorique a lieu le 29 décembre 1943 entre l'AS et les FTP, donnant naissance aux FFI placées sous l'autorité du général Kœnig le 23 mars 1944.
Parallèlement à la création des FFI, le CNR, de plus en plus dominé par les communistes et leurs alliés, avait créé une Commission militaire d'action censée superviser les FFI. D'abord désignée COMIDAC, on l'appela ensuite le COMAC. Alors de qui dépendait Koenig ? Du COMAC ou du CFLN d'Alger, transformé le 2 juin en gouvernement provisoire ? Personne ne le sait trop. Le délégué militaire national, (Chaban), ainsi que les délégués militaires de zones (DMZ) dépendent, eux, directement du comité militaire national d'Alger. La complexité de l'organigramme permet à chacun de faire ce qu'il lui plait, mais il n’en reste pas moins que la Résistance est structurée, et que quand tout le monde est de bonne volonté, les choses avancent.

### Établissement du gouvernement provisoire
Le 10 janvier 1944, une ordonnance du général de Gaulle crée en France des commissaires généraux de la République qui ont vocation à jouer le rôle de préfets dès lors que le pouvoir aura basculé, en tout ou partie du côté de la Résistance. Gaston Cusin est ainsi nommé à Bordeaux et Raymond Aubrac à Marseille. Le 3 juin, le général de Gaulle devient président du Gouvernement provisoire de la République française (GPRF).
Au fur et à mesure que les troupes alliées progressent, des Comités départementaux et locaux de libération (CDL et CLL) constitués par des résistants sont mis en place dans la France libérée, ces comités se substituant à l'administration de Vichy. Dans le même temps, des cours de justice et des chambres civiques sont créées avec la participation de résistants. Il s'agit d'éviter, dans la mesure du possible, les exécutions sommaires et les règlements de compte qui accompagnent souvent la libération des différentes régions, et de mettre en place une « épuration légale » des collaborateurs.
CDL, CLL et milices patriotiques constituent parfois, en particulier dans les départements où la résistance communiste est en position de force, une menace de contre-pouvoir face aux commissaires de la République et aux préfets nommés par le Gouvernement provisoire de la République française qui se sont rapidement imposés partout. Le 9 septembre 1944, après la Libération de Paris, de Gaulle forme un gouvernement d'Union nationale qui prépare des élections. Il faut attendre la libération quasi totale du territoire, en hiver 1945, pour organiser des élections municipales en avril et mai, et législatives en octobre 1945. Les Allemands capitulent le 8 mai 1945, la légalité républicaine est rétablie, et la page de la Résistance est tournée.

## Aspects militaires

### Engagement des militaires
Les accords d'armistice ont limité les effectifs de l'armée du gouvernement de Vichy à 100 000, cantonnés exclusivement dans la zone non occupée. Parmi ces militaires, qu'ils fassent partie de cette armée d'armistice ou qu'ils aient été démobilisés, certains souhaitent préparer la revanche contre les Allemands, sans pour autant vouloir rejoindre le général de Gaulle à Londres. C'est le cas de trois officiers: 
- Le capitaine Henri Frenay, affecté au 2e bureau de l'armée d'armistice, s'engage dès la fin de l'année 1940 et fonde avec sa compagne Berty Albrecht, en zone libre, le mouvement clandestin Combat. Ce mouvement sera l'un des plus importants.
- En zone occupée, le colonel Alfred Touny et Jacques Arthuys fondent l'Organisation civile et militaire (OCM), en septembre 1940.
- Le capitaine Paul Paillole, chef des services de contre-espionnage avant la défaite, continue à exercer ces fonctions dans l'armée d'armistice, tout en travaillant en collaboration avec les Britanniques et pourchassant les agents de l'Abwehr et du RSHA.

Une deuxième vague de militaires s'engagera dans la Résistance après l'invasion de la zone libre en novembre 1942 :
- sous l'autorité du général Aubert Frère, qui avait fait partie du tribunal qui avait condamné à mort de Gaulle, de très nombreux officiers et sous-officiers se regroupent à partir de fin 1942 dans l'Organisation de résistance de l'armée (ORA) ; celle-ci se proclame « apolitique » (en fait, conservatrice) et se réfère au général Henri Giraud ;
- dans l’Organisation civile et militaire (OCM).

### Rôle dans la libération du territoire

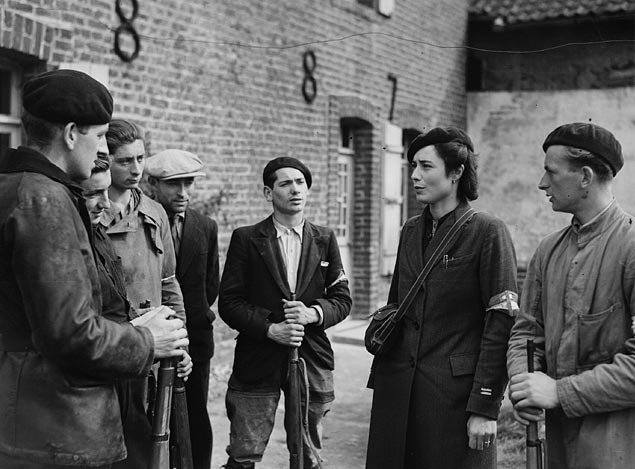
Un groupe de résistants lors de leur jonction avec l'armée canadienne à Boulogne/mer, en septembre 1944

Une motivation principale des deux formes de résistances, extérieure et intérieure, était que les Français soient présents aux côtés des alliés lors de la victoire finale espérée[réf. nécessaire]. La question vient alors d'elle-même : Quel a été le rôle de la Résistance dans la libération du territoire ? Il est difficile de donner une réponse tranchée à cette question qui appelle des éléments de réponse[réf. nécessaire].
Le 8 septembre 1943 est annoncée la signature de l'armistice entre l'Italie et les alliés. L'armée italienne, qui occupe l'île, s'oppose aux Allemands qui ont débarqué à Bonifacio avec l'ordre de remonter jusqu'à Bastia pour rejoindre la péninsule et renforcer le front opposé à l'offensive alliée.Le 9 septembre les autorités de Vichy sont remplacées par des résistants et la Corse est considérée comme libérée. La résistance, les troupes françaises envoyées d'Alger et une partie de l'armée italienne ont harcelé les troupes allemandes, qu'elles ont affaibli et retardé l'évacuation jusqu'au 4 octobre. Le débarquement allié du 8 novembre 1942 en Afrique du Nord avait permis aux Services Spéciaux français établis à Alger d'envoyer la mission secrète Pearl Harbour dès le 14 décembre 1942, groupe débarqué du sous-marin Casabianca, composé de Roger de Saule, Laurent Preziosi, Toussaint Griffi et Pierre Griffi pour coordonner les réseaux de résistance en vue d'un débarquement rapide[réf. nécessaire]. La Corse est le quatrième département français libéré le 4 octobre 1943, après les trois départements d'Algérie le 8 novembre 1942. À partir de juin 1944, FFI et FTP, théoriquement unifiés sous le commandement du général Kœnig s'efforcent de participer activement à la libération des autres départements français[réf. nécessaire].

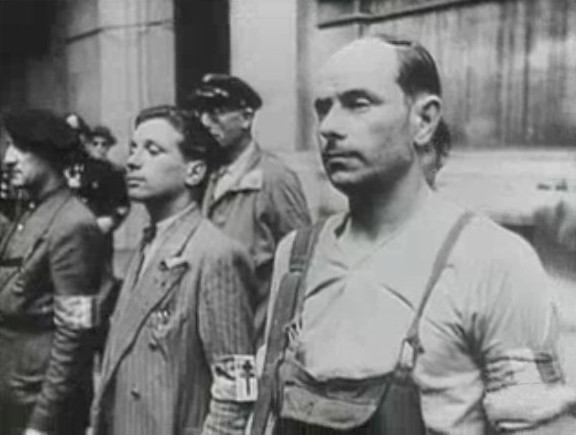
Des membres de la résistance à Paris en 1944.

À la suite du débarquement en Normandie, en juin 1944, les maquis et les différents réseaux de sabotage interviennent, soit en engageant le combat afin de fixer les forces ennemies, soit en désorganisant les réseaux de communications ferroviaires utilisés par les Allemands : plan vert pour les voies ferrées, plan violet pour les lignes téléphoniques et plan bleu pour les installations électriques. Le plan Paul, vise, lui, à détruire les dépôts allemands de munitions et de carburants, à harceler les renforts allemands et à préparer l'arrivée des troupes alliées.

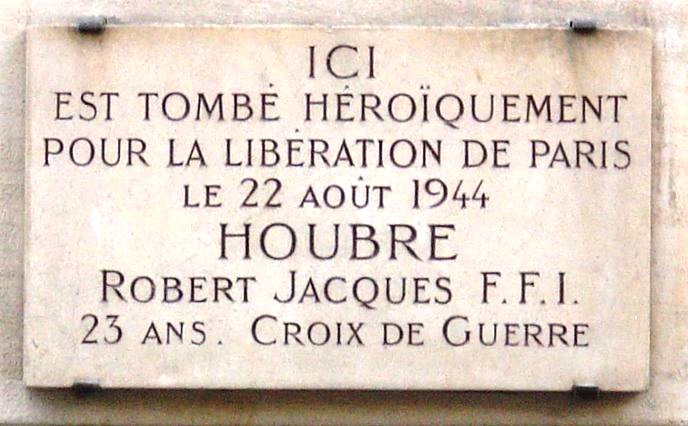
Mémoire des FFI à Paris

Le déclenchement de l'insurrection parisienne qui s'est achevée par la Libération de Paris le 25 août 1944 avec l'appui de la 2e division blindée du général Leclerc est un des moments glorieux les plus célèbres de la Résistance française[réf. nécessaire], mais il est très difficile de faire la part de ce qui ressort de la manifestation populaire, de l'opération psychologique d'une part et de l'efficacité militaire d'autre part[réf. nécessaire]. Moins discutable est la libération de la plus grande partie du sud-ouest et du centre de la France, et, dans le sud-est, l'aide apportée à la progression de la 1re Armée française du général de Lattre de Tassigny débarquée en Provence en août 1944[réf. nécessaire].

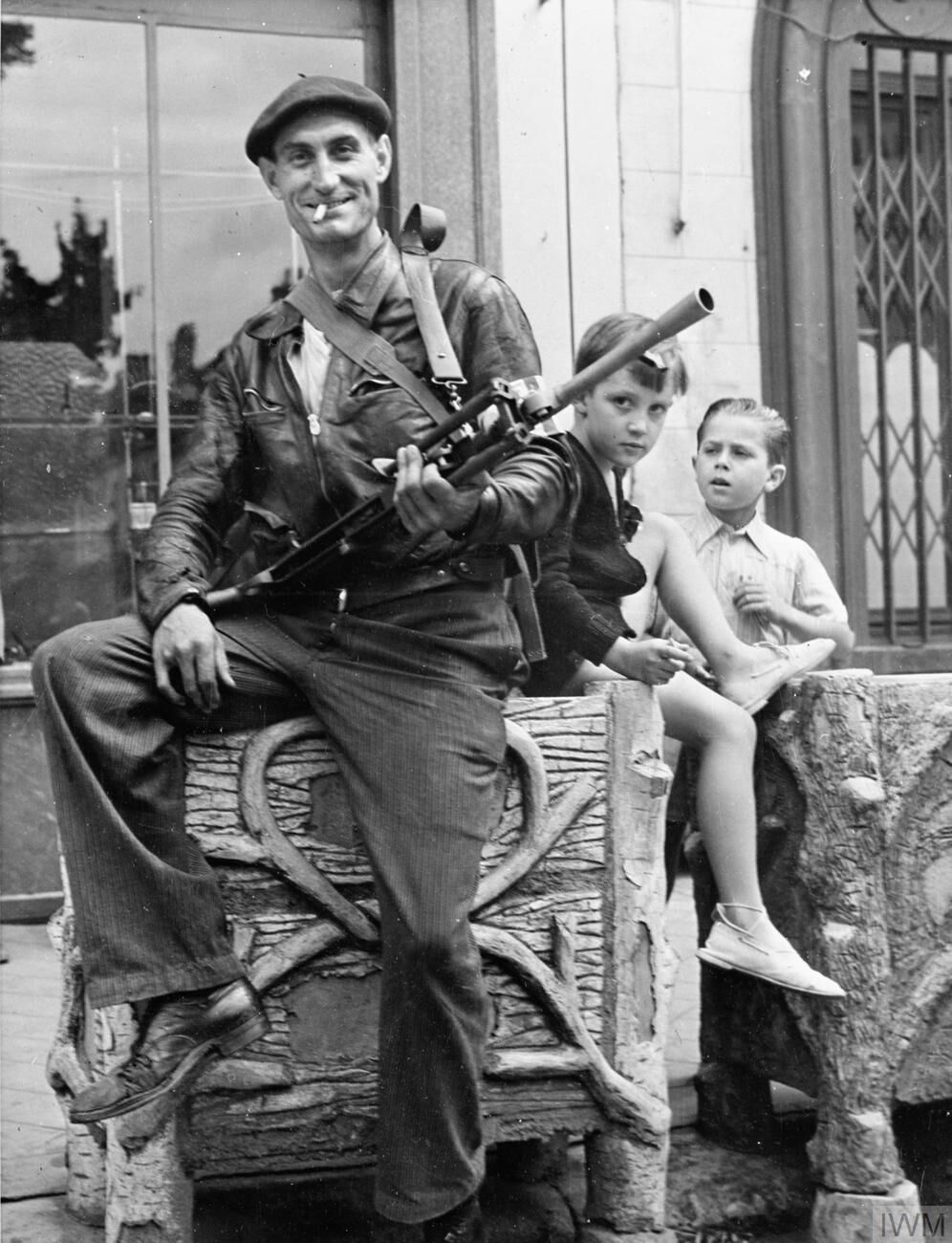
Un volontaire des Forces françaises de l'intérieur (FFI) à Châteaudun, en 1944.

On se réfère souvent au commentaire du général Dwight Eisenhower dans son « Rapport sur les opérations en Europe des forces expéditionnaires » :
« Notre QG estimait que par moment, la valeur de l'aide apportée par les FFI à la campagne représentait l'équivalent en hommes de 15 divisions d'infanterie et grâce à leur assistance, la rapidité de notre avance en France en fut grandement facilitée. »
Une division d'infanterie (DI) représente à peu près 10 000 hommes[réf. nécessaire]. La conversion des forces de la Résistance en DI a ses limites. Comment convertir les renseignements fournis aux Alliés ?[réf. nécessaire]Et l'intoxication des Allemands que l'Intelligence Service tenta en manipulant le réseau Prosper du SOE ?[réf. nécessaire] On n'aura jamais de réponse certaine à la question : « Est-ce que l'apport de la Résistance fut décisif pour que la tête de pont établie en Normandie ne soit pas rejetée à la mer ? »[réf. nécessaire].
Il est estimé que le rôle de la résistance fut marqué pour le harcèlement constant de l'ennemi et le renseignement militaire.

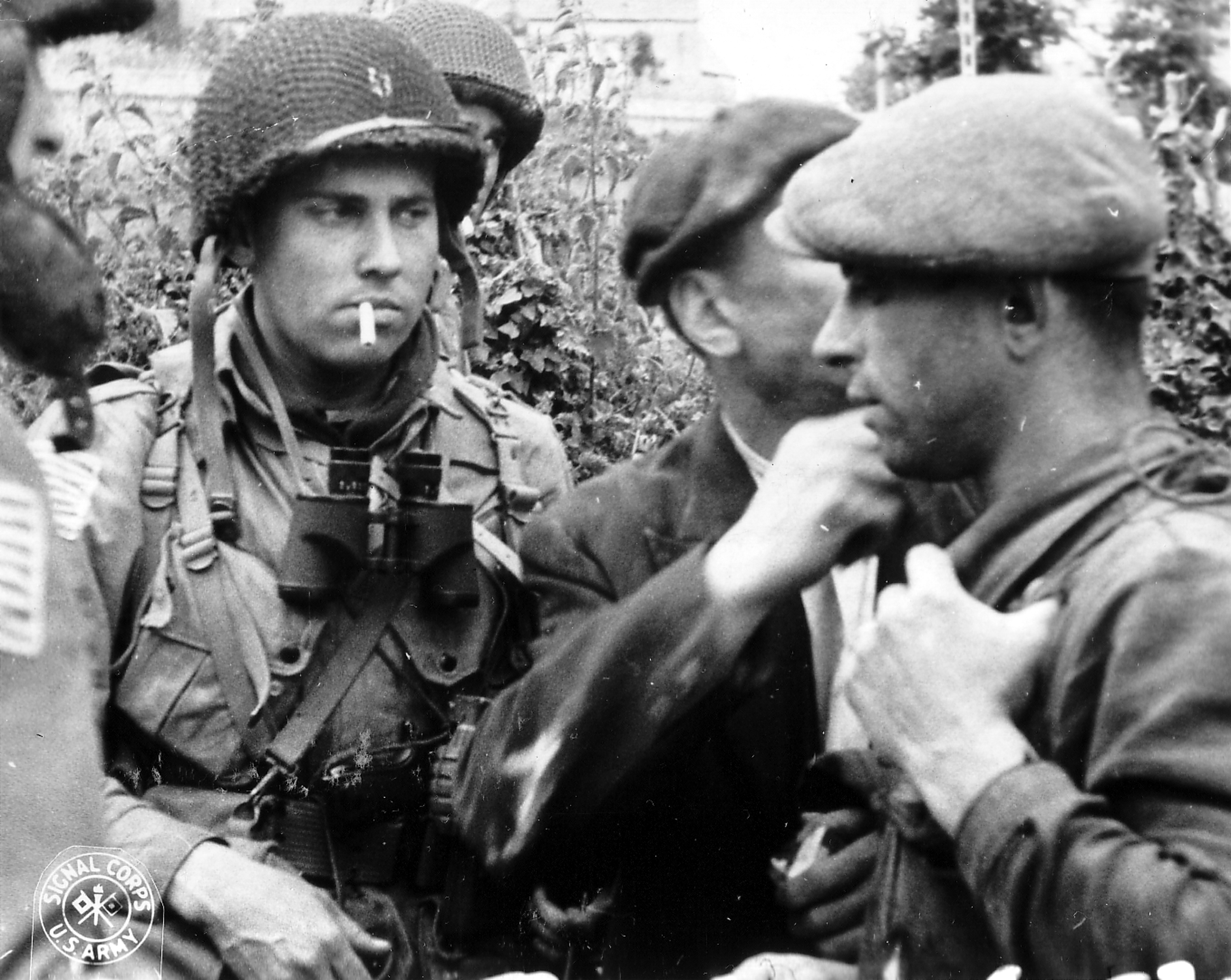
Des francs-tireurs avec des soldats alliés.

Après le débarquement de Provence, le quart sud-est de la France a été libéré avec près de trois mois d'avance sur les prévisions initiales (Lyon : 70 jours, Grenoble : 83 jours), en partie grâce à l'action des Forces françaises de l'intérieur (FFI). Créées officiellement le 1er février 1944, elles ont réuni toutes les structures de la Résistance intérieure, sous le commandement du général Koenig. En outre, le débarquement de Normandie aurait été beaucoup plus sanglant, sans les renseignements et les actions retardatrices de la Résistance.
Interrogé dans un rapport militaire publié en 1948, le général en chef des armées américaines Eisenhower avait estimé que la « rapidité de notre avance à travers la France fut grandement facilitée » par l'aide des FFI, qui représentait l'équivalent de quinze divisions militaires.
Pour autant, selon l'historien Jean-François Muracciole, spécialiste de la Résistance, « l'image d'une France résistante réalisant sa propre libération relève largement du mythe » car l'apport strictement militaire de la Résistance intérieure à la progression des Alliés en France consista essentiellement à la formation de filières d'évasion, à la collecte du renseignement et au sabotage.
Cependant de nombreuses villes, à commencer par Paris, ont été partiellement libérées plusieurs jours avant l'arrivée des Alliées, l'insurrection parisienne démarrant cinq jours avant. À Limoges, le chef résistant Georges Guingouin a retardé l'ordre de libération donné par le parti communiste, afin de mieux l'adapter à l'avancée des Alliés et réduire ainsi les pertes. Dans le bassin minier du Nord-Pas-de-Calais, zone de résistance massive, une grève insurrectionnelle générale a privé les transports et usines de charbon à l'été 1944.
Un auteur comme Philippe Masson donne une estimation plus basse qu'Einsehower, mais en restant dans une vision qui écarte elle aussi les formes non directement militaires de la Résistance, par exemple, la production d'une presse clandestine, selon lui à ne prendre en compte que si elle draine des forces vers une aide efficace aux forces alliées.

### Liens avec les services secrets français, anglais et américains

#### Renseignement et contre-espionnage
Les réseaux de renseignement ont pour mission de collecter des renseignements de valeur militaire : constructions sur la façade atlantique, effectifs des unités de la Wehrmacht basées en France… On assiste souvent une compétition entre le BCRA et les différents services britanniques pour prendre contact avec les réseaux qui se sont mis en position de fournir des renseignements intéressants. Parallèlement se renforcent les services de contre-espionnage destinés à contrer les agents ennemis et à intoxiquer les nazis.
Les premiers agents de la France libre débarquent sur la côte bretonne dès juillet 1940. Ce sont les lieutenants Mansion, Saint-Jacques, Alexandre Beresnikoff dit Corvisart, Gillbert Renault dit Rémy qui n'hésitent pas à prendre contact avec les milieux militaires antiallemands de Vichy comme George Loustaunau-Lacau et le colonel George Groussard dont ils sont proches idéologiquement.
Il existe au sein du BCRA la Direction générale des services spéciaux (DGSS) qui assure les missions de contre-espionnage.

La transmission des renseignements se fait d'abord par émetteur radio.

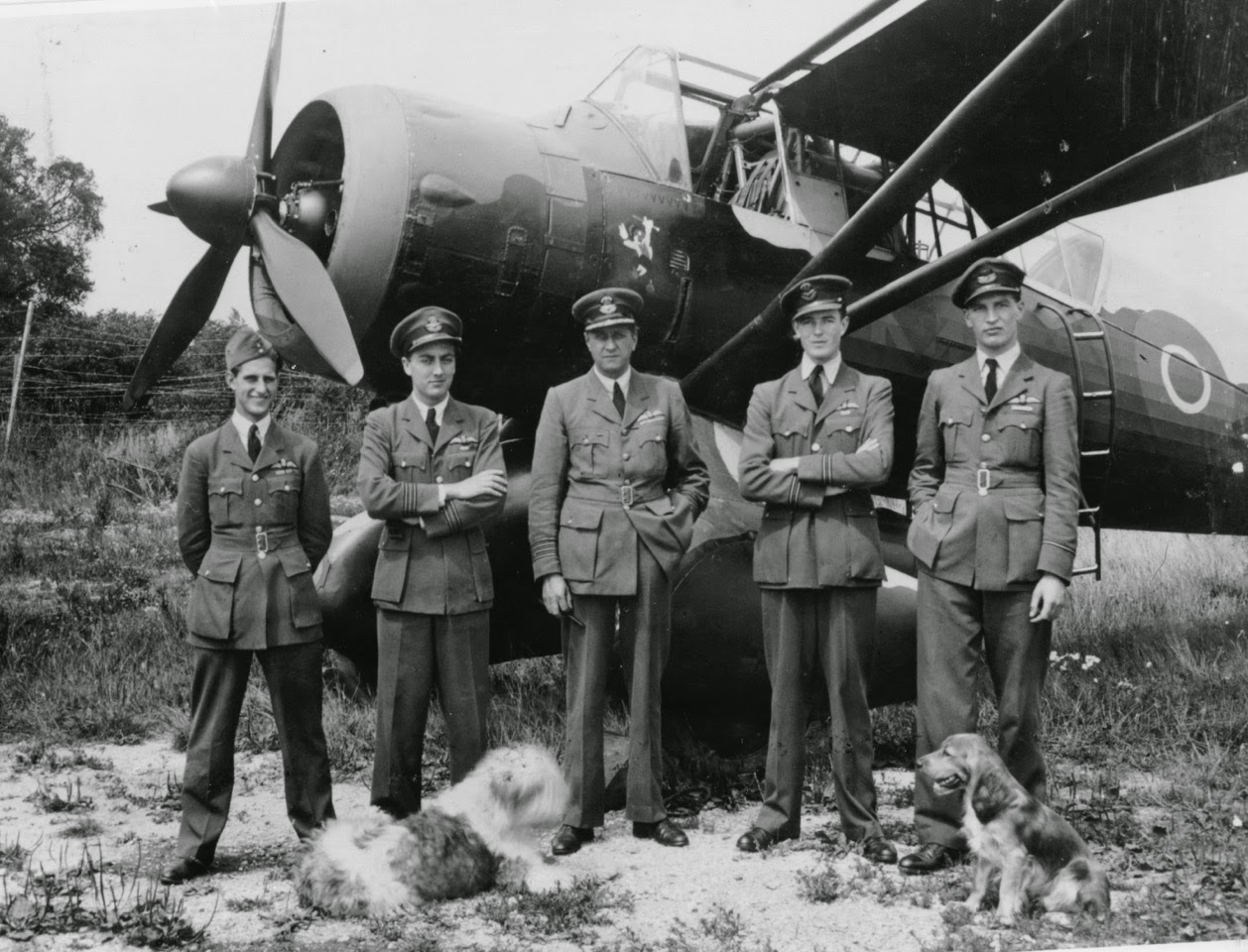
Lysander, Groupe 161, Special Operations Executive, basé à Tangmere, 1943.

 Plus tard, lorsque les liaisons aériennes, notamment par Lysander, deviennent plus fréquentes, une partie des renseignements est également acheminée par ces courriers. Selon Passy, le responsable du BCRA, en 1944, 1 000 télégrammes quotidiens transitent par radio, auxquels il faut ajouter plus de 20 000 pages et 2 000 plans par semaine. On appelle les opérateurs radio des pianistes. Beaucoup sont repérés par les voitures goniométriques allemandes qui patrouillent également en zone sud dès l'été 1943. De ce fait, comme le rappelle Jean-François Muracciole, en proportion, ce furent les réseaux qui subirent les plus lourdes pertes.
Après la guerre, 266 réseaux directement liés au BCRA sont reconnus, comprenant 150 000 agents dénombrés. Le service de renseignement des FTP s'appelle la FANA. Il est dirigé par Georges Beyer, le beau-frère de Charles Tillon.

#### Réseaux du BCRA
Le Bureau central de renseignement et d’action militaire (BCRA), spécialisé dans les missions de renseignement et de sabotage est créé en octobre 1941 au sein de la France libre du général De Gaulle. Créés et dirigés de Londres par le colonel Passy (André Dewavrin), les réseaux du BCRA se situent donc à la frontière entre la Résistance extérieure et la Résistance intérieure.
La Confrérie Notre-Dame constitué dès juin 1940 par Louis de La Bardonnie et quelques-uns de ses compagnons est l'un des tout premiers créés en France et avec le réseau Alliance, il est aussi l'un des plus importants. Gilbert Renault dit « Raymond » (plus tard « Rémy ») envoyé vers la métropole dès l'été 40 par le 2e Bureau de la France Libre donnera à l'organisation le nom de Confrérie Notre-Dame afin de la placer sous la protection de la Vierge.
Le 21 décembre 1940, Honoré d'Estienne d'Orves, officier de marine affecté au 2e bureau des Forces navales françaises libres est envoyé en mission en zone occupée où il a constitué le réseau Nemrod de 26 personnes. Arrêté en mai 1941, il sera fusillé le 29 août 1941 au mont Valérien.
Phalanx est un réseau de Résistance français créé en 1942 par Christian Pineau en zone sud, d'abord à Clermont-Ferrand, puis à Lyon. Sa branche du Nord, Phalanx Zone occupée, devient un réseau indépendant, Cohors-Asturies, sous la direction de Jean Cavaillès.
En 1943, le BCRA obtient des Mouvements unis de la Résistance (MUR) la fusion et subornation de leurs réseaux de renseignement. Ainsi est né le réseau Gallia.

#### Services secrets britanniques
Trois services secrets britanniques opèrent sur le territoire français :
le Special Operations Executive (Direction des opérations spéciales) créé en juillet 1940 et chargé de l'action, le MI6 (Intelligence Service) chargé du renseignement et le MI9 chargé des évasions.
Au sein du Special Operations Executive (SOE), plusieurs sections contrôlent l'action en France, principalement la section F, la section RF et AMF.
- La section F, qui agit sans coordination obligée avec la France libre, est confiée en novembre 1941 à Maurice Buckmaster (pour cette raison, les réseaux de la section F en France sont également appelés « réseaux Buckmaster »). Les parachutages en France commencent en mai 1941 mais ce n'est qu'à partir de septembre 1942 qu'ils prennent de l'ampleur. Les agents parachutés recrutent de nombreux agents en France qui dépendent directement des Britanniques tout au long de la guerre. La section F a suscité la colère du général de Gaulle, qui a demandé, en vain, sa suppression. De Gaulle ne supportait pas qu'il y eût des réseaux agissant en France hors du contrôle de la France libre[20].
- La section RF, créée plus tard, coopère avec le BCRA.
- La section AMF(Allied Mediterranean Forces), basée à Alger, après avoir brièvement collaboré avec les giraudistes, se met au service des gaullistes.

Selon l'historien britannique Michael R. D. Foot, le SOE a envoyé en France 1 800 agents, dont 1 750 hommes et cinquante femmes, pendant la durée du conflit. Un sur quatre est arrêté, proportion élevée, mais inférieure à celle rencontrée dans d'autres pays : un sur deux aux Pays-Bas, un sur trois en Belgique. Les agents du SOE ont armé 250 000 résistants français et se sont livrés à d'efficaces opérations de sabotage. Le général Eisenhower a estimé que le travail du SOE équivalait au renfort de cinq ou six divisions.
Le MI6 (l’Intelligence Service) crée plusieurs réseaux en France et en soutient d’autres, notamment Alliance. Jade-Fitzroy et les officiers des services de renseignement militaire de Vichy ayant choisi la Résistance. Par ailleurs, ce service collabore étroitement avec le BCRA. En particulier, Claude Dansey, Deputy Chief of the Secret Service, initie le colonel Passy au renseignement et entretient de bonnes relations avec lui pendant toute la guerre. Le MI6 s’occupe exclusivement de renseignement, l’action étant le monopole du SOE.
Enfin, le MI9, service chargé de l’évasion des soldats alliés, aide des filières comme le réseau Comète.

#### Services secrets américains
Créée en 1942, l'Office of Strategic Services (OSS) déploie la plus grande partie de son activité en Europe et en Méditerranée, les services de renseignement militaire étant prépondérants dans la guerre du Pacifique, et le FBI se chargeant de l'Amérique latine. L'OSS a trois antennes : à Londres, à Genève et à Tanger. Si la première coopère avec le SOE, la politique de l'OSS diffère de celle des services britanniques : les Américains préfèrent aider les réseaux non gaullistes, notamment ceux qui sont animés ou inspirés par le général Henri Giraud. Dans le cadre de la mise en place de la mission secrète Pearl Harbour en novembre 1942 par les services spéciaux de la Défense Nationale établis à Alger, elle donne son aval sans intervenir dans l'organisation interne.
L'OSS propose aux Mouvements unis de la Résistance (MUR) le triple du financement accordé par la France libre et la mise en place de réseaux de passage entre France et Suisse, en échange de la primeur des renseignements recueillis. Pierre Bénouville, alors responsable des Relations extérieures des MUR, accepte d'effectuer la liaison entre l'antenne suisse de l'OSS et des MUR d'une part, les MUR de la France occupée d'autre part. Robert Frank y voit une tentative de dissocier les MUR de la France libre ; Robert Belot y voit plutôt la conséquence logique d'un financement insuffisant, suivi par un refus manifesté par les services britanniques d'y suppléer. Jean Moulin s'oppose vivement à cet accord, mais, après sa mort, il est finalement appliqué.
L'agence américaine rencontre moins de difficultés avec le Rassemblement national des prisonniers de guerre de François Mitterrand et Maurice Pinot, financé par l'OSS grâce à l'entremise de Pierre de Bénouville. Longtemps réservé à l'égard de Charles de Gaulle, l'OSS finit par noter dans ses rapports, à la mi-1944, qu'il est « considéré comme le seul dirigeant politique possible du moment».
Le SOE et l'OSS créent en 1944 les missions « Jedburgh », groupes de trois hommes (un Français, un Anglais et un Américain) parachutés en uniforme après le débarquement en Normandie, puis celui de Provence, pour aider les maquis.

## Aspects politiques
En 1946, les trois quarts des parlementaires ont été des membres actifs de la Résistance, qui est à l'origine, par le programme du Conseil national de la Résistance (15 mars 1944), de la refondation du pacte social français, en engendrant les grandes réformes économiques et sociales de la Libération : assurance-maladie et assurance-retraite, nationalisations, statut du mineur et statut du fonctionnaire, comités d'entreprise, etc.
La Résistance a aussi changé la donne politique, en donnant une légitimité au général de Gaulle, numéro un de la France libre, avant même la Libération, évitant au pays toute administration étrangère à l'été 1944. Des élections sont immédiatement organisées, facilitées par la parution d'une presse libre, qui sort de la clandestinité. S'y produit un renouvellement complet des élites politiques municipales et nationales. Cependant beaucoup d'anciens résistants manifesteront plus tard leur amertume de ne pas avoir pu changer la société et la vie politique aussi radicalement qu'ils le voulaient, bien au-delà des rangs communistes : c'est le cas des leaders résistants comme Claude Bourdet, ou Henri Frenay (chef de Combat). Ce dernier, comme Emmanuel d'Astier de La Vigerie (chef de Libération) et d'autres responsables de la résistance, souhaitait qu'un grand « parti de la Résistance » se forme et prenne en main la vie publique, en raison de la faillite des partis en 1940 sous la IIIe République finissante et de l'inexistence de la plupart d'entre eux en tant que tels dans la Résistance. Par ailleurs, l'Organisation de résistance de l'armée qui a regroupé d'anciens militaires autour du général Giraud après l'invasion de la zone libre se refusait, elle, catégoriquement à « faire de la politique ».
Jean Moulin a dû mener un long bras de fer contre Pierre Brossolette ou Henri Frenay pour faire admettre les partis politiques au Conseil national de la Résistance (juin 1943) : les Alliés ne pourraient pas en effet comprendre leur absence. Léon Blum, de sa prison, a souligné, lui, que les partis sont indispensables à la démocratie, et que toute tentative de les disqualifier et de les remplacer renverrait dans les ornières de l'antiparlementarisme et aux dégâts des tentations autoritaristes, dans les années 1930 puis sous Vichy.
Selon l'historien Daniel Cordier, la Résistance a ensuite échoué à se prolonger via ses propres formations politiques dans les années qui suivent la Libération, ce qui a généré de longues polémiques, surtout au vu des déceptions engendrées par la IVe République. De fait, le PCF, la SFIO et le MRP joueront un rôle-clé dans la France libérée puis monopoliseront les sièges de députés jusqu'à la percée en 1951 du parti gaulliste fondé en 1947.

### Résistance communiste

#### Avant 1941

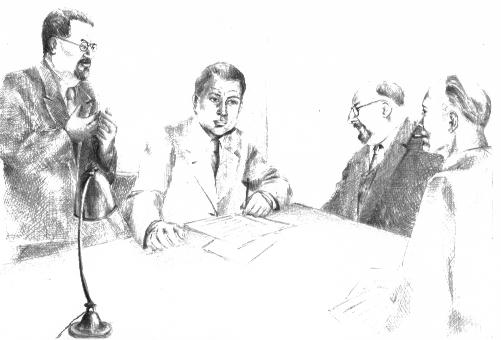
Réunion du secrétariat du PCF clandestin en 1943, à Longjumeau (Seine-et-Oise) : de gauche à droite : Benoît Frachon, Auguste Lecœur, Jacques Duclos et Charles Tillon.

Le Parti communiste a été dissous par décret du 26 septembre 1939, après la conclusion du pacte germano-soviétique et l'invasion de la Pologne par l'Union soviétique. Depuis, l'appareil du parti survit dans la clandestinité.
Le 17 juin 1940, soit un jour avant l'appel du général de Gaulle, Charles Tillon, chargé de réorganiser le parti communiste dans le sud-ouest, lance un appel à la résistance contre « le fascisme hitlérien » à Bordeaux. Ces déclarations le distinguent nettement de la ligne du parti, qui obéit aux consignes de l'Internationale Communiste. Cette dernière veut expliquer la guerre comme le fait de l’impérialisme britannique, en centrant les critiques contre le Royaume-Uni, et faire en sorte que l'occupation de la France par l'Allemagne ne souffre pas de critiques trop prononcées du fait du pacte germano-soviétique.
Pendant l'été 1940, la direction du PCF prend contact avec les troupes d'occupation dans le but d'obtenir la reparution du quotidien L'Humanité. Maurice Tréand, Jean Catelas et l’avocat Robert Foissin rencontrent en ce sens Otto Abetz, l’émissaire d’Hitler à Paris dans son bureau, rue de Lille. Cette initiative qui durera un mois est rapidement condamnée par les dignitaires du parti, sans jamais ébruiter l'affaire. Maurice Thorez dénonce les agissements de Robert Foissin dans des télégrammes envoyés depuis Moscou, où il se trouve après avoir déserté pendant la drôle de guerre. Mais seule l'exclusion de Robert Foissin sera prononcée, même s'il restera l'avocat de l'Ambassade soviétique et de la représentation commerciale soviétique après son exclusion.
Le premier réseau de résistance universitaire a été fondé par les communistes Jacques Decour, Georges Politzer et Jacques Solomon en septembre 1940. Ils publient l'Université libre et La Pensée libre, qui se singularisent par leur propension à critiquer l'occupant. Traqués par la police française, ils seront arrêtés en février 1942, torturés puis fusillés en mai 1942 au mont Valérien. Un autre contributeur de la seconde publication, le philosophe Valentin Feldman, sera fusillé à son tour en juillet 1942 au même endroit.
Des étudiants communistes participent avec d'autres mouvements à la manifestation du 11 novembre 1940 à Paris, qui honore les vainqueurs de la Première Guerre mondiale. Mais les formations communistes, loin de revendiquer ce haut fait spontané, s'en démarquèrent.
En décembre 1940, un long tract signé des régions parisiennes du PCF et des Jeunesses communistes incite les étudiants à ne pas s'égarer dans le combat frontal avec l'occupant : « Assurer l'indépendance de la France, c'est permettre à ce pays d'être libéré de l'impérialisme britannique […]. Ce n'est pas par la guerre que la France redeviendra libre et indépendante, c'est par la révolution socialiste ».
Selon les historiens, la machine de guerre allemande recherchait dans les mines de charbon « un rendement maximum » dans une « région d'importance vitale » et fin mai-début juin 1941, dans le Nord et le Pas-de-Calais, éclate une longue grève suivie par environ cent mille mineurs, encadrée par les militants communistes, qui fait chuter la production de charbon.
L'un des premiers actes de résistance collective à l'occupation nazie en France, cette grève est violemment réprimée, avec la complicité des compagnies minières et déclenche près de 400 arrestations, des exécutions et la déportation de plus de 250 personnes, dont la moitié sont mortes en camps de concentration.
Tout au long de l'année 1940, la clandestinité du parti communiste pousse à la création d'une Organisation spéciale, qui regroupe des cellules communistes clandestines. Avec l'appel du 10 juillet 1940, le PCF lance un appel à la constitution d'un Front national de lutte pour la libération et l'indépendance de la France, même si le texte ne fait aucune mention de la résistance contre les Allemands. Il ne sera finalement créé qu'en mai 1941, alors que les relations entre l'URSS et l'Allemagne nazie se dégradent fortement. Cependant les moyens militaires des communistes sont encore très faibles en mai et en juin 1941, notamment à cause du refus du BCRA de lui remettre des armes.
Il est difficile de considérer que le parti communiste ait basculé dans une résistance à l'occupant dès 1940, quoi qu'il ait prétendu après la guerre. Prisonnier des louvoiements de la diplomatie soviétique, le parti ne s'en est guère démarqué, et la ligne suivie entre août 1939 et juin 1941 se concentre sur l'action syndicale et la lutte contre « les réactionnaires », en l’occurrence le régime de Vichy, tout en ménageant l'occupant, le pacte germano-soviétique oblige. Les quelques militants qui ont commencé la résistance intellectuelle contre l'occupant ont été les électrons libres d'un parti figé dans ses relations avec Moscou.

#### À partir de 1941

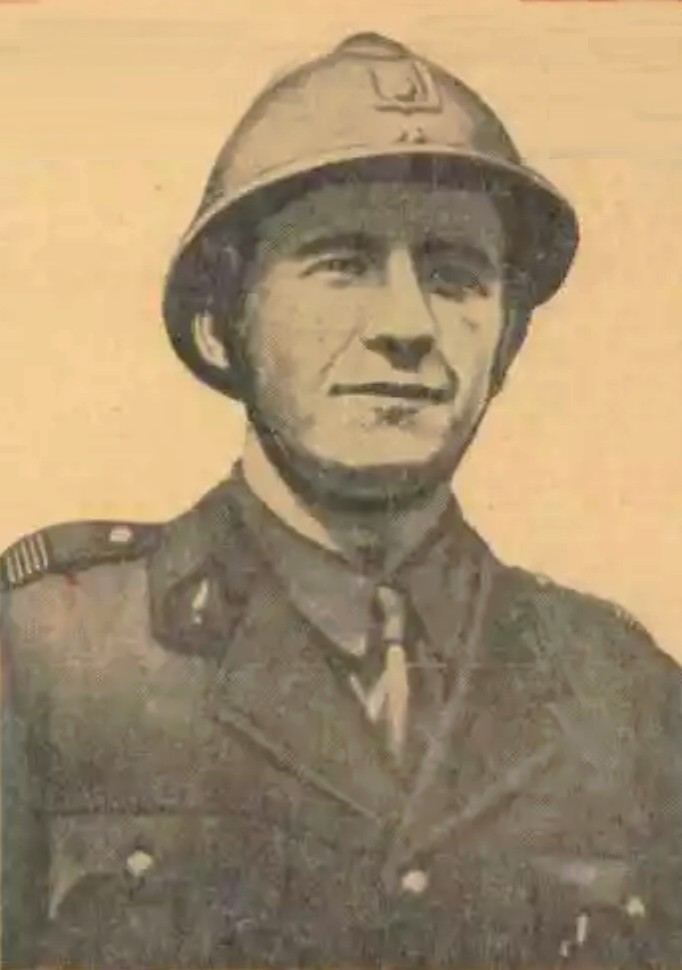
Pierre Georges, dit le « Colonel Fabien ».

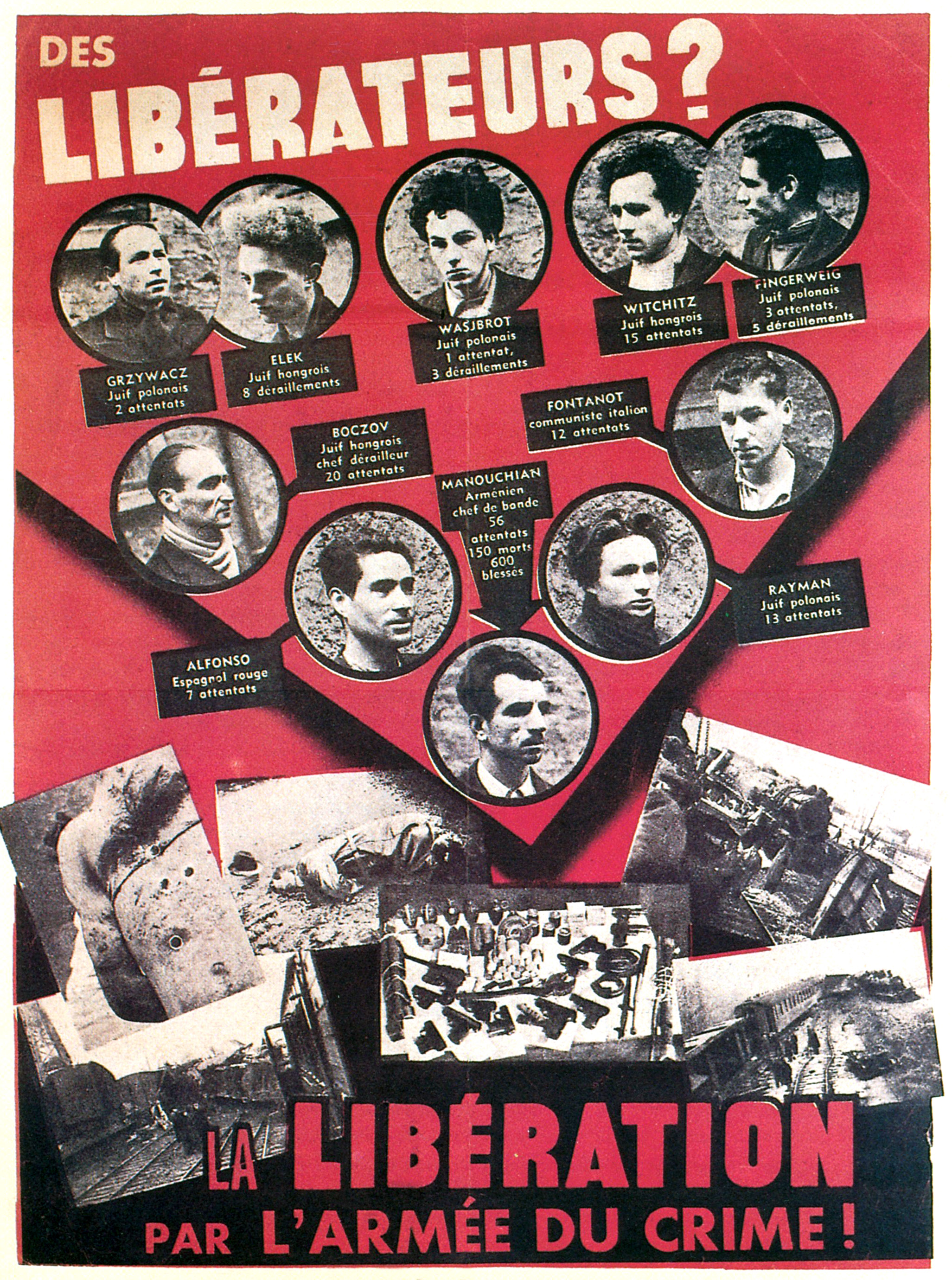
Affiche de propagande allemande (dite « affiche rouge ») stigmatisant les résistants des FTP-MOI.

Le 22 juin 1941, Adolf Hitler déclenche l'opération Barbarossa, qui vise à envahir l'URSS. Cette date marque l'engagement du Parti communiste français contre l'occupant nazi via sa direction, même si plusieurs centaines de militants ont déjà animé la grande grève des mineurs dès mai 1941, notamment des Polonais des Brigades internationales, qui ont lancé dès septembre 1940 des explosions suscitant l'espoir d'un soutien anglais.
En août 1941, le communiste Pierre Georges dit le Colonel Fabien commet le premier attentat symbolique contre un officier allemand, l'attentat du métro Barbès. Les communistes développent rapidement un mouvement de résistance armée, les Francs-tireurs et partisans français (FTPF), dirigé par Charles Tillon. Ouverts aux non-communistes, les FTPF restent néanmoins toujours sous contrôle communiste. Il en est de même du Front national, créé par le PCF en mai 1941, mouvement de résistance politique, organisé par professions, devenu l'un des plus gros mouvements de Résistance, voire le plus gros mouvement de la Résistance française.
Les communistes jouent alors un rôle important dans la résistance à l'occupant nazi par leur capacité d'organisation. Ils se rapprochent des autres mouvements de la résistance intérieure française comme de la France libre : à la mi-1943, le Front national participe au Conseil national de la Résistance (CNR). L'organisation clandestine du PCF, dirigée par Auguste Lecœur, gagne en puissance jusqu'à prendre largement le contrôle du CNR puis du commandement national des Forces françaises de l'intérieur.
À partir des groupes de langue de la Main-d'œuvre immigrée (MOI) créés dans les années au sein de la CGT, le PCF ajoute aux FTPF les FTP-MOI, actifs dans le Sud -Est (Grenoble, Lyon, Marseille) et via une section parisienne qui fut pendant un temps en 1942-1943 le mouvement de Résistance armée le plus actif de France, réalisant une opération armée tous les deux jours. Ses participants, des étrangers communistes, en majorité juifs apatrides, étaient particulièrement visés par les Nazis. Le "Groupe Manouchian" totalise environ 150 attentats dans la seule ville de Paris dont l’exécution du général Julius Ritter, le responsable du Service du travail obligatoire en France. Il devient le symbole de la Résistance intérieure après la publication sur les murs de Paris de l'Affiche rouge, recherchant dix d'entre eux, dont quatre Polonais, puis l'exécution de la plupart de ses membres.
L'important maquis du Limousin qui se forme en 1942-1943 doit beaucoup à son fondateur, le communiste Georges Guingouin, qui avait formé plusieurs petits groupes à partir de 1940 puis le mène à un fonctionnement ultérieur sous contrôle mixte. Guingouin conserve toujours une grande indépendance vis-à-vis de la direction du PCF et fait passer les règles de cloisonnement inhérentes à la sécurité des Résistants avant la discipline de parti.
Parmi les trois principaux dirigeants du Comité d'action militaire (COMAC) créé par le Conseil national de la Résistance (CNR) pour diriger les Forces françaises de l'intérieur (FFI), deux étaient communistes (Pierre Villon et Maurice Kriegel-Valrimont), le troisième étant Jean de Vogüé.
Des communistes sont également présents dans des mouvements de résistance non communistes. Ce sont souvent des militants qui n'occupaient pas, avant-guerre, une place centrale dans l'appareil du parti et qui, privés de contact avec le parti clandestin, ont eu l'occasion de rallier un autre mouvement. Le parti les a ensuite encouragés à rester dans ces organisations. Par exemple, Jean-Pierre Vernant, universitaire qui termine la guerre comme responsable FFI de neuf départements du Sud-Ouest a désavoué le pacte germano-soviétique et rejoint le mouvement Libération.

### Résistance socialiste

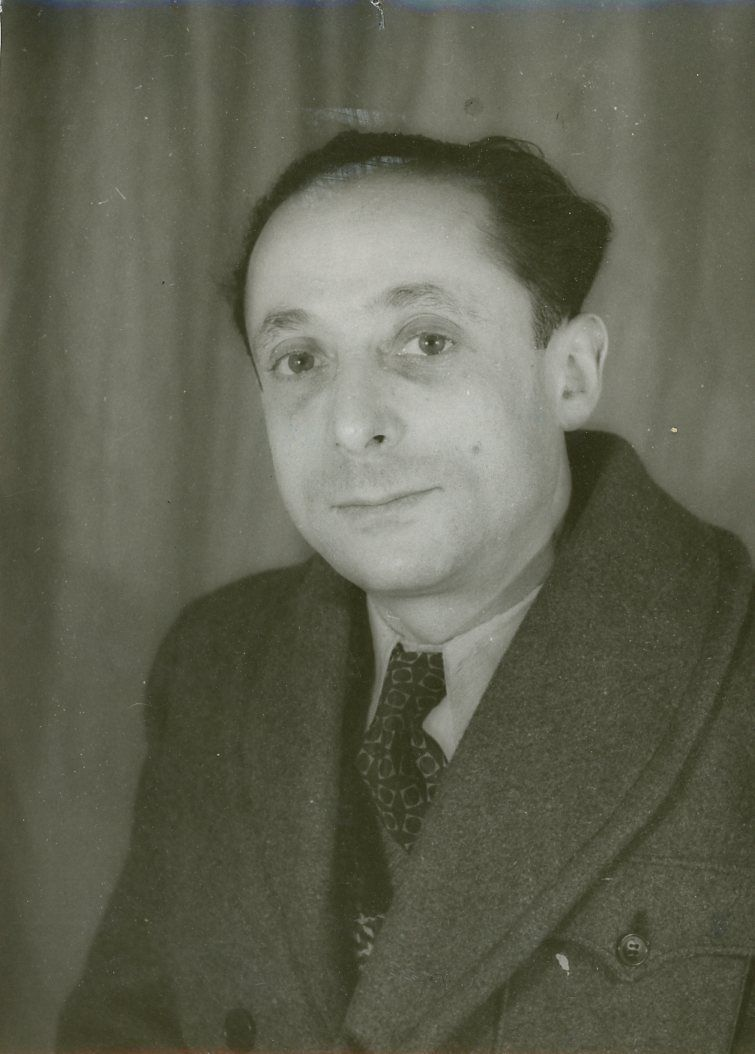
Daniel Mayer.

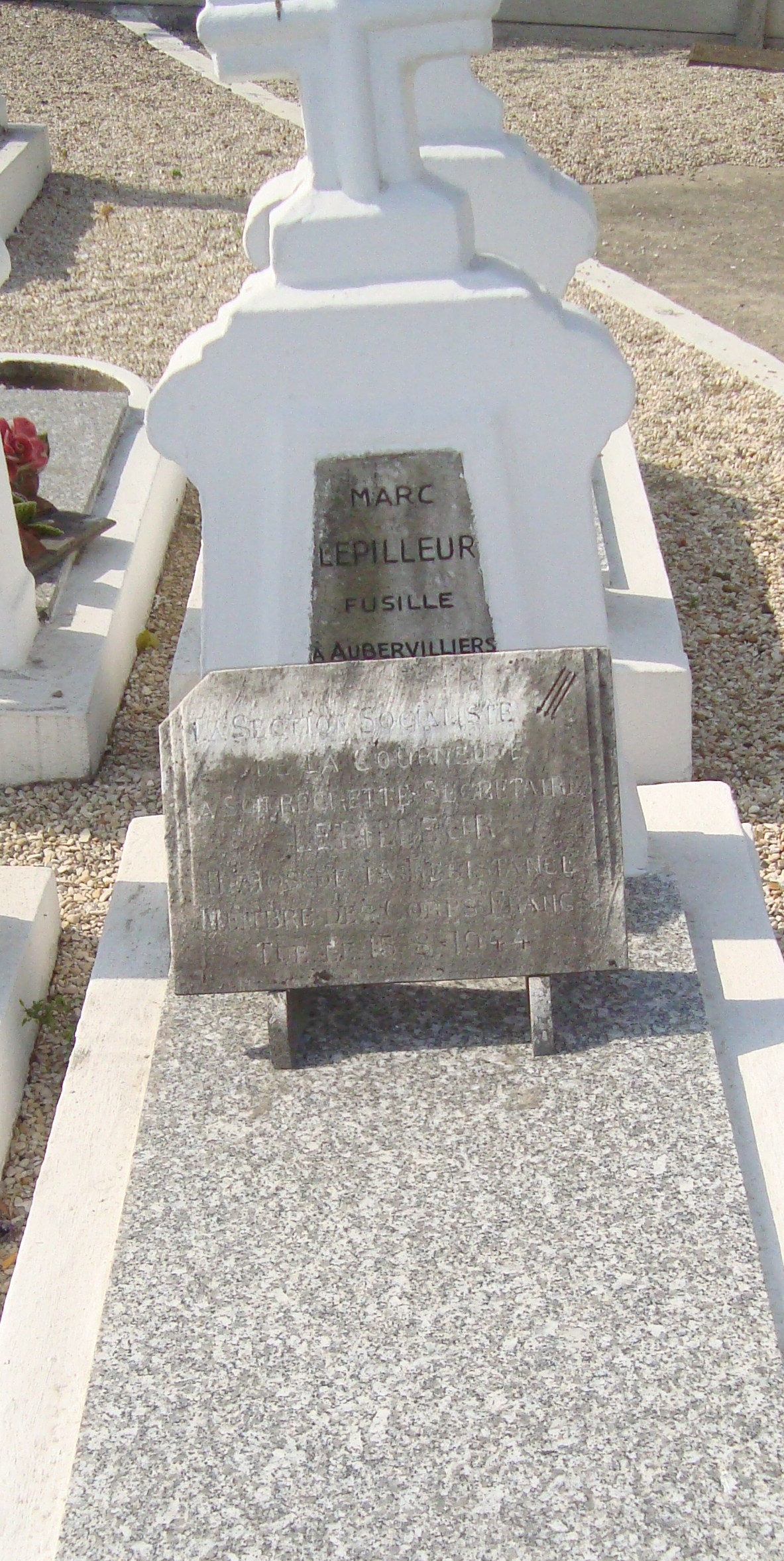
Tombe de Marc Lepilleur, secrétaire de la section socialiste de La Courneuve et résistant FFI, fusillé en 1944 par des soldats allemands.

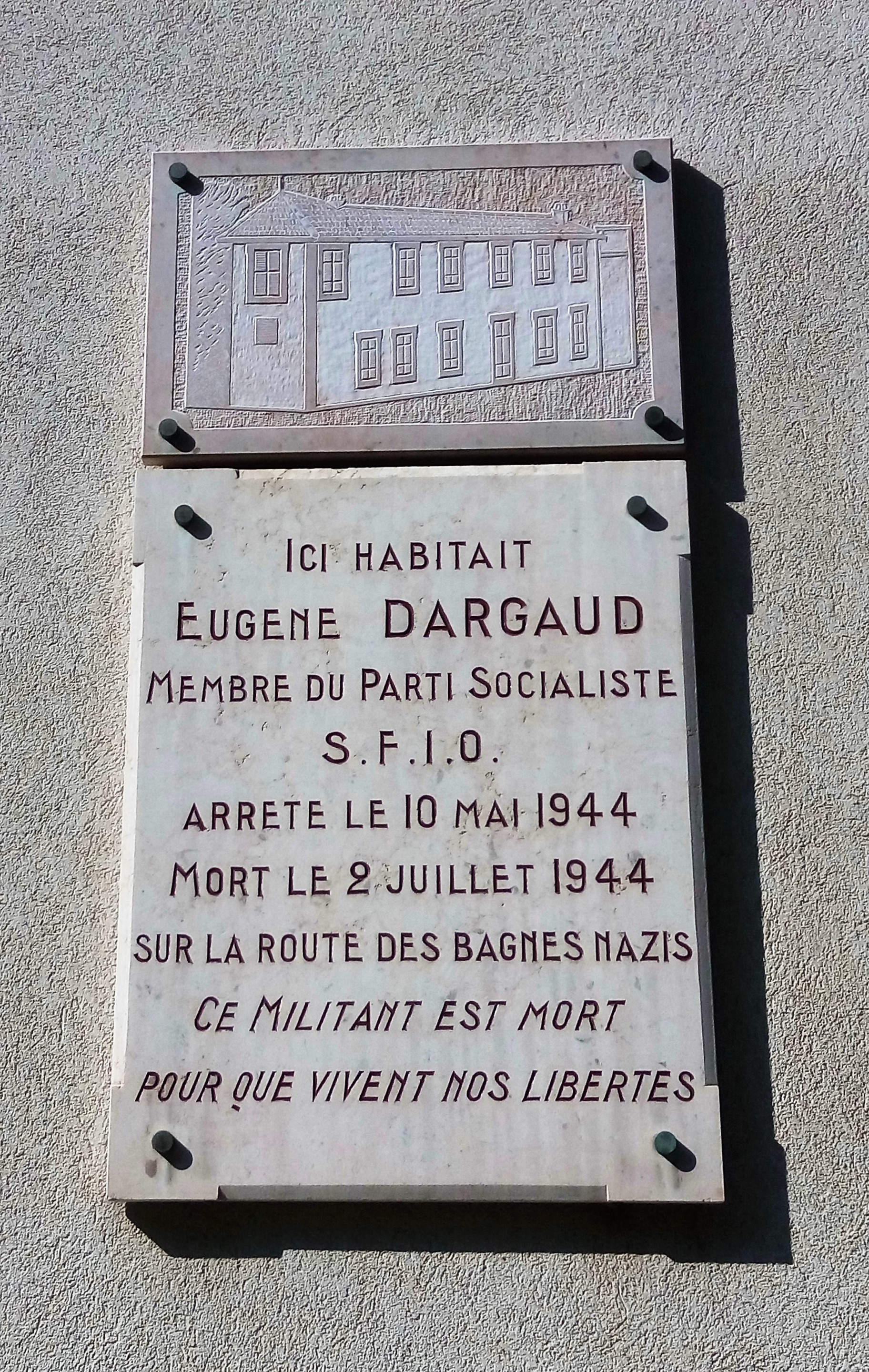
Plaque en hommage au résistant socialiste Eugène Dargaud, à Lyon.

Nombreux dans la Résistance, les socialistes sont moins visibles en tant que tels car, contrairement aux communistes, ils lient rarement la reconstitution du parti et l'adhésion à des mouvements de résistance. La résistance socialiste est plus dispersée, en grande partie parce que la SFIO elle-même était incomparablement moins centralisée que le PCF, reposant bien davantage sur les élus et cadres locaux. L'historien Laurent Douzou souligne « la présence nombreuse et active de militants socialistes dans les rangs des mouvements », qui a paradoxalement « pour effet de minorer dans les esprits la réalité de la résistance de leur parti ». Le Dictionnaire historique de la Résistance publié en 2006 indique que « les socialistes ont joué un rôle très important dans la Résistance. Leurs militants ou sympathisants, leurs cadres, leurs élus sont présents dès le début dans de très nombreux mouvements clandestins ».
Des militants socialistes entrent en résistance dès l'été 1940, tels Jean-Baptiste Lebas, Henri Ribière et Marin Poirier. À la fin de l'été 1940, Daniel Mayer est chargé par Léon Blum de reconstituer la SFIO, mise en sommeil par Paul Faure. En mars 1941, Daniel Mayer crée, avec d'autres militants socialistes comme Suzanne Buisson et Félix Gouin, le Comité d'action socialiste (CAS), à Nîmes. Un CAS avait été créé par Jean-Baptiste Lebas pour le Nord-Pas-de-Calais (administrativement rattaché à la Belgique) en janvier 1941 et un autre, fondé en septembre 1940, couvre la zone nord. En 1942, Le Populaire, organe de la SFIO de 1921 à 1940, reparaît dans la clandestinité. La même année, André Philip devient commissaire national à l'Intérieur de la France libre, et Félix Gouin rejoint Charles de Gaulle à Londres pour représenter les socialistes.
En Algérie, les groupes de résistants sont déjà formés. Ils sont composés de militants socialistes mais aussi de militants d'extrême gauche. Ils feront partie des compagnons du 8 novembre 1942 (opération Torch) et partiront ensuite vers Londres, Paris, le Sud Ouest et la Corse. À la suite du procès de Riom, l'ardeur et le nombre des résistants socialistes s'accroissent. Le CAS-sud devient la SFIO clandestine en mars 1943. Les CAS fusionnent en juin. Issu de la SFIO, Pierre Brossolette est en contact avec le CAS-sud, puis la SFIO clandestine, parallèlement à ses activités à la Confrérie Notre-Dame.
Les militants socialistes sont hégémoniques à Libération-Nord, dans les réseaux de renseignements issus de ce mouvement (Phalanx, Cohors-Asturies) et dans le réseau Brutus de Gaston Defferre, qui sont les principaux relais de la SFIO clandestine auprès de la France libre et de la Résistance intérieure. L'Organisation civile et militaire (OCM) glisse de la droite vers le socialisme tout au long de la guerre, du fait de la participation croissante de socialistes (comme Jacques Piette et Guy Mollet), et des arrestations de membres fondateurs. Par contre, l'engagement de plus en plus important des socialistes à Libération-Sud, où ils représentent presque la moitié des adhérents, se traduit par une influence politique moindre[réf. nécessaire] [Quoi ?].
Plusieurs parlementaires de la SFIO jouent un rôle important dans la Résistance, notamment Jean Biondi, Jean Bouhey, Édouard Froment, Lucien Hussel, Jules Moch, Jean Pierre-Bloch, Tanguy-Prigent et Robert Mauger. François Camel et Marx Dormoy sont assassinés ; Jean-Baptiste Lebas, Isidore Thivrier, Claude Jordery et Augustin Malroux meurent en déportation. Parmi les résistants socialistes, se trouvent également des hommes d'appareil, comme Amédée Dunois, rédacteur du quotidien socialiste Le Populaire clandestin, mort à Bergen-Belsen.
Parmi les résistants de la SFIO qui sont compagnons de la Libération figurent entre autres André Boyer, Martial Brigouleix, Pierre Brossolette, Jean-Claude Carrier, Eugène Chavant, Edmond Debeaumarché, Albert Fossey-François, Jean Mairey, Émilienne Moreau-Évrard, Edmond Nessler, René Peeters, Jacques Piette, Maurice Plantier, Gabriel Thierry et Pierre Viénot.
Dans la région de Lyon, des militants du Parti socialiste ouvrier et paysan créent en 1940 le mouvement de résistance L'Insurgé, dirigé par Marie-Gabriel Fugère. Le mouvement publie dans la clandestinité 26 numéros de son journal.

### Droite, extrême droite et vichysto-résistants

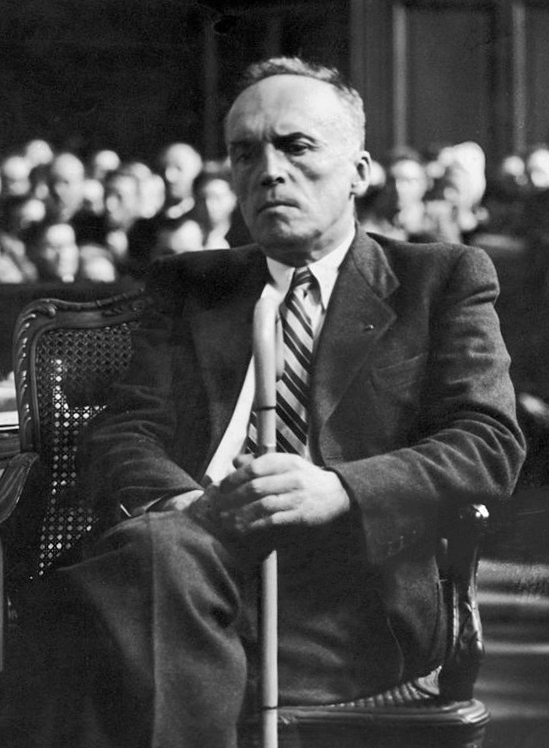
Georges Loustaunau-Lacau.

Quelques élus de droite modérée (ou de centre droit) ont joué, localement, voire nationalement, un rôle important, comme Léonel de Moustier et Joseph Laniel.
À l'instar de Charles Maurras, fondateur de l'Action française pour qui la chute de la République est une « divine surprise », une partie importante des milieux d'extrême droite accueille très favorablement le nouveau régime de Vichy. Mais leur nationalisme pousse également certains « nationaux » à s'engager dans la lutte contre l'occupant dès juin 1940, tels Daniel Cordier (qui finit par rompre avec l'extrême droite pour devenir à l'issue de la guerre un homme de gauche), devenu le secrétaire de Jean Moulin, ou le colonel Rémy un des plus célèbres chefs de réseaux de renseignements, fondateur de la Confrérie Notre-Dame à partir du réseau déjà constitué par Louis de La Bardonnie, tandis que d'autres s'engagent dans des mouvements collaborationnistes ou peuplent l'entourage de Pétain à Vichy.

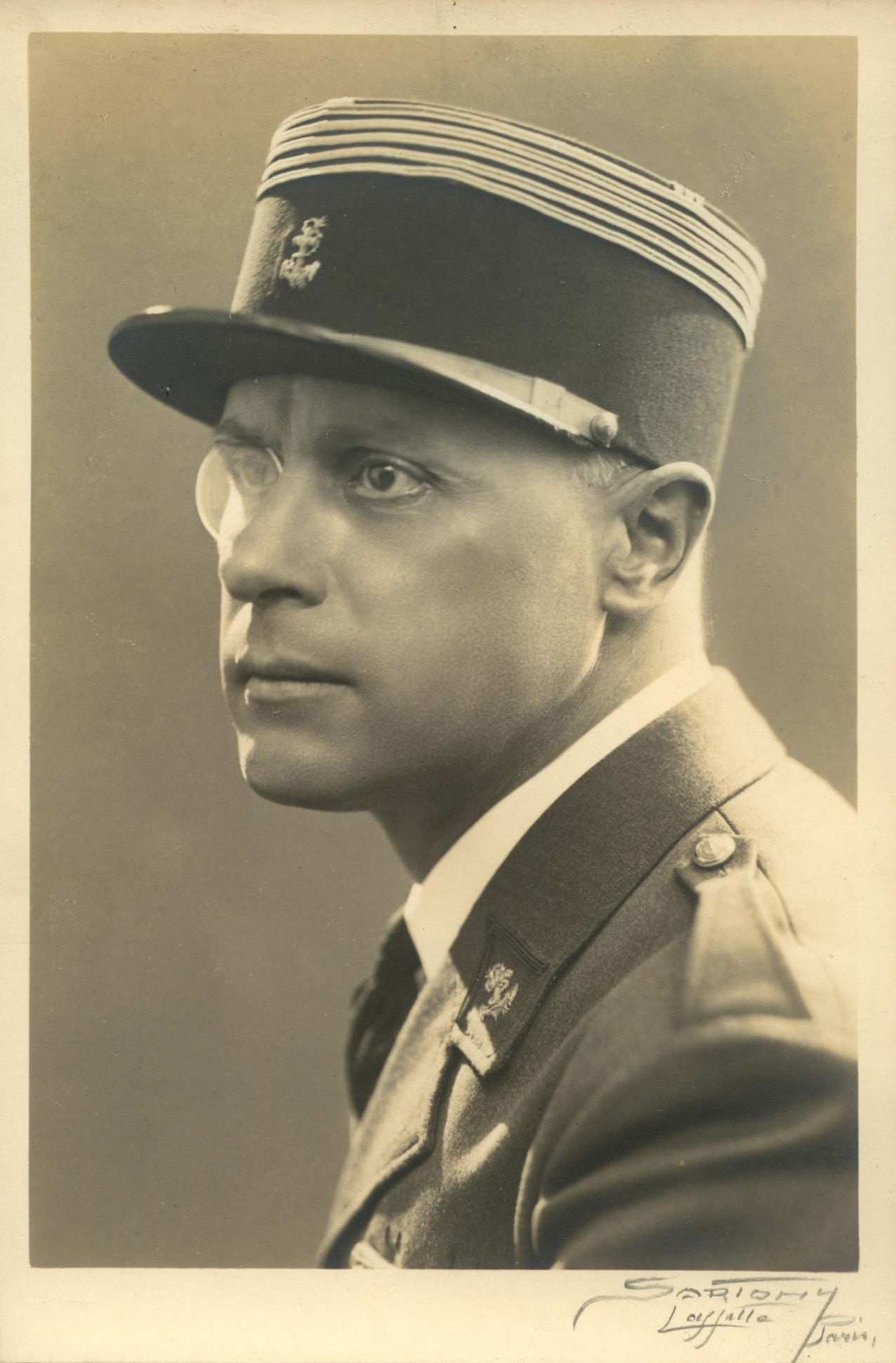
Georges Groussard.

Georges Loustaunau-Lacau et Marie-Madeleine Fourcade fondent le réseau Alliance, tandis que le colonel Groussard, issu des services secrets de Vichy, passe en Suisse après novembre 1942 et fonde le « réseau Gilbert » travaillant pour les Britanniques. Le colonel de La Rocque, nommé au Conseil national du régime de Vichy en janvier 1941, fonde le réseau Klan, lié au réseau Alibi lui-même lié à l'Intelligence service britannique. Pierre de Bénouville, d'abord maréchaliste, devient l'un des dirigeants de Combat, aux côtés d'Henri Frenay. Des militants d'extrême droite, prisonniers de guerre, entrent en résistance après leur libération ou leur évasion, tels Jacques Renouvin qui fonde les groupes-francs du mouvement Combat ou Adrien Sadoul.
L'historien Jean-Pierre Azéma a forgé le terme vichysto-résistant pour qualifier ceux qui, après avoir cru dans la personne même de Pétain (les maréchalistes) ou accepté avec plus ou moins d'enthousiasme le régime de Vichy et sa Révolution nationale (les pétainistes), s'en sont détachés plus ou moins brièvement « sans esprit de retour » et ont rejoint la Résistance. Cette catégorie ne recouvre pas exactement la droite dure et l'extrême droite. L'ancien cagoulard Claude Hettier de Boislambert rejoint de Gaulle dès l'été 1940 alors que Charles Vallin, du PSF, ne gagne Londres qu'en 1942. Maurice Ripoche (fondateur de Ceux de la Libération) défend, initialement, un régime très semblable à Vichy, mais, plaçant la libération du territoire au-dessus de tout, n'entre pas dans l'administration pétainiste, et ouvre dès 1941 le mouvement à des hommes de gauche. Le terme de vichysto-résistant concerne parfois des trajectoires ambigües et contestées. Des militants d'extrême droite ont pu soutenir Vichy et publier dans des journaux collaborationnistes tout au long de l'Occupation mais arguer à la Libération de leur double jeu et de leur action clandestine, tel Serge Jeanneret, issu de l'Action française et membre du PPF, qui reçoit la Croix du combattant volontaire de la Résistance. Des ministres de Vichy ont pu bénéficier d'un non-lieu après la Libération pour insuffisance de charges et faits de résistance, comme François Lehideux, qui aurait protégé des membres de l'Organisation civile et militaire (OCM).
Il n’y a pas à proprement parler de structuration de la mouvance vichysto-résistante, au-delà des groupes, d’importance variable, qui la composent.
La confrontation avec les autres réseaux de résistants est parfois âpre : la Résistance antivichyste, qui eut quelque temps des relations avec le colonel Groussard, s'en méfia vite et coupa les ponts après avril 1941. La collaboration d'État préconisée par le régime de Vichy induit, en effet, une dissonance cognitive fondamentale chez les vichysto-résistants qu’ils cherchent par tous les moyens à résorber. Collaboration et résistance sont par définition incompatibles : la résorption de cette contradiction relève de l’ordre du discours et de l’imaginaire. Ainsi apparaissent les représentations du « bon monarque entouré des mauvais conseillers », du « double jeu » et de « la pensée intime » du chef de l’État. Une certaine tendance au réalisme rend cet échafaudage intellectuel fragile, car les faits, la politique menée et les déclarations du Maréchal en faveur de la collaboration, viennent continuellement le mettre à l’épreuve. Les vichysto-résistants ont donc fini par privilégier un patriotisme sinon un nationalisme antiallemand et un désir de voir la France métropolitaine libérée de l'occupant allemand à leurs détestations issues de l'avant-guerre (de la franc-maçonnerie, du parlementarisme, des gauches, du communisme, des Juifs et de la République pour certains). Et par considérer que la régénération et la renaissance de la France vantées par la Révolution nationale ne pouvaient avoir lieu tant que la France resterait occupée. D'autant que les collaborationnistes, le régime de Vichy et les politiques allemandes ont évolué vers une radicalisation certaine avec par exemple la mise en place du Service du travail obligatoire ou les rafles antisémites à partir de 1941.
Parfois également, le contact clandestin avec d'autres milieux et d'autres philosophies politiques fait changer certains de ces hommes. Beaucoup renoncent progressivement à leurs opinions antisémites ou à leur haine de la « démocrassouille », ou tout simplement à leurs opinions traditionalistes et conservatrices. Bénouville et Marie-Madeleine Fourcade deviennent députés gaullistes après la guerre, François Mitterrand passe à gauche, Henri Frenay évolue vers un socialisme humaniste et européen, le jeune Daniel Cordier, dont la famille est maurassienne depuis trois générations, glisse vers la gauche après avoir connu le républicain Jean Moulin.
À l'inverse, tous les résistants passés par Vichy ne renient pas leurs idées, comme Gabriel Jeantet ou Jacques Le Roy Ladurie.
Les vichysto-résistants rejoignent la lutte contre l'occupant :
- dès 1940/41 pour Pierre de Bénouville et Henri Frenay, et rompent ensuite, à partir de 1942 notamment, avec les principes de Vichy ;
- après le retour de Pierre Laval au pouvoir, en avril 1942 — alors que ce dernier déclare en juin souhaiter « la victoire de l'Allemagne » —, ou l'invasion de la zone libre, en novembre de la même année, comme les fondateurs de l'ORA, Maurice Clavel ou François Mitterrand ;
- après la création de la Milice, en janvier 1943, et la défaite de Stalingrad, le mois suivant, comme l'ancien député de la Fédération républicaine François Valentin, d'abord dirigeant de la Légion française des combattants de 1941 à 1942, ou les futures personnalités gaullistes Michel Debré, Alexandre Sanguinetti et Maurice Couve de Murville.

### Régionalistes et nationalistes bretons
Les travaux de l'universitaire Jean-Jacques Monnier, ont montré également l'engagement de près de 250 militants culturels, linguistiques, régionalistes (URB, etc.) ou nationalistes bretons de différentes obédiences (PNB, LFB, etc. soit plus d'une quarantaine de personnes) dans la Résistance, de manière dispersée ou organisée (le groupe Liberté de Saint-Nazaire, nom de code Timoléon) impliqué dans l'opération Chariot, en lien avec le réseau du Musée de l'Homme puis intégré au Bataillon de la Poche, le groupe Bleiz Mor en centre Bretagne, les maquis de Seilla et de la Douve à Saint-Gilles-du-Mené), les FFL (notamment le groupe Sao Breiz) ou dans le reste de la France, au sein des réseaux classiques.

### Antifascistes

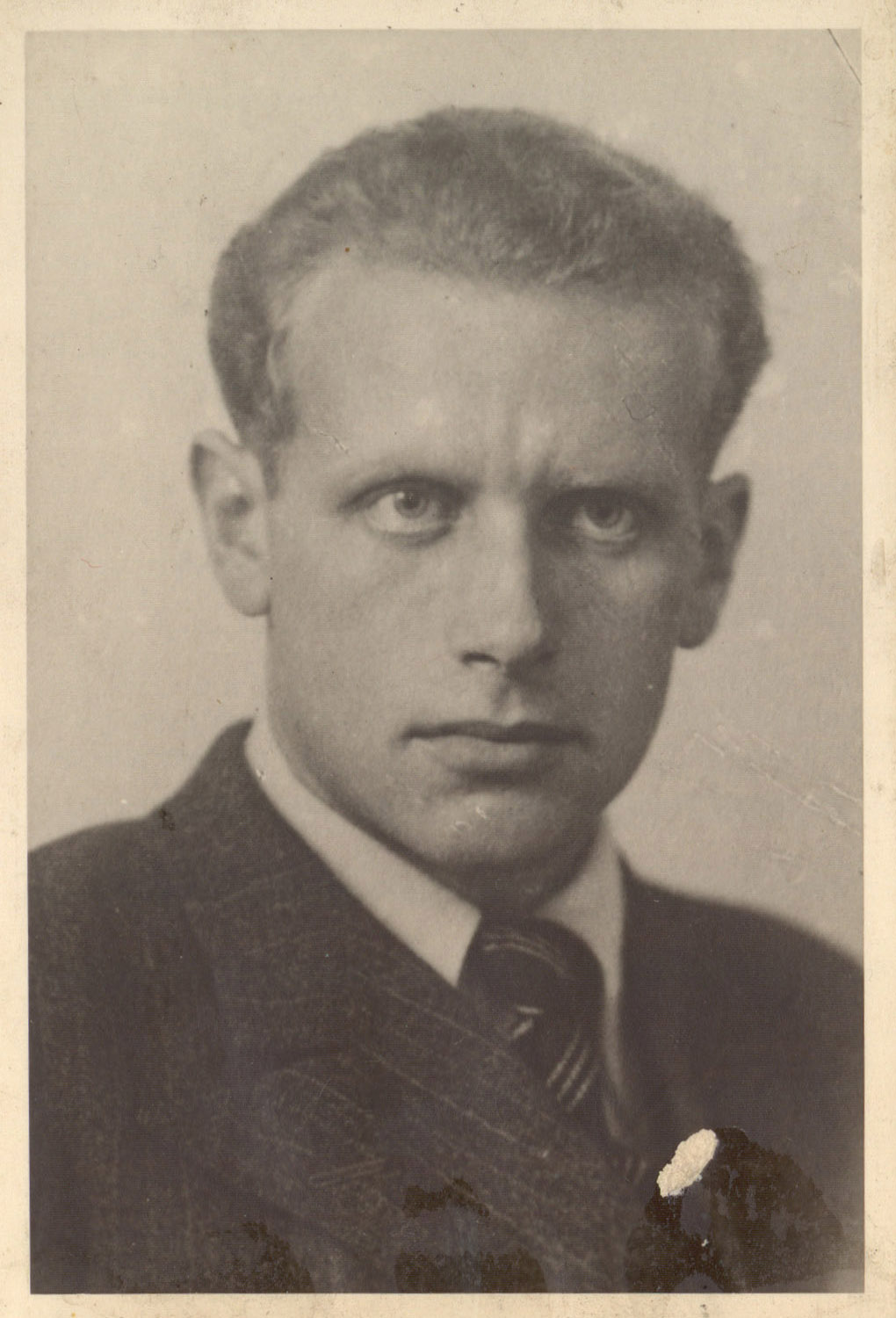
Boris Vildé.

À l'opposé de l'extrême droite sur l'échiquier politique, les antifascistes, nombreux chez les universitaires, ont un rôle important dans la fondation du mouvement Libération : Emmanuel d'Astier de La Vigerie, principal dirigeant du mouvement est journaliste. Jean Cavaillès, philosophe et mathématicien de l'université de Strasbourg, rencontre d'Astier et Lucie Aubrac à Clermont-Ferrand où l'université s'est repliée.
Les intellectuels antifascistes sont nombreux également, autour de Jean Cassou et Boris Vildé dans ce qu'on a appelé le réseau du musée de l'Homme, dont le premier bulletin Résistance est diffusé dès décembre 1940. C'est dans cette mouvance que l'on peut classer des francs-maçons comme Pierre Brossolette et François Verdier.
Des militants du Comité de vigilance des intellectuels antifascistes figurent parmi les premiers résistants, comme son président Paul Rivet. De même, le président de la section française de la Solidarité internationale antifasciste, Jean Roumilhac, participe très tôt à la Résistance.

### Anarchistes et trotskistes
Certains groupes sociaux ou politiques très minoritaires, comme les trotskistes, ont mis en place des formes particulières de résistance au nazisme en organisant un travail politique clandestin en direction des soldats de l'armée allemande.
C'est aussi le cas des anarchistes. Quelques-uns se rallient à la France libre, quelques autres adhèrent aux réseaux de la Résistance intérieure. Une résistance proprement anarchiste a été le fait, principalement, de Jean-René Saulière, avec la diffusion de tracts, le collage nocturne d'affiches et la reconstitution clandestine de la Fédération internationale syndicaliste révolutionnaire. Cette résistance anarchiste est hostile à Vichy et au nazisme, mais aussi à l'URSS et à la France libre.
Le Groupe révolutionnaire prolétarien, d'orientation conseilliste, s'inscrit également dans ce type de résistance.

## Aspects sociaux

### Grèves
La Résistance intérieure française a été au cœur de plusieurs mouvements sociaux organisés clandestinement durant l'occupation allemande, comme la grève patriotique des cent mille mineurs du Nord-Pas-de-Calais en mai-juin 1941 puis les Grèves patriotiques d'octobre 1942 en France, toutes les deux risquées car entrainant une répression féroce de l'occupant allemand.
La grève de 1942, débutée à la SNCF, s'inscrit dans un contexte où "les cheminots résistent en nombre par que la Résistance a besoin d'eux", selon l'historien Christian Chevandier, qui a analysé les « batailles du rail » durant l’Occupation et la Libération, en particulier parce que leur savoir-faire permet "en quelques gestes de faire plus de dégâts, sans laisser de traces, qu'un bombardement approximatif" et qui "peuvent dans leurs trains, dans leurs machines même, convoyer du matériel, du courrier, des fuyards ou des clandestins".
La grève patriotique des cent mille mineurs du Nord-Pas-de-Calais en mai-juin 1941 a présenté des caractérisriques proches, dans un autre secteur clé. Selon les historiens, la machine de guerre allemande recherchait dans les mines de charbon « un rendement maximum » dans une « région d'importance vitale », mais la grève l'a privé d'électricité, alors d'origine charbonnière, via la perte d'un demi-million de journées de travail, 387 962 au fond et 85 281 au jour et d'un demi-million à un million et demi de tonnes de charbon, l'obligeant à en importer massivement de Belgique.
L'extraction journalière du Nord-Pas-de-Calais, en kilos par mineur de fond de 1938 à 1944 :
| Année                                 | 1938 | 1941 | 1942 | 1943 | 1944 |
| Production en kilos par jour et homme | 1136 | 1015 | 982  | 901  | 797  |

### Recrutement
La Résistance sélectionnait ses recrues par étapes successives, pour tester leurs motivations, leur sérieux, écartant tous ceux qui risquaient de parler en cas d'arrestation et privilégiant ceux capables d'intervenir dans un domaine précis. Les célibataires sans enfants étaient privilégiés car moins vulnérables aux menaces de torturer le conjoint ou maltraiter les enfants, pour les faire avouer.
Les réseaux de renseignement recrutent plus spécialement dans certaines professions en rapport avec l'activité du réseau : officiers de l'armée, cheminots, représentants de commerce, qui voyagent beaucoup et boutiquiers qui peuvent servir de boîte à lettres. Ceux qui savent bien écrire rédigent tracts et bulletins clandestins. Les mineurs de charbon sont massivement mobilisés pour des grèves, sabotages et discrètes baisses de production, qui privent d'énergie les transports et la machine de guerre nazie, en particulier dans la région industrielle du Nord-Pas-de-Calais, proche des côtes anglaises puis dans le sud-est lors des grèves patriotiques d'octobre 1942 en France.
La population des mouvements de Résistance est surtout d'origine citadine, même celle qui se cache, dans les maquis, qui est spécifiquement jeune et masculine. Dans le maquis de Bourgogne, par exemple, 90 % des maquisards sont des hommes jeunes et célibataires, typiquement dans la tranche d'âge 22-25 ans. Les agriculteurs qui les ravitaillent discrètement quittent rarement leurs fermes.
Le général de Gaulle, qui reçut une délégation de patrons français en septembre 1944, se plaignant des conditions de vie sous le gouvernement de Vichy, ne manqua pas de leur rappeler qu'il ne les avait pas vus à Londres ou à Alger pendant 4 ans, même s'il y eut des exceptions dans l'automobile avec Peugeot et Michelin. Lors de la grève patriotique des cent mille mineurs du Nord-Pas-de-Calais en mai-juin 1941, les Allemands ne savent pas toujours qui arrêter et faire parler : la plupart des 300 victimes de la répression sont les noms de syndicalistes et communistes fournis par les patrons des mines. En revanche, la lutte résistante a recruté dans les Églises, chez les militaires ou les aristocrates, autres milieux traditionnellement conservateurs.
L'origine sociale des résistants sera spécifique à chaque mouvement. Ainsi, l'OCM regroupe essentiellement des hommes d'âge mûr, souvent cadres supérieurs du secteur privé et du secteur public.
Défense de la France recrute plus spécifiquement des étudiants et des fonctionnaires.
Le Front national de la résistance, créé par les communistes après la rupture du pacte germano-soviétique, a une coloration nettement ouvrière à sa naissance, mais ensuite perd en partie cette spécificité, pour recruter dans toutes les catégories.
Parmi les 600 agents du réseau Manipule, on décompte 20 % de femmes, 50 % de moins de trente ans. La grande majorité des agents sont des citadins. 25 % sont ouvriers qualifiés ou cadres techniques, 25 % employés ou fonctionnaires subalternes. Le reste est composé d'étudiants, professions libérales ou militaires. 13 % ont fait la guerre de 1914-1918, 36 % seulement la guerre de 1939-1940 et le reste n'a pas d'état de service antérieur.

### Motivations de l'engagement résistant
Plusieurs motivations se combinent chez la plupart des Résistants:
- le refus de l'occupation étrangère et la volonté de défendre l'indépendance du pays;
- le refus de participer au Service du travail obligatoire (STO);
- une lutte politique et morale contre le nazisme, la dictature, le racisme et la déportation des juifs. Des journaux clandestins en parleront peu à peu, comme Témoignage chrétien ou Fraternité et J’Accuse, du Mouvement National contre le Racisme. Avant même qu'elle soit connue, des Allemands entrent la Résistance française, avec un maquis d'antifascistes allemands entre 1942 et 1944, dans les Cévennes.

### Syndicalistes
D'une façon générale, les syndicalistes sont souvent bien placés pour créer des réseaux de renseignement ou de sabotage dans les nombreuses usines qui travaillent pour l'armement allemand. Les réseaux relationnels constitués d'anciens syndicalistes peuvent également servir à drainer un certain nombre de militants vers les mouvements de résistance.
Le 9 novembre 1940, Le gouvernement de Vichy dissout les organisations syndicales ouvrières et patronales. La CGT et la CFTC, les deux seules grandes confédérations du pays, n'existent plus officiellement. René Belin, Secrétaire à la Production Industrielle et du Travail du gouvernement du maréchal Pétain, instaure un système de syndicat unique basé sur le corporatisme. Ancien membre du bureau confédéral de la CGT, il en a démissionné le 9 mai 1940 pour se rallier, le 14 juillet, au régime de Vichy, en acceptant un poste gouvernemental.
Dès le 15 novembre, neuf dirigeants syndicalistes de la CGT et trois de la CFTC signent le Manifeste des Douze qui est un texte de défiance vis-à-vis du gouvernement de Vichy. L'esprit du document est marqué par le souci de préserver l'indépendance du syndicalisme (« Le syndicalisme ne peut pas prétendre absorber l'État. Il ne doit pas non plus être absorbé par lui »). D'autre part, le document s'oppose frontalement à l'idéologie de Vichy en rejetant avec force toute conception raciste : « En aucun cas, sous aucun prétexte et sous aucune forme, le syndicalisme français ne peut admettre entre les personnes de distinctions fondées sur la Race, la Religion, la Naissance, les Opinions ou l'Argent ». Le texte s'oppose en particulier à l'antisémitisme, aux « délits d’opinion » et à « toutes les formes de l’oppression des travailleurs ». 

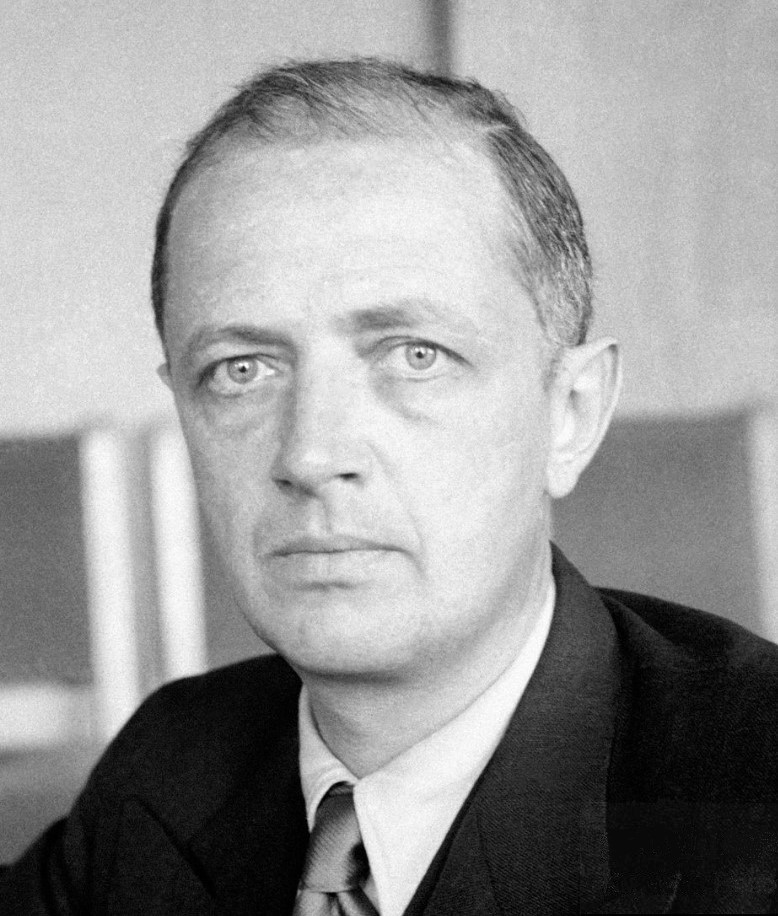
Christian Pineau en 1945.

En novembre 1940, Louis Saillant, Christian Pineau et Albert Gazier, tous trois membres du bureau confédéral de l'ex-CGT participent à la fondation du mouvement de Résistance Libération-Nord et commencent à publier le journal clandestin Libération.
De leur côté, Benoît Frachon, André Tollet, Eugène Hénaff et quelques autres dirigeants exclus de l'ex-CGT en septembre 1939, pour avoir refusé de condamner le Pacte germano-soviétique, et qui avaient échappé aux recherches de la police française, reprennent, dans des conditions aggravées, le travail clandestin déjà amorcé dans la « drôle de guerre ». Ils vont assurer la publication et la diffusion régulière d'une presse syndicale clandestine, la Vie Ouvrière principalement : 338 numéros clandestins de ce journal paraîtront pendant la durée de l'occupation. Sous leur impulsion, dès la fin de l'été 1940, ont lieu des manifestations de chômeurs devant les Mairies de la région parisienne. Bientôt des grèves pour les salaires éclateront dans certaines entreprises.
La réaction de l'occupant et de ses séides français ne tarde pas. Le 5 octobre 1940, 63 anciens responsables de grands syndicats et de fédérations sont arrêtés, parmi lesquels la plupart de ceux qui seront fusillés à Chateaubriant un an plus tard. Quelques jours après, Jean-Pierre Timbaud, dirigeant de la métallurgie parisienne est pris à son tour.
À partir du 17 mai 1941, des pourparlers sont engagés entre les syndicalistes de l'ancienne CGT et ceux de l'ancienne CGTU. Ils ont lieu à Paris. Les deux tendances entament un processus de rapprochement. Celui-ci se confirme le 22 septembre 1942 avec la rencontre à Cahors entre Léon Jouhaux, en présence de Louis Saillant, pour les ex-confédérés, et Raymond Sémat, syndicaliste de la métallurgie, délégué par Benoît Frachon pour les ex-unitaires. À la suite de cet entretien, Georges Buisson est dépêché à Londres, pour y représenter la CGT auprès du Comité français de Libération nationale présidé par le général de Gaulle. Vichy ne se trompe pas sur le danger que représente pour lui ce rapprochement. Le 26 septembre 1942, il fait arrêter Léon Jouhaux, ainsi que Vivier-Merle, secrétaire de l'U.D. du Rhône, et tente de mettre la main sur Perrier, secrétaire de l'UD du Puy-de-Dôme. Mais ces arrestations n'interrompent pas les pourparlers, si bien que le 17 avril 1943 les Accords du Perreux, signés par Robert Bothereau et Louis Saillant pour les ex-confédérés, et Henri Raynaud et André Tollet pour les unitaires, réunifient la CGT.
L'ex-syndicaliste des douanes Gaston Cusin, qui avait intégré les cabinets ministériels avant la guerre, entre en contact avec la CGT clandestine et réactive ses réseaux déjà mis en œuvre pour faire de la contrebande en faveur des Républicains lors de la guerre d'Espagne. Il va réussir à détourner de l'or de la Banque de France au profit de la France libre. Il retrouve Christian Pineau à Libération-Nord.

### Chrétiens

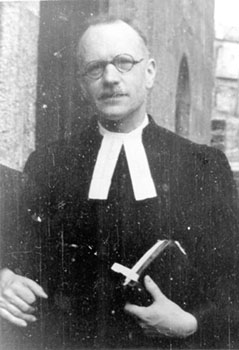
Le pasteur André Trocmé.

Dans la France de 1940, la majorité de la population est catholique. On retrouve donc des catholiques, certains sans motivation religieuse exprimée, dans presque toutes les catégories citées comme courant de la Résistance même si l'épiscopat, le clergé et la majorité des milieux catholiques représentent pour beaucoup un soutien au maréchal Pétain.
Chronologiquement, c'est toutefois la minorité protestante qui développe une attitude de résistance spirituelle inspirée par l'attitude de l’Église confessante allemande et par deux lettres du théologien Karl Barth qui circulent sous forme dactylographiée. Dès le 23 juin 1940, le pasteur André Trocmé prononce devant ses paroissiens du Chambon-sur-Lignon son sermon dits des « armes de l'Esprit » qui contient le premier appel à la résistance prononcé sur le sol français. La population du Chambon-sur-Lignon aura pendant toute la guerre un comportement de résistance non violente qui lui vaudra la médaille des justes de Yad Vashem en raison du nombre important de juifs qui seront cachés et protégés par le village et ses environs. Le protestantisme fournira donc son contingent de héros à la Résistance classique (Jean Cavaillès, Berty Albrecht, Lucie Aubrac…) mais aussi son expression non-violente et spirituelle (André Trocmé, Roland de Pury, Madeleine Barot…) Premières manifestations publiques de solidarité des chrétiens français envers les Juifs, les lettres du président de la Fédération protestante de France Marc Boegner des 26 mars 1941 et 20 juin 1942 ont un très fort retentissement dans le pays.
Côté catholique, des résistants comme Honoré d'Estienne d'Orves et certaines mouvances de la Résistance sont motivés par leur fort ancrage religieux, comme Liberté, fondée par François de Menthon qui sera l'une des composantes du mouvement Combat, les Cahiers du Témoignage chrétien fondés par le père Pierre Chaillet ou les Jeunes chrétiens combattants, fondés par Gilbert Dru (1920-1944) et Maurice-René Simonnet. Ces militants considèrent que leur foi chrétienne leur impose d'agir aux côtés de la Résistance. Cette conscience amène à condamner les abus et vengeances personnelles perpétrés sous couvert de résistance : dans une déclaration du 17 février 1944 les évêques de France condamnent officiellement « les appels à la violence et les actes de terrorisme qui provoquent l'assassinat des personnes et le pillage des demeures ».
De nombreux prêtres et religieux s'engagèrent dans des actions de résistance (et particulièrement dans l'accueil et le sauvetage des évadés, des juifs, des aviateurs alliés ou des réfractaires). Beaucoup le payèrent de la déportation, voire de leur vie (comme le père jésuite Yves de Montcheuil, Roger Derry, les pères franciscains Corentin Cloarec ou Robert Desmoutiers, ou encore le père capucin Augustin Meyer, ainsi que le père Albert Piat (35 ans), le père Christian Gilbert (32 ans), le frère Joachim Nio (46 ans), le scolastique Jean Cuny (26 ans) et le scolastique Lucien Perrier (26 ans), oblats de La Brosse-Montceaux, torturés, abattus à la mitraillette et jetés dans un puits fin juillet 1944).

### Sabotages ferroviaires
Les historiens ont montré que leur spécificités professionnelles avaient « prédisposé » fonctionnellement les cheminots à résister, moins par la grève, risquée car visible, que par « la collecte, l’acheminement et la fourniture de renseignements stratégiques aux Alliés », mais aussi par des actes de sabotage d’équipements ferroviaires sensibles, qui leur sont très tôt demandés de toutes parts et qu'ils réalisent souvent au péril de leur vie, quand c'était concrètement possible.
Marc Bloch fait dès l’été 1940 des cheminots des « héros même à l’occasion » et le journal clandestin La Voix du Nord dès l’été 1941 annonce leur participation aux futurs combats de la Libération. De nombreux groupes de résistance non ferroviaires firent ainsi d'abord « appel à des cheminots sur le plan local pour les renseigner » sur les transports allemands et « les meilleurs moyens de les attaquer » mais les Résistants de la SNCF « étaient plus réservés » souhaitant se « limiter aux actions particulièrement efficaces ». Puis leur action « se développa grâce à une coordination » via des militants particulièrement recherchés par les Allemands dont beaucoup, « parmi les meilleurs, ont disparu ». Maurice Choury a montré l’engagement pionnier des cheminots ex-syndiqués unitaires ou communistes, via l’Organisation spéciale (OS), des débuts du Parti communiste clandestin.
Les chemins de fer sont la cible préférée des saboteurs, y compris via le déboulonnage quand les explosifs font défaut, même s'il prend plus de temps. Après le débarquement de Normandie et celui de Provence, joints aux bombardements alliés, les sabotages des voies a réussi à désorganiser efficacement la retraite des Allemands ou l'arrivée des renforts, mais il n'a commencé que progressivement.
Au sein du réseau de Ceux de la Libération (CDLL) un « compartiment spécial » fut réservé aux cheminots et de fin 1940 au début de 1943 ils communiquèrent de nombreux renseignements sur les transports allemands.
La grande « grève des travailleurs de la zone sud » se déroule à l’automne 1942. Débutée aux Ateliers SNCF d’Oullins, près de Lyon, elle s’est ensuite étendue à d’autres groupes professionnels, en profitant de plusieurs des savoir-faire traditionnels cheminots. Plusieurs cheminots communistes des Ateliers SNCF d’Oullins sont morts du fait de leurs activités dans la Résistance.
La branche ferroviaire du réseau de « noyautage des administrations publiques » (NAP) est appelée alors « Nap-fer ». Inventée par André Plaisantin et Marcel Peck, du mouvement Combat, le NAP vise à infiltrer les administrations de l’État français à partir de 1942 sur une suggestion de Claude Bourdet à Jean Moulin. Le Nap-fer sera prolongé par « Résistance-Fer », revendiqué par une association d’anciens résistants constituée le jour de Noël 1944 puis homologuée comme réseau de la France combattante en octobre 1947. Après guerre, nombreux témoignages ont montré la difficulté à regrouper et coordonner dans Résistance-Fer les divers groupements et/ou agents individuels du rail, le cloisonnement et la décentralisation, voire la dispersion, assurant la sécurité.
Dirigeant de NAP-Fer, René Hardy a été remplacé en 1943 après l'affaire de Caluire. L'un des autres dirigeants est Louis Armand, membre d'un réseau de résistance dès 1940, “ arrêté par la Gestapo en 1944 et incarcéré à Fresnes, puis libéré à la suite des accords Nordling, qui sera après la guerre directeur adjoint de la SNCF. Le décompte définitif du « réseau » Résistance-Fer, agrégeant d’emblée tous les cheminots victimes à divers titres de l’occupation allemande tels que les agents exécutés en France ou déportés et morts en Allemagne, ainsi que « quelques camarades n’appartenant pas à la SNCF mais qui prirent sous l’occupation, une part importante dans la désorganisation des transports ennemis », aboutit à 4 760 cheminots ou assimilés.
Grace à 36 cartons d'archives, Paul Durand, inspecteur général honoraire de la SNCF, a publié en 1968 sur la résistance à la SNCF, préfacée par Louis Armand, qui y évoque « un consensus quasi unanime de toute la corporation » offrant à ces 4 760 Résistants « la même protection que s’ils avaient été sous le couvert d’un immense maquis », formule restée célèbre.
En octobre 1942, lors d'une conférence à Genève, les résistants proposent aux Alliés des sabotages des voies ferrées et canaux par où sont acheminées les productions françaises vers l'Allemagne, les jugeant plus sûrs, plus précis et plus efficaces que les bombardements, qui par ailleurs ont « des conséquences psychologiques désastreuses ». Les Alliés acceptent alors de réduire bombardements et mitraillages, laissant les groupes résistants prendre le relais contre ces voies de communication, notamment ferrées.
En octobre 1943 des dirigeants de la SNCF ont placé l’organisation de résistance qu’ils commandaient sous le contrôle du DMN (général Chaban-Delmas) pour l’exécution du « Plan Vert ». Le nombre de mitraillages par l'aviation alliée, en France, passe de 164 en novembre 1943 à 10 en décembre. Parallèlement, 220 « coups de main » opérés par la Résistance intérieure se déroulent sur le sol français pur le seul mois de décembre 1943, dont 100 pour le Sud-Est, qui parviennent à causer de nombreux morts chez les soldats allemands, dans le but de les décourager. Dans la Drôme, le 22 décembre 1943, le passage d'un train de troupes allemandes, entre Vercheny et Pontaix, est saboté, causant 12 morts et 40 blessés.
Deux importants déraillements de trains de permissionnaires allemands, le 10 décembre 1943 à Portes-lès-Valence et le 25 février 1944 au défilé de Donzère, sont citées dans les Mémoires de guerre du général de Gaulle.
Les premiers mois de l'année 1944 voient une pause, afin de préparer les sabotages qui vont tenter de retarder l'arrivée des renforts allemands au lendemain du débarquement du 6 juin 1944, dont la géographie n'est pas encore connue : « Plan vert » pour les voies ferrées, « Plan violet » pour les lignes téléphoniques et « Plan bleu » pour les connexions électriques. Le premier a vu 171 coupures de voies SNCF avec déraillements et surtout 41 en juin 1944.
Dans ce cadre, les cheminots de « Résistance-Fer » et du NAP-FER ont participé à un grand nombre de sabotages, même si beaucoup d'autres n'émanaient pas d'eux : on a dénombré, en 1943, 921 sabotages par explosifs, 517 déraillements, 561 sabotages divers, tandis qu'au niveau du matériel S.N.C.F. utilisé par l'ennemi, les chiffres sont élevés aussi avec 847 locomotives, 705 voitures et 4 659 wagons neutralisés. Une étude sur les critères géographiques indique que les deux tiers des sabotages concernent la ligne principale PLM (Paris-Lyon-Marseille) ayant un grand intérêt stratégique et économique pour l’occupant allemand. D'autres statistiques nationales, de Pierre Passicot, président national de l'Association nationale des cheminots-anciens combattants indiquent que dès 1940, les déraillements et sabotages à l'actif des personnels de la SNCF sont au nombre de 7. Par la suite, ils sont en nombre croissant : 170 en 1941, 276 en 1942, 2 009 en 1943. Entre janvier et la fin août 1944, près de 6 000 déraillements sont l'œuvre de cheminots.
À la SNCF, des cheminots ont aussi retardé le transport des marchandises prises en France et du matériel militaire allemand en modifiant ou échangeant les étiquettes de destination de certains wagons. Le mécanicien de Brive Léon Bronchart, après l'armistice, fut envoyé à Brive au « dépôt vapeur de service rapide ». Il participe à la Résistance intérieure française, dans le réseau Combat. Fin 1942, il fournit des faux papiers à ses voisins juifs et facilite le passage en zone d'occupation italienne d'un de leurs amis en lui fournissant un uniforme de la SNCF. Il a refusé « de tirer un train de détenus politiques transférés d’une prison à une autre ». Il survécut à sa déportation.
Le décompte officiel des cheminots victimes a « toujours varié selon les époques et les documents ». Une estimation conservatrice dénombre 1 106 morts en déportation ou disparus, 502 fusillés et 39 décédés après leur arrestation. Deux visions opposées de la résistance cheminote divergent sur la participation des dirigeants de la SNCF, le journaliste et historien communiste Maurice Choury ayant critiqué en 1970 la vision unanimiste de Louis Armand. Selon Maurice Choury, si nombre d’ingénieurs et cadres des chemins de fer se sont associés à la Résistance, il y a eu aussi « collaboration » de nombreux hauts dirigeants de la SNCF ». Cet historien a aussi démenti que « tous les acteurs » de cette mémoire corporative aient participé « à la réalisation du film La Bataille du rail », même si la SNCF a offert subventions et moyens matériels.

## Place des résistants juifs, sinté (tziganes) et étrangers

### Juifs

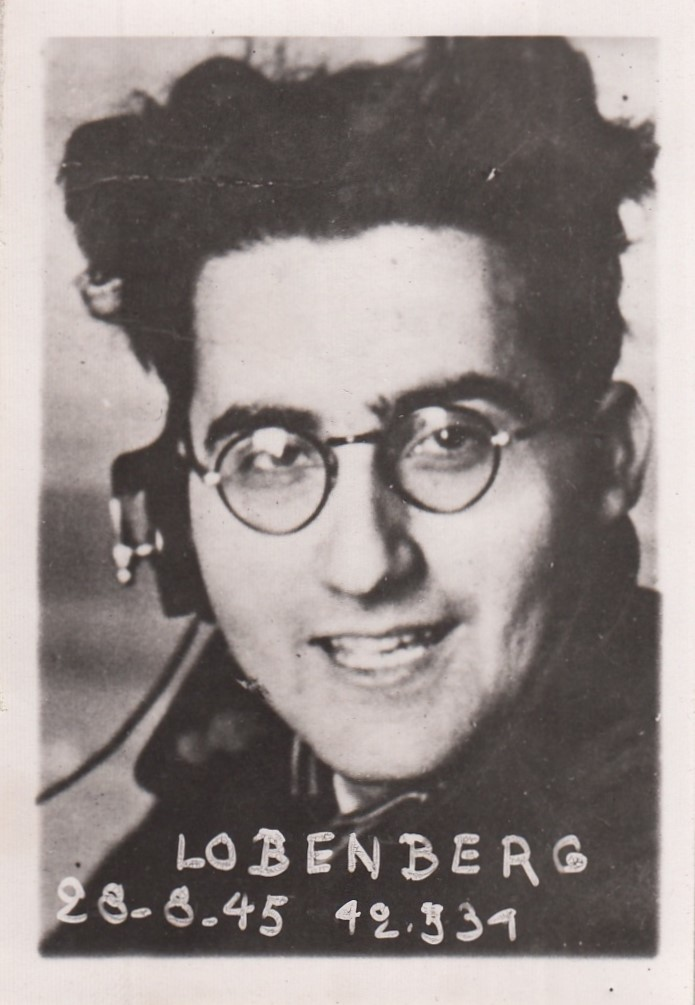
Maurice Loebenberg.

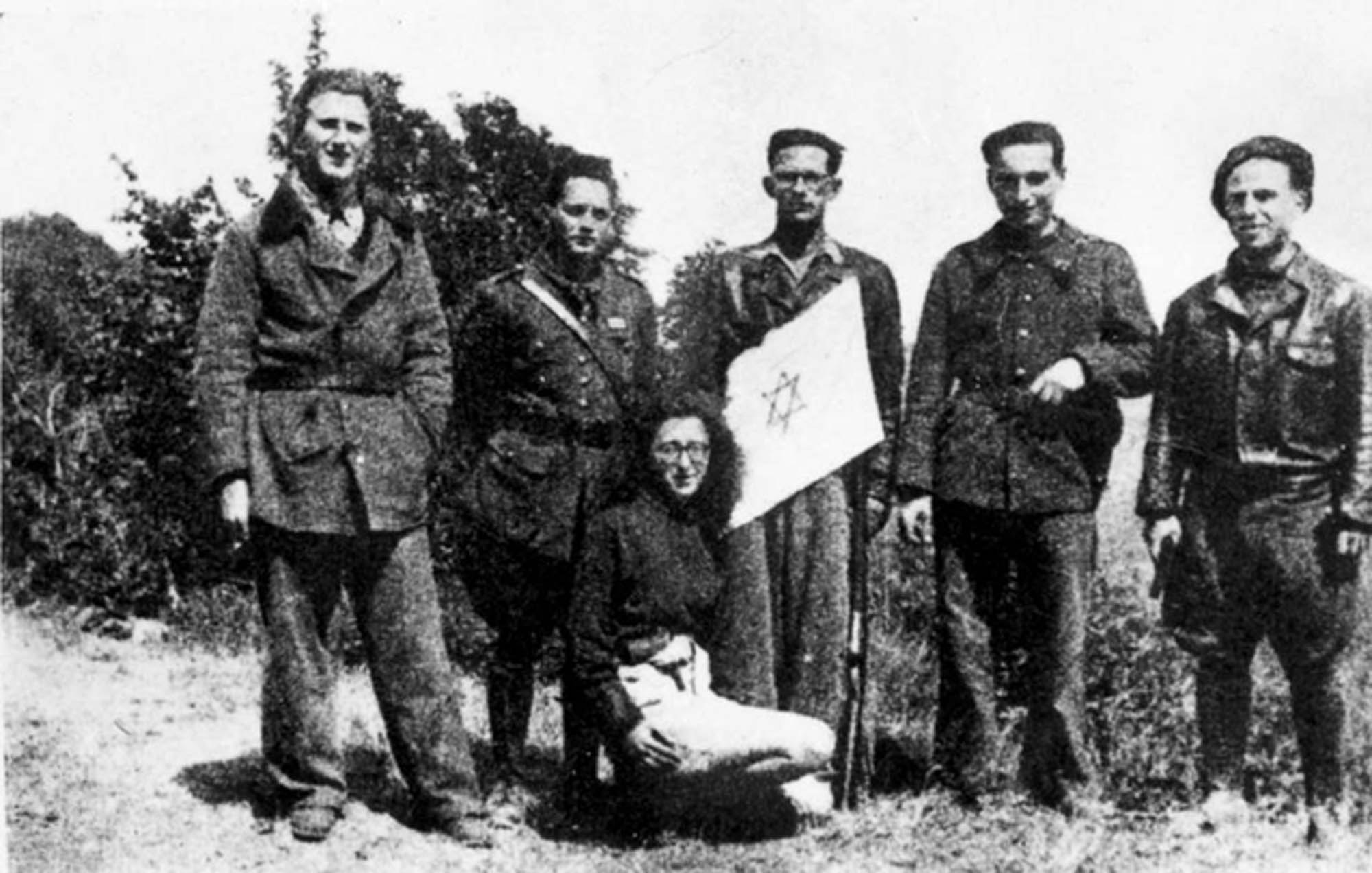
Maquisards de l'Armée juive.

Étant donné le sort que leur promettaient les Allemands, la clandestinité était pour les Juifs non seulement un attribut de la résistance, mais aussi un moyen d'éviter les rafles. Beaucoup d'entre eux se sont battus au sein des organisations et réseaux non-juifs. Toutefois, les spécificités de la menace qui planait sur eux ont incité certains Juifs à se regrouper pour secourir les internés dans les camps français (Beaune-la-Rolande, le camp des Milles, etc.), favoriser les filières d'évasion, la confection de faux papiers et lutter pour la libération.
Les premiers réseaux clandestins se sont formés autour des Éclaireurs israélites de France dès 1941 avec Robert Gamzon dit Castor et de l'Œuvre de secours aux enfants (OSE) avec le docteur Joseph Weill et Georges Loinger.
Une résistance militaire s'organise aussi avec Jacques Lazarus autour de l'Armée juive (qui deviendra à la libération l'Organisation Juive de Combat (OJC) qui prend le maquis dans la Montagne Noire près de Castres. L'OJC participe aux combats de la Libération notamment à Castres et au Puy-en-Velay et sera intégrée aux FFI. Un de ses dirigeants, Maurice Loebenberg dit Maurice Cachoud, responsable de la confection des faux-papiers dans la région de Nice est appelé par le Mouvement de libération nationale (MLN) à Paris pour y centraliser le service des faux papiers. Trahi par Karl Rehbein, le même qui sera aussi responsable du massacre des jeunes résistants fusillés à la cascade du bois de Boulogne, il y est arrêté par la Gestapo française et torturé à mort en juillet 1944. Des membres de l'OJC seront encore parmi les dernières victimes d'Alois Brunner qui les fait déporter le 17 août 1944 de Drancy. Ce sera le « dernier wagon » ou encore « le convoi des 51 otages ». 27 prisonniers de ce dernier transport, dont Jacques Lazarus, parviendront à s'évader en sautant du train.

### Tziganes
Des Tziganes (appelés aussi Sinté, Gitans, Yéniches, Nomades Roms...) participent à la Résistance intérieure française. Ils ont notamment aidé des Juifs, adhéré « à certains groupes de maquisards, notamment dans le Vercors », et hébergé des combattants. Parmi ces résistants figurent Jean Beaumarie, Raymond Gurême et Armand Stenegry.
Voir aussi l'article Porajmos (nom Tzigane de l'holocauste).

### Étrangers
Beaucoup de réfugiés politiques étrangers n'ont guère le choix : l'internement administratif promis aux étrangers ou la Résistance. Lorsqu'ils sont communistes, ils adhèrent à des unités des Francs-tireurs et partisans - Main-d'œuvre immigrée (FTP-MOI).

#### Polonais
80 000 soldats polonais combattent dans l'armée polonaise en France en juin 1940. Le 17 juin, ils ne déposent pas les armes. Le gouvernement polonais n'ayant pas accepté l'armistice du maréchal Pétain, ils n'ont d'autre choix que l'évacuation vers le Royaume-Uni ou l'entrée dans la clandestinité. Très tôt, des réseaux se forment, instructions et financement proviennent de Londres (du gouvernement polonais en exil et son allié SOE britannique). Les missions de ces réseaux sont multiples : renseignement militaire à l'arrière de l'ennemi, filières d'évasion des militaires alliés et plus tard, organisation de combat.
La principale organisation créée et opérant en France est l'Organisation polonaise de lutte pour l'indépendance connue sous le nom de POWN ou Monika. Elle avait été précédée par la création en 1940 du réseau F2.
L'organisation militaire de la POWN était placée sous le commandement de Daniel Zdrojewski alias « colonel Daniel ». En mai 1944, un accord entre les gouvernements polonais et français en exil, signé le 28 mai 1944 par Zdrojewski et Jacques Chaban-Delmas, place les unités combattantes polonaises sous l'autorité des FFI.
Les Polonais participent aussi aux activités de décryptage. Le système de codage d'Enigma, une machine à chiffrer utilisée par l’armée et la diplomatie allemande durant l’entre-deux-guerres et la Seconde Guerre mondiale fut brisé par Marian Rejewski, Jerzy Różycki et Henryk Zygalski, trois mathématiciens de l’Université de Poznań qui travaillaient pour le Bureau du Chiffre de la deuxième Section de l’État-major de l’Armée polonaise. C’est la construction en 1933 d’une réplique « d’Enigma » et le décodage de dépêches allemandes qui permirent ce résultat. En juillet 1939, dans une atmosphère de guerre imminente, les Polonais partagèrent leurs réalisations, avec les services secrets français et britanniques et avaient réalisé la réplique « d’Enigma ». Cela permet aux Alliés, surtout aux Britanniques, de déchiffrer les dépêches allemandes puis, plus tard, japonaises (« Opération Ultra »). Les Alliés peuvent ainsi devancer les actions de leur adversaire ou les éviter. Les spécialistes alliées sont aidés par les spécialistes polonais qui purent être évacués en septembre 1939 en France et puis, qui gagnent la Grande-Bretagne après la défaite et l'armistice de la France.

#### Républicains espagnols

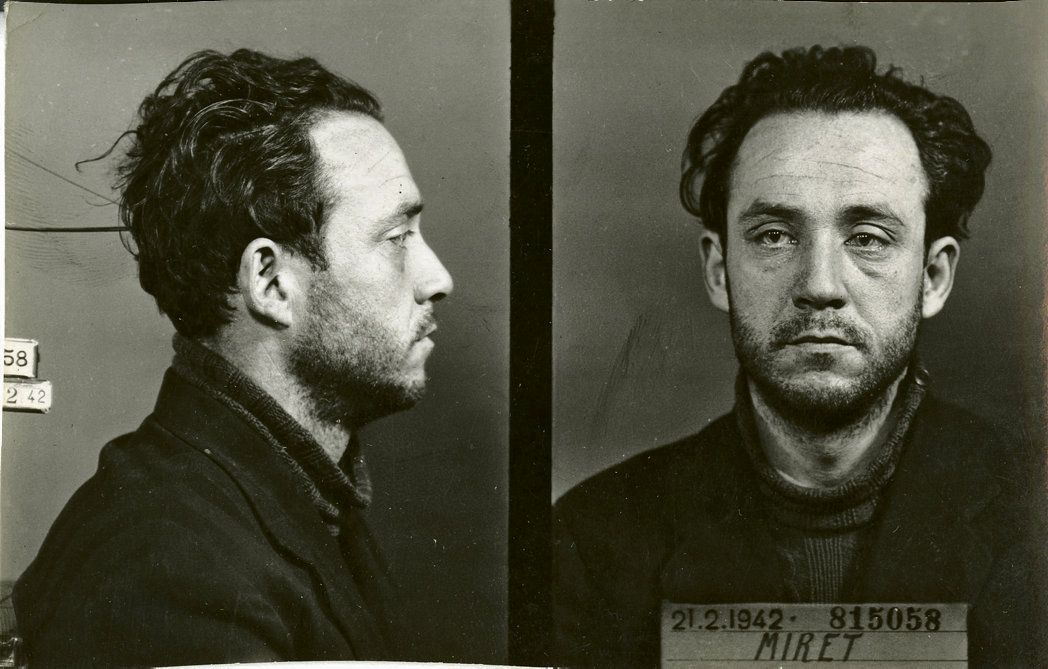
Conrad Miret i Musté, résistant républicain espagnol, frère de Josep Miret i Musté.

Dans les maquis du Sud-Ouest et à Paris, on trouve plusieurs milliers de républicains espagnols, communistes (Luis Fernandez, etc.) ou anarchistes un peu partout, en Bretagne (Roque Carrion, etc.) comme dans les Cévennes ou à Poitiers, Bordeaux, Angoulême, Avignon, Montélimar, Valence, Annecy, etc. On y trouve aussi le bataillon Gernika, composé de réfugiés basques ressortissants espagnols. La Main-d'œuvre immigrée à Paris (Celestino Alfonso, Conrad Miret i Musté, Manuel Bergés, José Barón Carreño membres des guérilleros espagnols, etc.) va occuper une place majeure et accueillera la majorité des communistes espagnols.
La ville de Foix, défendue notamment par la résistante Conchita Ramos, a été libérée par les seuls Espagnols.
Commandés par le capitaine Raymond Dronne, les premiers détachements de la 9e compagnie de blindés, La Nueve, dont font partie en particulier l'officier Amado Granell et les soldats Rafael Gómez Nieto et Manuel Lozano, sont les premières forces alliées à entrer dans Paris par la Porte d'Italie à 20 h 41, le 24 août 1944.
C’est le char Guadalajara qui franchit le premier les boulevards extérieurs. Elle est presque entièrement composée d’anarchistes espagnols. On y parle le castillan. La 9e participera ensuite à la libération de Strasbourg.

#### Italiens
Le 6 septembre 1941, des représentants du Parti communiste et du Parti socialiste d'Italie, réfugiés en France, signent l'« appel de Toulouse », puis le « pacte de Lyon », le 3 mars 1943, qui scellent l'unité d'action dans la Résistance. Les Italiens, particulièrement nombreux en Moselle industrielle, jouèrent un rôle déterminant, comme les Polonais d'ailleurs, dans la constitution du « Groupe Mario » (pseudonyme de l'instituteur Jean Burger qui en était le fondateur), principale organisation de résistance dans ce département qui était alors annexé au Reich hitlérien. Le 10 juin 1943, le siège central du parti fasciste italien qui se trouve à Paris, rue Sédillot, est attaqué par un commando FTP-MOI commandé par l'italien Rino Della Negra.

#### Néerlandais
Regroupant plus de 400 personnes, le réseau Dutch-Paris fut dirigé par Herman Laatsman et Jean Weidner. Ce réseau faisait également du renseignement pour le gouvernement néerlandais en exil à Londres. Il n'était pas exclusivement composé de Hollandais et comprenait, en majorité, des Français et des personnalités de diverses origines, dont le grand résistant allemand Karl-Heinz Gerstner. Ses membres travaillaient en collaboration étroite avec d'autres réseaux de résistants français (faux papiers, passeurs, planques…). À la suite d'une dénonciation en février 1944, dont toutes les circonstances n'ont pas encore été éclaircies, la plupart des membres du réseau ont été arrêtés et déportés en camp de concentration. Beaucoup ne sont pas revenus.

#### Luxembourgeois
Quelque 400 Luxembourgeois antifascistes, ainsi que des jeunes qui refusaient de servir ou qui avaient déserté la Wehrmacht, quittaient le Luxembourg pour continuer leur lutte dans le maquis français. Ils étaient particulièrement actifs dans les régions de Lyon, Grenoble et dans les Ardennes.
Antoine Diederich, plus connu sous son nom de combattant « Capitaine Baptiste », avait quelque 77 maquisards sous ses ordres. Il s'est rendu célèbre dans l'attaque de la prison de Riom où Diederich et ses maquisards ont libéré 114 résistants, dont 30 condamnés à mort.

#### Germanophones dans la Résistance, en France

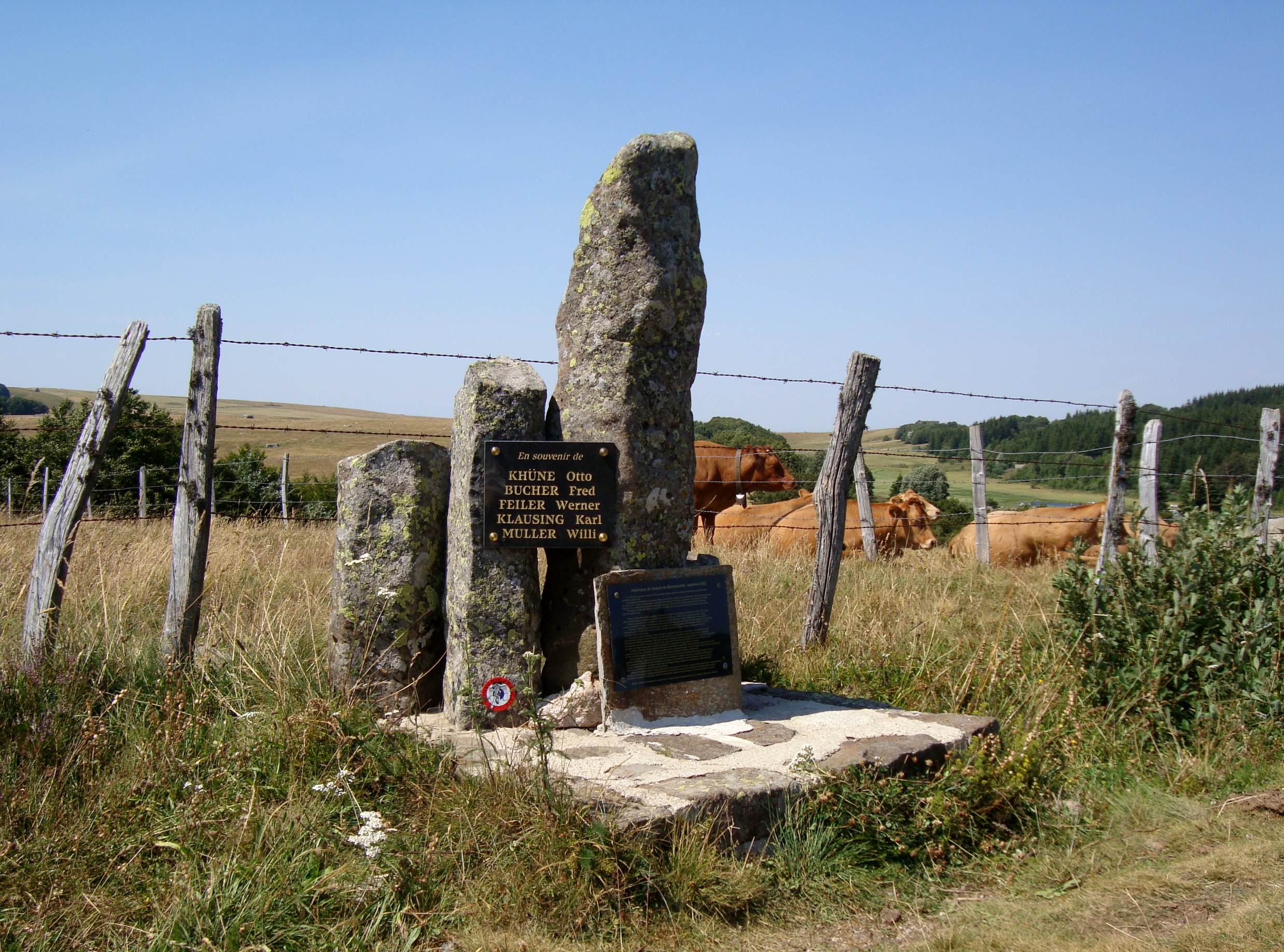
Monument à la mémoire du maquis de Bonnecombe au col de Bonnecombe dans les monts de l'Aubrac en Lozère.

Des communistes et antifascistes allemands et autrichiens ainsi que des personnes originaires des États successeurs de l'Autriche-Hongrie participent également à la Résistance, notamment dans l'organisation Travail allemand. La direction exilée des partis communistes d’Allemagne (KPD) et d’Autriche (KPÖ) s’exerce en grande partie à Toulouse. De même, le groupe des Révolutionnaires communistes autrichiens (RKÖ, puis RKD), marxiste anti-stalinien, est réfugié à Montauban où il effectue essentiellement un travail de propagande.
Un maquis d'antifascistes allemands (principalement communistes) lutte, en Haute Lozère et dans les Cévennes (maquis de Bonnecombe et de Marvejols, puis maquis Montaigne), aux côtés de la Résistance française, à partir du printemps 1943. Il se constitue autour d'une quarantaine d'anciens des Brigades internationales. D'abord employés dans les groupements de travailleurs étrangers (GTE), ils sont ensuite menacés par l'occupation de la zone Sud et prennent le maquis. Il est dirigé par Otto Kühne (nom de résistant Robert), ancien député au Reichstag, qui aura, en juillet 1944, plus de deux mille FTP sous ses ordres.
Des milliers d'Allemands ont participé par anti-nazisme à la Résistance française. Des résistants allemands ont réussi à recruter des soldats allemands en France, qui ont aidé la Résistance française en leur fournissant des armes et des informations.

## Place des femmes dans la Résistance

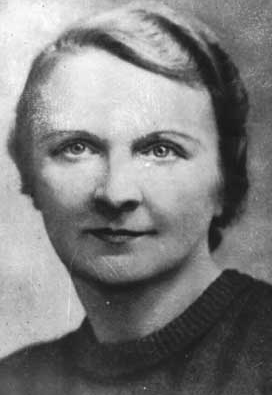
Berty Albrecht.

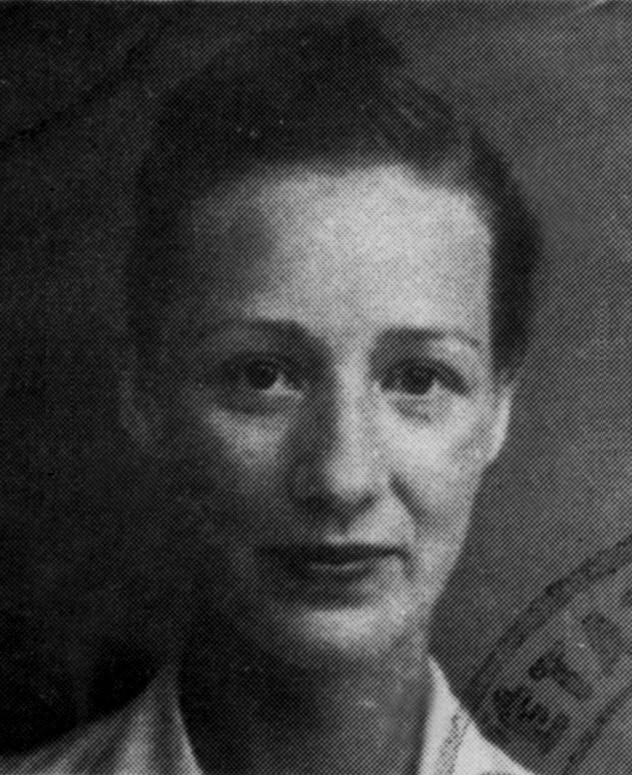
Marie-Madeleine Fourcade.

La première des femmes résistantes est Berty Albrecht, numéro 2 du mouvement Combat dirigé par son compagnon Henri Frenay, morte à Lyon dans des conditions comparables à Jean Moulin et inhumée en tant que Compagnon de la Libération au Mont Valérien.
Moins nombreuses que les hommes, les femmes représentent 15 à 20 % des résistants et environ 15 % des déportés politiques[réf. nécessaire], mais selon d'autres estimations c'est 20 à 30 %. le traitement historiographie des femmes est cependant différent de celui des hommes, avec des documents qui le plus souvent "montrent la femme dans un rôle de mère ou de femme au foyer".
Elles sont généralement cantonnées à des rôles subalternes. Lucie Aubrac, figure emblématique, n'a jamais eu de rôle défini dans la hiérarchie du mouvement Libération-Sud. Hélène Viannay, cofondatrice du mouvement de résistance Défense de la France, aux côtés de son époux Philippe Viannay, ne songe jamais à écrire un article dans le journal, alors qu'elle assiste avec les autres épouses de dirigeants à toutes les réunions de rédaction. En revanche, Suzanne Buisson, cofondatrice du Comité d'action socialiste (CAS) en est la trésorière. Marie-Madeleine Fourcade et Marie-Louise Dissard font partie des femmes qui dirigent de grands réseaux de résistance en France.
Les femmes organisent des manifestations de ménagères dès 1940, sont omniprésentes dans les encouragements et l'aide matérielle aux grévistes (comme dans le Nord-Pas-de-Calais en mai 1941) ainsi qu'aux réfractaires des maquis. Elles sont indispensables comme dactylos et surtout comme agents de liaison - en partie parce que les Allemands se méfiaient moins des femmes, et que les innombrables contrôles d'identité dirigés contre les réfractaires au STO ne les concernent pas.

Si le Conseil national de la Résistance néglige de mentionner le vote des femmes dans son programme de renouveau en mars 1944, le général de Gaulle signe toutefois à Alger, le 21 avril 1944, l'ordonnance déclarant les femmes électeurs et éligibles dans les mêmes conditions que les hommes : le rôle émancipateur des résistantes est ainsi reconnu.

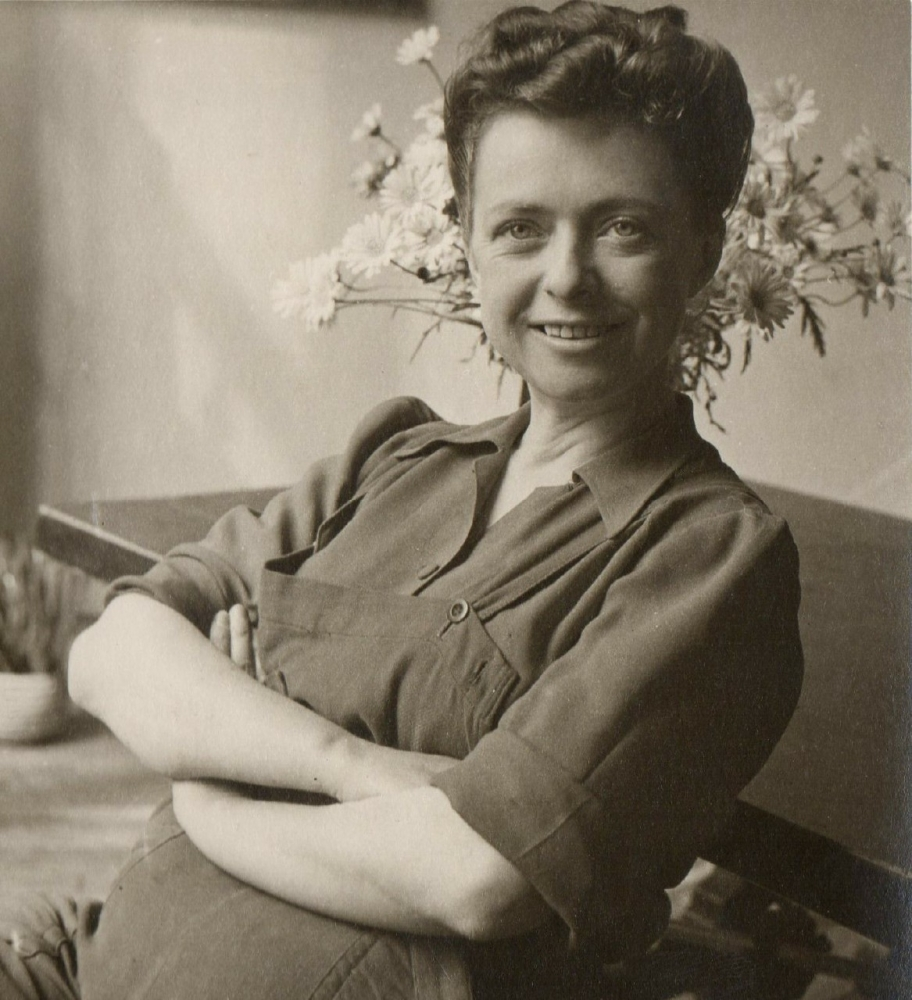
Marie-Thérèse Auffray, lien entre Paris et la Normandie, reconnue par Dwight D. Eisenhower.

Il faut aussi mentionner que d'innombrables combattants de l'ombre vivent toute la guerre en couple, et que leur résistance serait impossible et invivable sans la présence de leur compagne à leur côté : Berty Albrecht et Henri Frenay, Raymond et Lucie Aubrac, Gilberte et Pierre Brossolette, Paulette et Maurice Kriegel-Valrimont, Hélène et Philippe Viannay, Marie-Hélène et Pierre Lefaucheux, Cletta et Daniel Mayer, le couple Rol-Tanguy, etc. forment des couples indissociables. Les résistantes lesbiennes mènent le combat en couple, comme Andrée Jacob et Éveline Garnier, Claude Cahun et Suzanne Malherbe ou encore Marie-Thérèse Auffray et Noëlle Guillou, et quelquefois subissent ensemble la déportation comme Suzanne Leclézio et Yvonne Ziegler.
Nombreuses sont les résistantes qui se marient et qui ont des enfants en pleine clandestinité, sans interrompre pour autant leur combat. Certaines sauvent la vie à leur mari comme Lucie Aubrac ou Marie-Hélène Lefaucheux. D'autres feront de la politique après la guerre, comme Gilberte Brossolette qui sera élue sénateur socialiste et la première femme vice-président du Sénat, ou Andrée Viénot qui devient députée et membre du Gouvernement provisoire. D'autres partagent leur sort jusqu’à la torture, à la déportation et à la mort. Le célèbre convoi du 24 janvier 1943, dit « convoi des 31 000 » emporte à Auschwitz des résistantes françaises parmi lesquelles de nombreuses veuves de fusillés, ainsi Maï Politzer, épouse de Georges Politzer, France Bloch-Sérazin, fille de Jean-Richard Bloch ou encore Hélène Solomon, fille du grand savant Paul Langevin et femme de l'écrivain Jacques Solomon.
La résistante Solange Sanfourche (alias Marie-Claude) était secrétaire dactylo et agent de liaison. Elle portait le courrier à André Dufour dit Olivier.
De nombreuses républicaines espagnoles, comme Neus Català, Conchita Ramos et Frantxia Haltzuet, toutes déportées, font partie des effectifs de la Résistance.
Des femmes allemandes participent également à la Résistance française, principalement des militantes socialistes ou communistes.

## Actions concrètes des Résistants
Les mouvements de Résistance agissent sur deux plans distincts : d'une part, ils veulent contribuer à la défaite militaire des Allemands, et d'autre part, ils veulent influencer l'opinion publique pour que la France bascule dans le camp qu'ils estiment être le bon.

### Presse clandestine
La seule presse qui survivait sous l’occupation, sous forme légale et autorisée, était celle qui servait la propagande de l’occupant allemand et de Vichy. Cette presse qualifiait les Résistants de "terroristes" et encourageait leur répression.
La première action de beaucoup de mouvements de résistance fut donc la publication et la diffusion de presse clandestine, avec un réel succès : près de 1 200 titres et plus de 10 millions d’exemplaires de journaux clandestins furent tirés entre 1940 et 1944, les trois premiers totalisant 0,7 million d'exemplaires par jour, ce qui les expose particulièrement.
Le papier, l’encre, les machines à écrire sont rares, chers et leur vente très strictement contrôlée. Trouver les imprimeries journaux clandestins et leurs leaders sont les premières missions de la police. Parmi les premières arrestations celle de Jean-Baptiste Lebas qui lance L’homme libre et meurt en déportation. Sur 1 200 travailleurs du livre résistants, 400 ont été tués (déportés, abattus, décapités, fusillés).
Les cheminots jouèrent un rôle essentiel pour la diffusion, complétés par des cyclistes. Pour préserver leur anonymat, les diffuseurs laissaient parfois le journal sur un banc ou une table. Les premiers imprimés datés à paraître sont la modeste feuille Vérité française (octobre 1940) et le journal Résistance (dont le premier numéro est daté du 15 décembre 1940). Une autre feuille clandestine, L’Arc, paraît même sans doute dès septembre 1940 : non daté, le premier numéro commente l’allocution de Pétain du 13 août et l’exemplaire qui commente la rencontre de Montoire est déjà le numéro 11y.
La plupart des autres journaux clandestins paraissent dans les dernières semaines de 1940 et au début de 1941. Il ne consistent qu'en quelques feuillets, souvent même une feuille unique, ronéotypée recto verso, car la vente de toutes les matières premières — papier, encre, stencils — est interdite,.
Les tirages augmentent cependant assez vite. En zone Nord, en juin 1941, Pantagruel, l'organe de Franc-Tireur tire à dix mille exemplaires, et Libération-Nord qui le remplacera atteint assez vite un tirage, cinq fois plus élevé, à 50 000. En janvier 1944, Défense de la France, diffuse 450 000 exemplaires, près d'un demi-million chaque jour.
En zone Sud, après la fusion des deux journaux Liberté de François de Menthon et Vérité de Henri Frenay, paraissent 58 numéros du journal Combat de décembre 1941 à janvier 1944, et pendant la même période 37 numéros de Franc-Tireur, 5 numéros de Libération et 15 cahiers de Témoignage Chrétien. Pour les tirages, Dominique Veillon et Olivier Wieviorka donnent le chiffre de 5 000 à 10 000 exemplaires au démarrage, et ensuite un chiffre moyen de 125 000 à 150 000.
On dénombre 317 numéros clandestins de L'Humanité jusqu'à la Libération.
Par ailleurs, certains mouvements, surtout dans la zone Nord, comme Ceux de la Résistance (CDLR) et Ceux de la Libération (CDLL) et dans une moindre mesure l'Organisation civile et militaire (OCM) refusent l'action civile, préférant s'en tenir à l'action militaire.
D'autres mouvements, comme Défense de la France fondé en août 1941 par les étudiants Philippe Viannay, Robert Salmon, Jacques Lusseyran se refusent à monter des services de renseignements ou des corps francs. Témoignage Chrétien est à ranger dans la même catégorie.

### Sabotage
De nombreux laboratoires clandestins se mettent en place pour produire les explosifs, indispensables. Jules Dumont et la chimiste France Bloch-Sérazin montent en août 1941 un petit laboratoire pour fournir des explosifs aux premiers combattants communistes. Le laboratoire produit également des ampoules de cyanure pour permettre aux résistants de se suicider et ainsi éviter la torture en cas d'arrestation. France Bloch-Sérazin est arrêtée en février 1942, torturée, déportée à Hambourg et guillotinée en février 1943. En zone Sud, l'ancien royaliste Jacques Renouvin se livre aux mêmes activités pour le compte des groupes francs du réseau Combat.
Le vol de dynamite, en fonction des opportunités locales, complète la fabrication artisanale. Les Britanniques en parachutent également des tonnes à destination de leurs réseaux SOE dont l'une des missions essentielles est le sabotage.
Les sabotages du matériel sortant des usines d'armement est une forme d'action plus discrète, mais efficace.
De même, des résistants « individuels » ou en petit groupe obtiennent des résultats de manière non violente. En truquant des documents et des rapports, des fonctionnaires privent des usines « collaboratrices » d'une partie des matières premières, de l'énergie ou de la main-d’œuvre nécessaires[réf. nécessaire]. Certains industriels modèrent leur production et leurs livraisons à l'occupant.

### Guérilla urbaine
Les pratiques de guérilla sont l'apanage des groupes communistes. Il s'agit de perpétrer des attentats pour frapper l'ennemi au cœur des villes. Une première vague d'attentats a lieu immédiatement après l'entrée en guerre de l'URSS, en juin 1941. Les communistes ont alors un objectif clair, participer à la guerre aux côtés de l'URSS de la même façon que les Français libres participent à la guerre aux côtés des Britanniques. L'objectif est d'immobiliser le maximum de troupes allemandes à l'Ouest.
Pierre Georges, plus connu sous le nom de Fabien, abat un officier allemand de l'intendance, l'aspirant de marine Moser à la station de métro Barbès, le 21 août 1941. Cet attentat et ceux qui sont perpétrés dans les semaines suivantes par de jeunes communistes ont une efficacité dérisoire au regard de l'objectif visé et coûtent la vie à de nombreux otages parmi lesquels des chefs de la résistance, tel que d'Estienne d'Orves. La presse communiste clandestine se fait très discrète sur ces attentats, surtout le dernier, celui de Nantes, qui déclenche en représailles l'exécution de 98 otages. Les communistes renoncent temporairement à ce type d'action trop impopulaire.

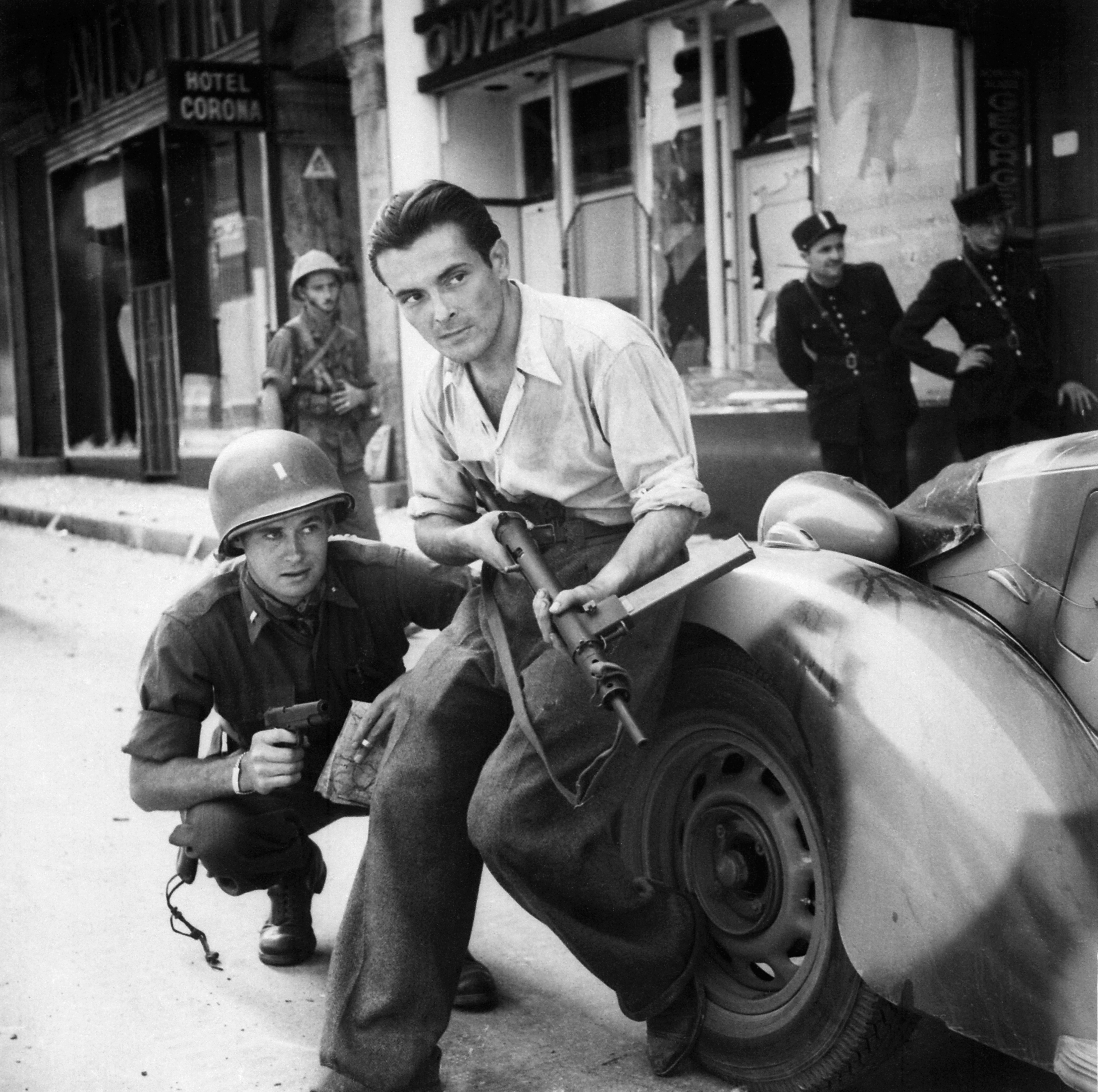
Un membre de la Résistance avec un soldat américain (photo posée).

Les groupes qui livrent à Paris une série d'attaques directes contre des soldats ou des officiers allemands de juillet à octobre 1943 sont autrement mieux organisés. Joseph Epstein, alias colonel Gilles, est un responsable des FTP-MOI à qui l'on a également confié la responsabilité des combattants FTP de l'ensemble de la région parisienne où la formation de véritables commandos de quinze combattants permet de réaliser un certain nombre d'actions spectaculaires, comme l'attaque d'un détachement allemand qui monte vers la place de l'Étoile au pas de l'oie. Cela n'aurait pas été possible avec les groupes de trois qui étaient la règle dans l'organisation clandestine depuis 1940. Ces commandos de la MOI sont constitués d'étrangers. Le groupe de Manouchian est le plus célèbre.

### Maquis

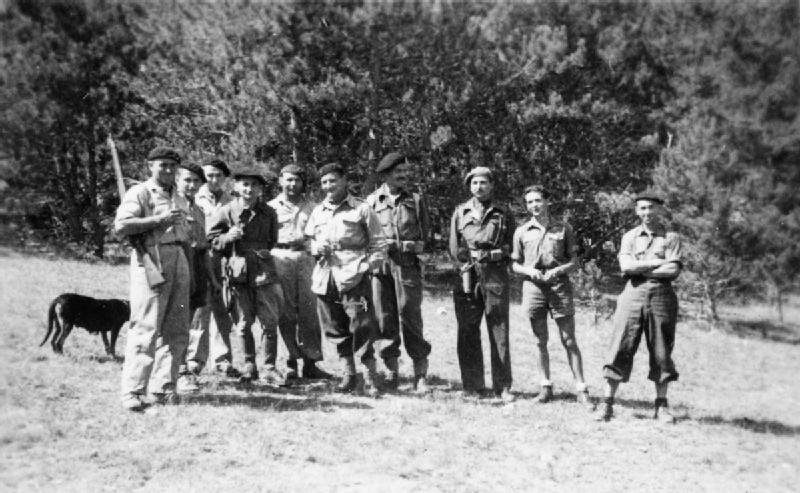
Maquisards et officiers du SOE en Haute-Savoie, août 1944.

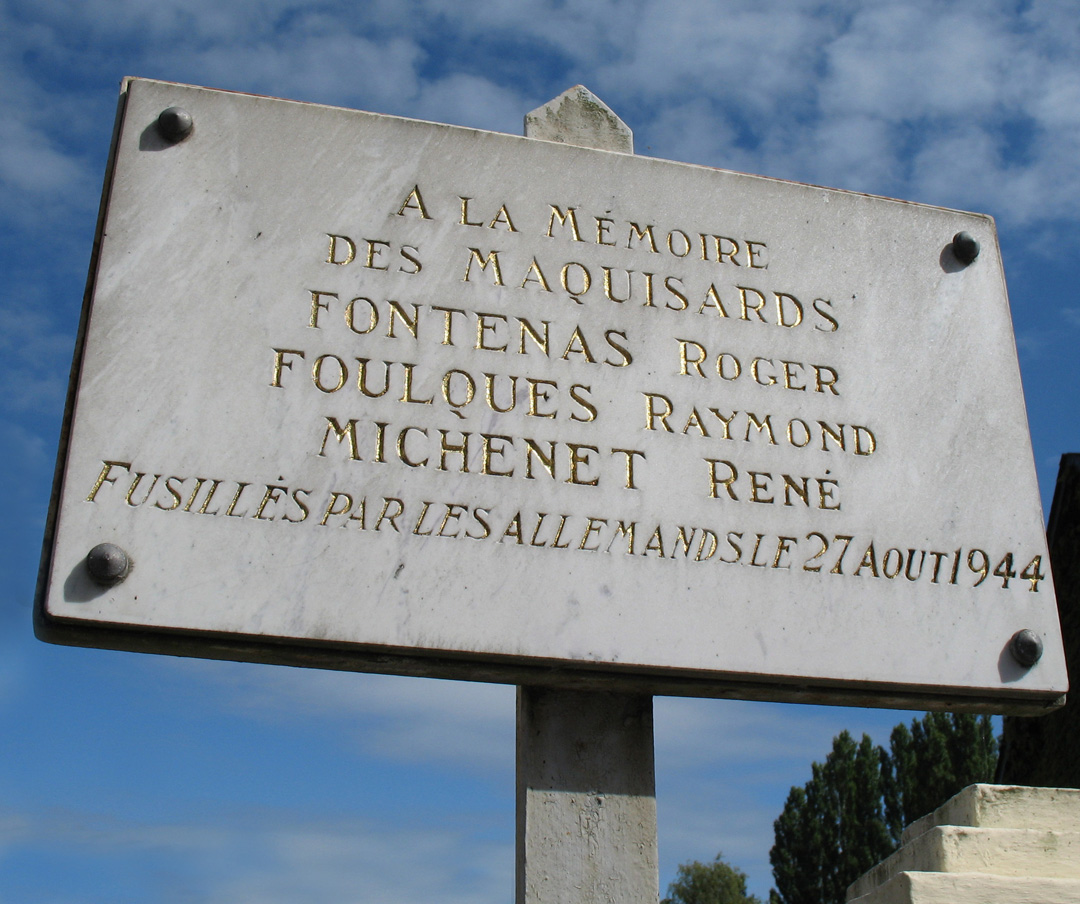
Maquisards fusillés à Ligueil, Indre-et-Loire, près de la ligne de démarcation.

On désigne par maquis des groupes de résistants opérant dans les régions peu accessibles, où une végétation abondante peut masquer des mouvements de groupes. Les massifs montagneux français, tels les Alpes, le Jura, le Massif central, le Morvan ou encore la Corse sont propices à de telles implantations.
À quelques exceptions près, comme celle de Georges Guingouin ou Jean Longhi, les résistants ne songent guère à créer des maquis avant 1943. C'est l'afflux de réfractaires qui tentent d'échapper au Service du travail obligatoire (STO) instauré à partir du 16 février 1943 qui suscite la création des maquis, où des résistants plus chevronnés encadrent les jeunes réfractaires. Par ailleurs, à cette même date, la Résistance a atteint un degré de maturité suffisant pour envisager le contrôle de quelques territoires. Après que, sous l'impulsion de Jean Moulin, les trois mouvements de la zone sud ont fusionné sous l'appellation de MUR, un Service national des Maquis (SNM) est mis en place, en mars 1943, sous la responsabilité de Michel Brault. En octobre 1943, le SNM estime à 43 000 le nombre des maquisards relevant de ses services (22 000 en zone sud - 14 000 en camp et 8 000 placés - et 21 000 en zone nord - 14 000 en camp et 7 000 placés), auxquels s'ajouteraient 65 000 sédentaires (50 000 en zone sud, 15 000 en zone nord) et les maquis FTP, 5 000 en zone sud et 7 000 en zone nord (ces chiffres du rapport Jérôme (Michel Brault)[réf. incomplète], sans doute quelque peu exagérés, sont à prendre avec les précautions d'usage).
Surgissent alors des problèmes de toutes sortes : motivation très variable de la part des réfractaires pour adhérer à un projet de résistance, difficultés matérielles pour l'approvisionnement, armement insuffisant, mais au cours du temps, un nombre assez considérable de maquis sont créés, au point qu'ils symbolisent, dans une certaine mesure, l'idée même de résistance[réf. nécessaire].
À travers les maquis, la résistance prend elle-même des formes diverses, selon les tactiques adoptées. On y voit s'exprimer des divergences qui apparaissent dans la dernière année de l'occupation allemande. Les « gaullistes », avec les organisations des MUR ou de l'ORA, préfèrent garder leurs maquis en réserve pour une action généralisée et concentrer leur activité sur la transmission de renseignements aux Alliés et aux FFL, alors que les maquis FTP prétendent se lancer dans des opérations de harcèlement des forces allemandes et de la Milice. Selon les régions, les rivalités entre différents maquis de l'AS ou des FTP ont pu être intenses ou inexistantes. Sur la façon d'envisager la création de maquis, des différences culturelles séparent les anciens officiers de l'ORA qui considèrent avant tout le maquis comme une forteresse stratégique, une tête de pont ou un point d'appui et les partisans communistes qui pensent davantage au contrôle des populations.

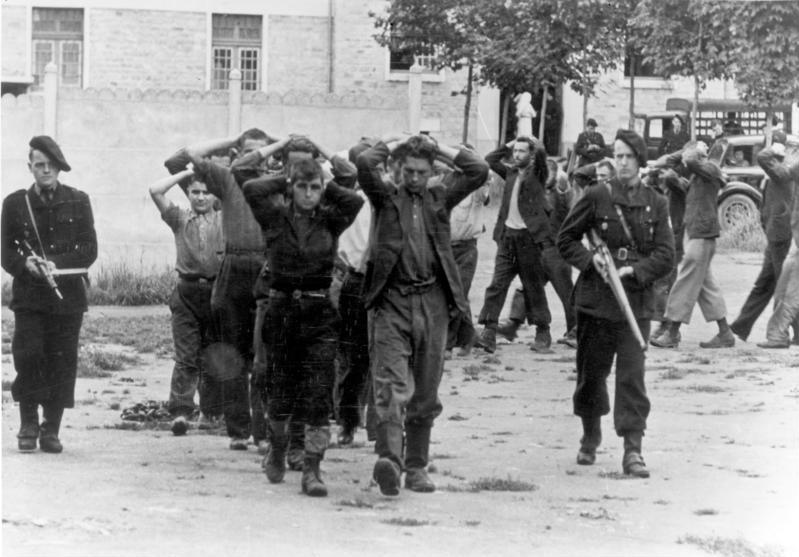
Arrestation de résistants par la Milice, juillet 1944.

La Milice (créée le 23 janvier 1943 à la suite de la dissolution de l'armée d'armistice consécutive à l'invasion de la zone sud par les Allemands) devient un acteur important de cette période. Elle est engagée dans la lutte contre le maquis, comme force frontale dans des interventions de basse ou moyenne intensité et comme force secondaire dans les attaques de large envergure menées par l'armée allemande. Ceci donne à cette période de 1943-1944 une allure de guerre civile, qui ne se termine que fin 1944 avec l'arrêt de l'épuration et l'affirmation du gouvernement de De Gaulle.
Le 11 novembre 1943, les Maquis de l'Ain et du Haut-Jura, aux ordres du capitaine Henri Romans-Petit, prennent le contrôle de la ville d'Oyonnax (Ain) et défilent jusqu'au monument aux morts. Devant les Oyonnaxiens qui s'approchent, enthousiastes, ils déposent une gerbe en forme de croix de Lorraine portant l'inscription « Les vainqueurs de demain à ceux de 14-18 ». Les résistants quittent ensuite la ville.
À trois reprises, des maquis subissent de lourdes pertes pour avoir accepté un affrontement trop direct avec les troupes allemandes toujours supérieures. Le maquis des Glières, en Haute-Savoie, est créé par l'AS en janvier 1944 et commandé par l'ancien officier d'active de chasseurs alpins Tom Morel. Quelque 450 combattants rejoignent le plateau des Glières : environ 300 de l'AS, une centaine de FTP et une cinquantaine de républicains espagnols réfugiés. Encerclés par les forces de l'ordre vichystes dès le 13 février 1944, ils reçoivent des parachutages d'armes, mais, en mars 1944, ils sont attaqués par environ 3 000 chasseurs de montagne allemands et 700 à 800 francs-gardes de la Milice française. Après un baroud d'honneur, ils doivent se disperser : 130 maquisards perdent la vie dans les combats, mais surtout au cours du repli ou à la suite de leur capture.
Dès la fin mai 1944, 2 500 hommes se sont rassemblés au Mont Mouchet, en Auvergne. Après une première attaque qui échoue, le 2 juin, les Allemands attaquent à nouveau, le 9 juin. Les rescapés se regroupent vers la Haute-Truyère. Ce sont 5 000 hommes que la Wehrmacht attaque le 18 juin, faisant au moins 100 morts parmi les maquisards sans compter les victimes des actions de représailles. Le 20 juin, l'ordre de dispersion générale est prononcé.

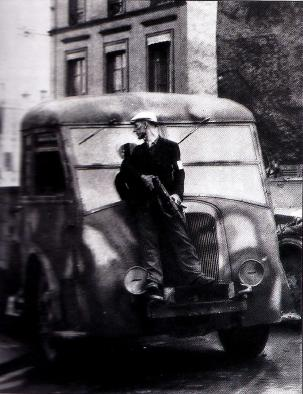
Un membre de la résistance.

Les pertes seront encore plus lourdes au maquis du Vercors attaqué le 21 juillet 1944. 4 000 hommes s'y sont concentrés, avec le soutien des différents mouvements de résistance intérieure, du Bureau central de renseignements et d'action (BCRA) et des Britanniques. Seuls les FTP se sont toujours opposés au projet. Le massif du Vercors est complètement entouré de falaises, mais les planeurs de la Wehrmacht utilisent une piste d'aviation préparée pour recevoir des renforts alliés. En plus des 840 morts dont 200 civils, de nombreux maquisards seront déportés.

### Autres formes de résistance
À côté des combattants en armes, il y eut d'autres formes d'actions hostiles à l'ennemi. De nombreux imprimeurs qui ont fabriqué des faux papiers nécessaires aux pilotes tombés en territoire occupé pour tenter de les faire passer à travers les contrôles lors de leur exfiltration vers l'Angleterre. À titre d'exemple, Pierre Virol, mort en déportation à Mauthausen après avoir été trahi et durement torturé ainsi que sa fille et son gendre.
Peuvent ainsi être assimilés à des résistants ceux qui ont œuvré pour le sauvetage des Juifs sur le territoire français. Ils sont globalement connus comme les Justes parmi les nations.

## Vie et mort des résistants

### Double vie secrète

#### Pseudonymes
Tout résistant n'est pas nécessairement clandestin. Mais la quasi-totalité possède un pseudonyme sous lequel il doit seul être connu de ses camarades et de ses « contacts ».
Jean Moulin est ainsi Rex puis Max. Les Allemands surnomment le réseau Alliance l'« Arche de Noé » parce que tous ses membres portent des noms d'animaux. Les chefs du BCRA trouvent plutôt leur inspiration dans les stations du métro parisien (Passy, Corvisart, Saint-Jacques). Le choix d'un nom de guerre peut être sans dimension spécifique, un produit du hasard ou d'une décision d'en-haut, mais aussi revêtir un sens bien particulier. Jean Moulin, brillant artiste amateur, rend hommage au grand poète juif Max Jacob. Berty Albrecht prend le nom combatif de Victoria. Le nationaliste Bénouville se réfère à l'écrivain Barrès ou au maréchal La Hire. L'historien médiéviste Marc Bloch affectionne les noms de lieux tels Arpajon, Chevreuse ou Narbonne, en signe d'attachement aux divers terroirs français. Le chef du contre-espionnage toulousain Marcel Taillandier se fait appeler Morhange ou Ricardo.
Les résistants les plus importants ou les plus recherchés doivent changer en permanence de pseudonymes pour brouiller les pistes. Henri Rol-Tanguy en a usé plus d'une vingtaine avant d'emprunter celui de Rol peu avant la Libération, en hommage à un camarade de parti tué dans les Brigades Internationales. Le chef de Combat Henri Frenay est surtout connu du monde clandestin comme Charvet, mais il porte également une quinzaine d'autres noms dont Xaintrailles ou Nef - au terme, ainsi qu'il le raconte dans La Nuit finira, il finit par signer de son vrai nom juste avant de s'envoler définitivement pour Londres, car il sait que les Allemands ont percé sa vraie identité depuis longtemps.
Beaucoup de résistants substituent après la guerre leur nom de combat à leur nom de famille, ainsi Lucien Rachet (Lazare Rachline), Raymond Aubrac ou Serge Ravanel, en partie parce que selon les mots de ce dernier dans ses mémoires, la Résistance fut pour eux une refondation d'identité. D'autres l'accolent à leur vrai nom, tels Henri Rol-Tanguy, Maurice Kriegel-Valrimont ou Jacques Chaban-Delmas. Lucie Aubrac donne à sa fille Catherine, née à leur arrivée à Londres début 1944, son nom de guerre à Libération-Sud.
Outre un pseudonyme à usage interne, le résistant a fréquemment besoin d'une fausse identité secrète. Cela passe par la confection de faux papiers. Un homme tel Pierre Kahn-Farelle, alias Pierre des Faux-Papiers, en exécute de remarquables pour Libération-Sud puis pour les MUR. En général, la fausse identité conserve les mêmes initiales, pour coïncider avec celles brodées sur le linge personnel. Souvent, le résistant se vieillit s'il est en âge de subir le Service du travail obligatoire (STO), il prétend être originaire de l'Afrique du Nord déjà libérée ou d'une ville dont l'état civil a été bombardé. S'il est arrêté, la question est de voir si sa fausse identité « tient », au moins pour préserver ses proches de représailles et pour empêcher les Allemands de remonter les filières.

#### Se cacher, «contacter» et se déplacer
Le résistant évite souvent de dormir chez lui, ou s'il est passé définitivement à la clandestinité, il doit se trouver une « planque » dont l'adresse ne sera connue que de lui seul et d'un nombre minimal d'agents de liaisons. Jacques Duclos, Charles Tillon et Benoît Frachon, triangle directeur suprême du PCF clandestin, se cachent ainsi de tous dans le Hurepoix sans jamais être pris. Nombre de résistants importants doivent changer de planque régulièrement. Une planque ou une boîte aux lettres « grillée » ou « brûlée » est connue des services de police et ne doit plus être utilisée sous peine de graves dangers. Un résistant pareillement « grillé » doit changer de ville, prendre le maquis, voire partir pour Londres ou pour Alger. C'est ainsi qu'à partir de mi-1943, Lyon perd progressivement son rôle de capitale de la Résistance : le Conseil national de la Résistance (CNR), les organes dirigeants des Mouvements unis de la Résistance (MUR) et de nombreux mouvements émigrent à Paris, car trop de résistants lyonnais sont repérés. Quant aux maquis, où de nombreux résistants trouvent aussi refuge, ils ont pour règle de sécurité de « nomadiser » en permanence : tous les gros maquis statiques finissent encerclés et détruits.
Nombre de résistants passés à la clandestinité ont dû modifier leur apparence physique elle-même. « Presque tous les résistants se sont, à un moment donné, teints les cheveux », ont dû se les couper ou se mettre à les porter long. Beaucoup se sont grimés, se sont laissés pousser barbes et moustaches, ou au contraire se les sont rasés. Il était courant également de porter des lunettes sombres aux montures épaisses. Quant aux femmes, il leur arrivait de modifier jusqu'à leur démarche, en adoptant alternativement des talons plats ou hauts.
Clandestinité oblige, le résistant évite en général les notes écrites à usage personnel, se voit déconseiller de tenir un carnet d'adresse ou un agenda, et autocensure tel Jean Guéhenno son journal intime quand il en tient un. Si des hommes résistent en couple ou même par familles entières, la plupart cachent leur activité à leurs proches, à leurs parents, à leurs intimes. Ils doivent parfois subir en silence le désaveu des leurs : Henri Frenay est ainsi désapprouvé très vivement par sa mère lorsqu'il s'engage dans le combat début 1941.
Si des résistants peuvent agir de façon isolée, ils sont généralement membre d'un réseau ou d'un mouvement. Mais beaucoup ne savent jamais avant la fin de la guerre pour quel groupe ils travaillent, ni n'en connaissent les responsables. Le néologisme « contacter », forgé pendant l'Occupation, désigne les multiples démarches par lesquelles chaque résistant tente d'en recruter à son tour plusieurs autres dans son entourage ou parmi ses rencontres, ainsi que les multiples entretiens qu'il doit avoir avec d'autres résistants. Les quais de la Saône à Lyon, capitale des mouvements clandestins, sont ainsi des lieux de « contacts » quasi permanents entre hommes de l'ombre.
Une minorité de personnalités fait l'aller-retour par avion entre la métropole et Londres : par les nuits de pleine lune, les Lysander britanniques, petits avions de transport capables d'emmener trois ou quatre personnes, viennent chercher les résistants au lieu convenu et les emmènent à Londres ; ils sont parfois parachutés au retour. Des liaisons maritimes ont pu exister aussi, le général Giraud gagnant Alger en sous-marin en novembre 1942. En février 1944, la tempête rejette sur la côte de Bretagne le Jouet des Flots, le bien-nommé, ce qui provoque l'arrestation peu après de Pierre Brossolette, qui se suicide au siège de la Gestapo avenue Foch à Paris, et d'Émile Bollaert, déporté.

### Les résistants et la lutte armée
Olivier Wieviorka dans sa thèse sur Défense de la France puis dans ses travaux ultérieurs, ou encore Jacques Sémelin, spécialiste de la résistance civile, ont rappelé que la France en 1940 était déshabituée de la violence politique depuis la répression de la Commune de Paris en 1871, via une acculturation républicaine et démocratique qui a rendu plus difficile le recours à la lutte armée, dont même le monde ouvrier n'avait plus l'expérience depuis la fin du XIXe siècle.
Le Parti communiste français (PCF) recourt aux attentats individuels dès 1941. Les jeunes communistes à qui l'on confie ces missions ont des scrupules à tuer des Allemands. Par exemple, Tony Bloncourt, qui renonce à exécuter un Allemand alors qu'il pourrait le faire sans risques : « À cette minute, à ce moment précis, je n’ai plus vu un officier allemand, je n’ai vu qu’un homme ». À la même époque, le service d'ordre du parti l'OS, devenu groupe Valmy liquide les traîtres comme Marcel Gitton. Pendant la Libération de Paris, en août 1944, Henri Rol-Tanguy reprend le slogan « À chacun son Boche ! ». Devant la radicalisation des combats et la répression de plus en plus brutale, de nombreux résistants de tous bords durcissent aussi leurs discours et leurs pratiques. Philippe Viannay publie ainsi début 1944 un article retentissant dans Défense de la France sur « le devoir de tuer ». Des collaborateurs ont été précocement abattus, des miliciens ont ponctuellement été torturés à mort par des maquisards, des Forces françaises de l'intérieur (FFI) ont pris part à la tonte de femmes à la Libération, selon l'étude de Fabrice Virgili sur cette question.
Cependant, la plupart des résistants ne recourent pas volontiers à la violence. Pour les résistants chrétiens, le recours à cette dernière peut poser des cas de conscience: le jeune protestant Jacques Monod, qui part au maquis où il va trouver la mort, demande aux siens de prier pour lui parce que « la violence a besoin d'être pardonnée ». Le philosophe Jean Cavaillès, qui veut militariser l'action résistante à Libération-Nord et mettre l'accent sur le renseignement, le sabotage et la lutte armée plus que sur la propagande politique, ne reçoit guère de soutiens au sein de la direction du mouvement, et démissionne pour aller fonder le réseau Cohors-Asturies.
Anecdotes nombreuses à l'appui - résistants relâchant des miliciens et des Allemands prisonniers sans leur faire le moindre mal, d'autres désavouant tel article clandestin ou propos jugés trop violents, refus du recours aux représailles contre les familles des collaborateurs, etc., Olivier Wieviorka conclut que globalement, malgré des exceptions notables, « la violence n'est pas une valeur de la Résistance ». Il va de soi qu'on ne peut en dire autant pour ses adversaires nazis ou miliciens.
Le réseau Morhange de Marcel Taillandier, groupe d'action directe et de contre-espionnage était chargé de nettoyer les traitres, collaborateurs et nazis qui détruisaient les réseaux de résistance du sud-ouest de la France. Ils ont éliminé des dizaines de personnes hostiles à la France libre et la résistance. Mais une enquête était effectuée avant chaque liquidation, souvent des aveux étaient demandés sous la forme d'un procès, avec témoins. La torture n'a jamais été employée et les liquidations étaient toujours regrettées, bien qu'indispensable pour gagner la guerre.

### Périls de la clandestinité
Les mouvements sont extrêmement fragiles et vivent sous la menace permanente des arrestations et des démantèlements. Il suffit d'une filature ou d'une arrestation pour que les Allemands ou leurs relais français remontent une filière et réalisent à terme de vastes « coups de filet » qui déciment la Résistance.
Beaucoup de personnes « tombent » à cause d'une « souricière », c'est-à-dire un lieu de rendez-vous découvert où les Allemands arrêtent un à un les résistants qui se présentent. C'est ainsi que près de 80 militants de Défense de la France, donnés, sont arrêtés en juillet 1943 à la librairie « Au Vœu de Louis XIII », au 68 rue Bonaparte, dans le 6e arrondissement de Paris ; parmi eux Geneviève de Gaulle-Anthonioz. Des rafles ont également lieu, ainsi celle retentissante, le 23 novembre 1943, contre l'université de Strasbourg repliée à Clermont-Ferrand : ce haut lieu de résistance voit l'arrestation de 96 étudiants, pour la plupart alsaciens-lorrains.
Dans ce contexte, la moindre imprudence individuelle peut entraîner assez vite la « chute » de dizaines de personnes. La moindre dénonciation également. C'est ainsi que fin novembre 1943, a lieu la Saint-Barthélemy grenobloise au cours de laquelle onze membres de la résistance dauphinoise sont assassinés, et autant mourront en déportation.
Des traîtres célèbres « retournés » par les Allemands, par peur de la torture mais aussi souvent contre de l'argent et des privilèges, sont ainsi responsables de très nombreuses arrestations et déportations, tels Jean Multon à Marseille, Georges Mathieu à Clermont-Ferrand ou Mathilde Carré dite « la Chatte » à Paris. Si le rôle de René Hardy dans la chute de Jean Moulin à Caluire, le 21 juin 1943, n'a jamais été tout à fait éclairci, il reste établi que ce dernier, au mépris de toutes les règles élémentaires de sécurité, a dissimulé à ses camarades son arrestation quelques jours plus tôt par Klaus Barbie, suivie de sa remise en liberté, et qu'il s'est par ailleurs rendu sur ordre de Bénouville à une réunion à laquelle il n'a pas été convié. En Gironde, en septembre 1943, le chef de région de l'OCM André Grandclément accepte une alliance de fait avec la Gestapo au nom de l'anticommunisme, sauvant en acceptant l'accord d'autres camarades arrêtés. Cette affaire très confuse entraîne de très graves divisions et des coupes claires dans la Résistance locale. Elle se clôt par l'exécution du couple Grandclément par ses anciens camarades en juillet 1944.
La consigne est normalement d'abattre les traîtres remis en liberté, elle est souvent appliquée à contrecœur par les résistants, qui ne peuvent toujours oublier que des hommes qui ont « craqué » ont auparavant partagé tous leurs périls. Cette répugnance a été confiée ainsi aux historiens auteurs du Sang de l’Étranger (1988) par les survivants de la MOI qui avaient dû exécuter Davidowicz, responsable de la chute du groupe Manouchian, et relâché ensuite par les Allemands avec mission d'infiltrer ses camarades.
Après leur arrestation, des évasions de prison ou de camp d'internement ont été réussies par un certain nombre de résistants. Des corps-francs parviennent aussi à en libérer certains ou à les intercepter pendant leur transfert. Ainsi Jean-Pierre Lévy est délivré en pleine rue à Paris en 1944, ou Raymond Aubrac spectaculairement arraché à ses geôliers allemands avec plusieurs camarades sur le chemin de la prison Montluc (octobre 1943). En 1944, la RAF bombarde même spectaculairement la prison d'Amiens (opération Jéricho) et permet à certains de s'échapper.
Quelques éminents résistants de l'intérieur « grillés » en France sont emmenés en Lysander à Londres et deviennent ministres du contre-État que bâtit le général de Gaulle, ainsi André Philip dès août 1942 et Emmanuel d'Astier ou Henri Frenay fin 1943. De nombreux résistants passent en Afrique du Nord et rejoignent la France libre en franchissant les Pyrénées, et en général après avoir été internés par Franco au camp de Miranda. Un nombre important des quelque 35 000 évadés de France a déjà une expérience de la lutte avant de partir « rejoindre de Gaulle ». Quelques-uns de ces itinérants sont ensuite reparachutés en France avec des missions de sabotage, ainsi André Jarrot. Ce qui rappelle à nouveau qu'il n'y a pas étanchéité absolue entre la résistance en métropole et la France libre.
Réfutant l'idée reçue d'un « héroïsme » qui aurait ignoré toute peur, beaucoup de grands résistants avoueront l'avoir au contraire connue en permanence. Le général Maurice Chevance-Bertin, un des chefs de Combat, évoque dans le titre de ses mémoires ses Vingt mille heures d'angoisse. Lazare Rachline (Lucien Rachet, Socrate), lui, rappelle, lors du second procès Hardy de 1950, que « seuls sont des héros ceux qui sont morts ».

### Mort

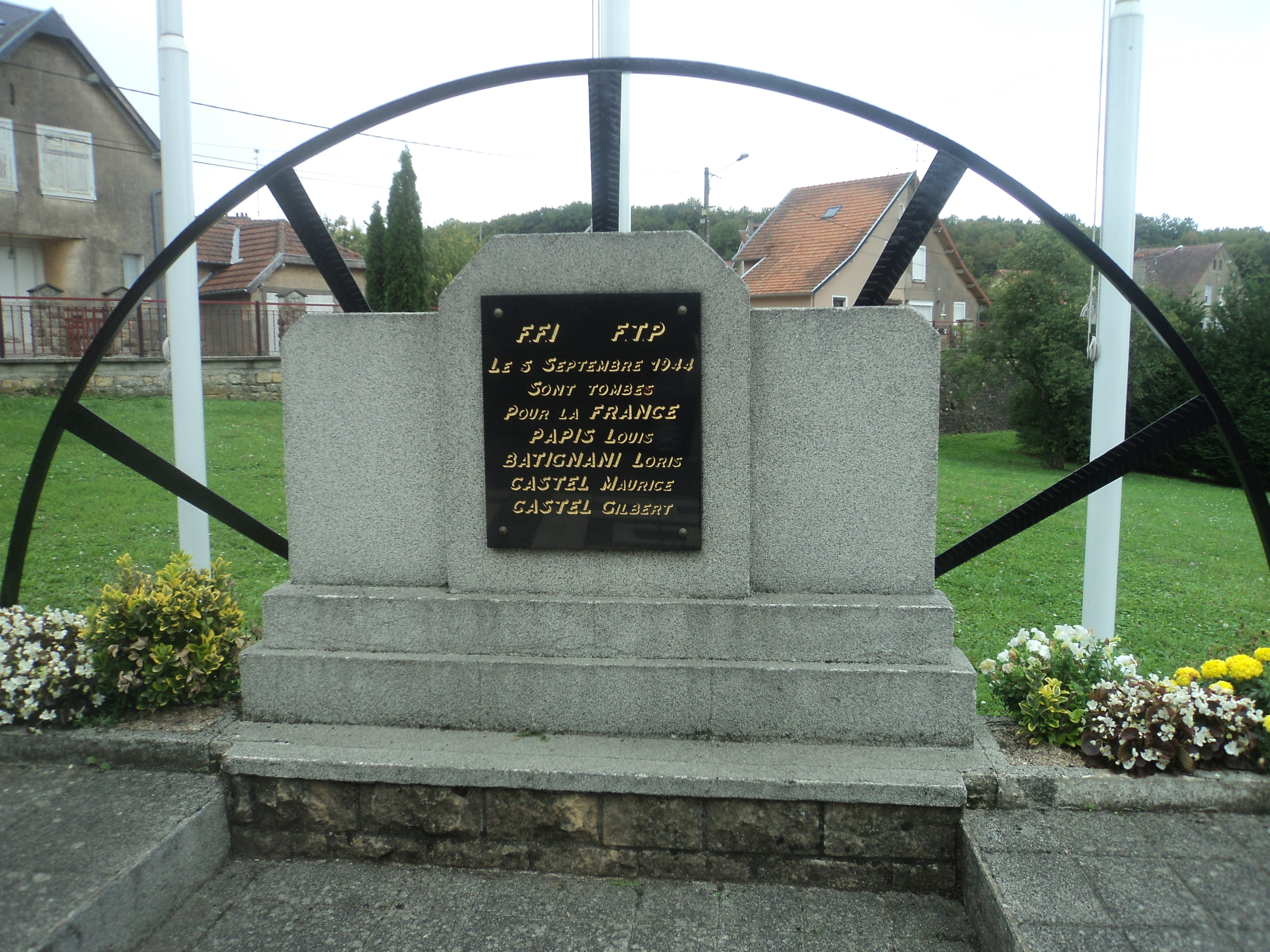
Tucquegnieux (54), le monument commémoratif des résistants fusillés en 1944.

La prison, la torture par la police française, la milice, la Gestapo ou les SS, l'exécution par fusillade ou décapitation, ou la déportation souvent sans retour dans les camps de concentration nazis sont souvent le terme de l'action (ou de la vie) du résistant.
Les tribunaux spéciaux, les sections spéciales et surtout les cours martiales instituées par le régime de Vichy à partir de janvier 1944 prononcent et font exécuter plus de 200 condamnations à mort.
Le camp de Souge en Gironde, le stand de tir de Balard et surtout le Mont-Valérien à Paris sont des lieux d'exécution d'innombrables résistants. À Lyon de nombreux résistants sont internés à la prison Montluc avant leur exécution ou leur déportation. Les femmes étaient généralement transférées en Allemagne pour y être décapitées, telles qu'Olga Bancic ou Emilienne Mopty. Avant d'être chassés de France, les Allemands vident les prisons et massacrent par centaines leurs détenus politiques : ainsi périt en juin 1944, vers Lyon, le grand historien Marc Bloch.
À partir du printemps 1942, les Allemands ont cependant privilégié la déportation en camp de la mort sur les exécutions. La sauvagerie et l'effroyable mortalité des camps nazis ont privé des milliers de résistants de toute chance de revoir un jour les leurs. Dans la nuit du 1er au 2 septembre 1944, 108 membres du réseau Alliance (et uniquement celui-ci) sont exécutés puis incinérés camp de concentration du Struthoff. Le général Frère est mort d'épuisement dans le même camp en juin 1944. Les résistants classés Nacht und Nebel par les nazis (à faire disparaître « dans la nuit et le brouillard ») sont la catégorie à avoir le plus enduré parmi les milliers de leurs camarades voués à l'extermination. Parmi eux, le général Delestraint, exécuté d'une balle dans la nuque à Dachau le 5 avril 1945.
En dépit des risques encourus, il est très rare que l'on quitte la Résistance. Les rescapés n'ont pourtant pas toujours le droit à une deuxième chance. Ainsi, Robert Kahn (frère de Pierre Kahn-Farelle, alias « Pierre-des-faux-papiers »), né à Paris, industriel dans la métallurgie, était chef des MUR dans la Loire, sous le nom de Renaud. Arrêté par la Gestapo, une première fois à Saint Étienne, il s'évada avec l'aide de Lucie Aubrac. Arrêté une deuxième fois sur dénonciation, à Lyon, il fut emprisonné à la prison Montluc et assassiné sur ordre de Klaus Barbie en août 1944.
Certains résistants, notamment communistes, ont vu leur famille entière réprimée et exterminée, tel que le colonel Fabien.
Certains se suicident pour ne pas parler sous la torture : ainsi Fred Scamaroni, Berty Albrecht, Jacques Bingen, Pierre Brossolette, et peut-être Jean Moulin. D'autres sont torturés comme Vila Rachline à Lyon, Pierre Griffi et Jean Nicoli en Corse mais sont exécutés sans parler. D'autres encore meurent les armes à la main lors des durs combats du maquis, tel l'écrivain Jean Prévost au Vercors, Bernard Amiot dans le Gers. Ceux qui voient la Libération poursuivent souvent le combat en Allemagne en s'engageant dans l'armée régulière pour porter le coup final au IIIe Reich, et y perdent parfois la vie, comme le colonel Fabien, tué par une mine sur le front des Vosges fin 1944.
Le nombre de résistants victimes de la répression est difficile à établir avec précision, mais il justifie amplement les paroles célèbres du Chant des Partisans :
« Demain du sang noir sèchera au grand soleil sur les routes

Ami, si tu tombes, un ami sort de l'ombre, à ta place.

Chantez compagnons, dans la nuit la liberté nous écoute ! »

## Aspects statistiques
Le nombre exact de résistants n'est pas aisé à déterminer. En effet, la définition même de "résistant" est variable suivant les historiens. L'historien François Marcot a proposé le chiffre de 200 000 résistants pour le début de l'année 1944 et estimé à 500 000 le nombre de personnes ayant eu une implication substantielle dans la Résistance, tout en soulignant combien la question était délicate et nécessairement approximative. Après 1945, le ministère des Anciens combattants a, quant à lui, attribué à seulement 320 000 personnes des homologations pour faits de résistance, sur la base de critères très précis et restrictifs. Pour mettre les choses en perspective, Daniel Cordier rappelle qu'il convient de mettre ce nombre en rapport avec celui de la totalité de la population française de l'époque, soit environ 40 millions de Français : donc les résistants représentaient une proportion inférieure à 1 % de la population.

### Nombre de résistants officiellement homologués
Après 1945, environ 600 000 personnes en France ont déposé, auprès du ministère des Anciens combattants, un dossier d’homologation de leurs services dans la Résistance. Sur ce total, près de 320 000 personnes ont été officiellement homologuées comme authentiquement résistantes, soit seulement 53 % des demandeurs. Les 47 % restants ont été déboutés de leurs demandes car leurs services dans la Résistance ont été jugés trop courts ou peu significatifs. Les déboutés furent principalement des résistants de « la dernière heure » qui prirent les armes seulement dans les derniers jours de la Libération.
Parmi les 320 000 individus homologués résistants, le ministère des Anciens combattants distingue officiellement deux types :
- Les titulaires de la carte du « combattant volontaire de la Résistance » (CVR), au nombre de 263 000 environ[107].

- Les titulaires de la carte du « combattant au titre de la Résistance », au nombre de 56 000 environ[108].

#### Les combattants volontaires de la Résistance
Pour être homologué par le ministère des Anciens combattants en tant que « combattant volontaire de la Résistance » (CVR), il faut remplir au moins une des 4 conditions suivantes :
- Avoir appartenu pendant au moins 90 jours et impérativement avant le 6 juin 1944, soit aux Forces françaises de l'intérieur (FFI) ; soit à une organisation homologuée des Forces françaises combattantes c’est-à-dire à un réseau de résistance (FFC) ; soit à un mouvement de Résistance intérieure homologué (RIF) ; soit aux Force françaises libres (FFL). Par la loi du 4 janvier 1993, le nombre de 90 jours nécessaires a été ramené à 80 jours[110]. Par ailleurs, pour tenir compte de la libération plus tardive des départements de l'Est, le ministère ne retient pas la date du 6 juin 1944 et fixe comme suit les dates jusqu'auxquelles les services de Résistance peuvent être pris en compte : Bas-Rhin : 15 mai 1945 ; Haut-Rhin : 10 février 1945 ; Moselle : 13 avril 1945[111].

- Avoir été exécuté, tué ou blessé dans des conditions ouvrant droit à une pension militaire d'invalidité ou de décès, à la condition exclusive que cette mort ou cette blessure ait eu pour cause une activité de résistance contre l’Occupant.
- Avoir été déporté en camp de concentration ou interné en prison, exclusivement pour faits de résistance (DIR). Pour les internés, une durée de détention d’au moins 90 jours est exigée. Cette durée n’est pas exigée pour les internés morts durant leur détention ni pour ceux qui se sont évadés de leur prison[112].

- En outre, à titre exceptionnel, la qualité de « combattant volontaire de la Résistance » peut être reconnue, sur avis favorable d’une commission nationale, aux personnes qui, bien que n'ayant pas appartenu aux organisations mentionnées ci-dessus (FFI, FFC RIF, FFL), apportent la preuve qu'elles ont accompli régulièrement des actes caractérisés de résistance pendant 90 jours au moins et impérativement avant le 6 juin 1944.

Au total, 263 000 personnes environ ont rempli l’une au moins de ces 4 conditions et ont été homologuées officiellement par le ministère des Anciens combattants en tant que « combattants volontaires de la Résistance » (CVR).
Sur ces 263 000, on compte 205 000 membres de la Résistance intérieure et 58 000 membres de la Résistance extérieure. Parmi les 58 000 membres de la Résistance extérieure, on dénombre 52 000 membres des FFL, mais aussi des prisonniers de guerre en Allemagne ayant accompli des actes de résistance, des personnes ayant appartenu à la Résistance dans les départements ou pays d’outre-mer, ou encore en territoire étranger occupé par l’ennemi.
Ces 263 000 résistants homologués ont droit au port d'une médaille spécifique : la Croix du combattant volontaire de la Résistance.

#### Les combattants au titre de la Résistance
Les résistants qui ne peuvent se prévaloir de 90 jours de services dans la Résistance avant le 6 juin 1944 ne peuvent prétendre au titre de « combattants volontaires de la Résistance » (CVR). Néanmoins, le ministère des Anciens combattants a accordé un statut de « combattants au titre de la Résistance » à condition d’avoir effectué 90 jours de services cumulés, pour partie avant le 6 juin 1944 et pour partie après le 6 juin 1944, ou alors intégralement après le 6 juin 1944.
C’est le cas notamment de milliers de Français qui ont rejoint la Résistance quelques jours ou quelques semaines seulement avant le Débarquement allié en Normandie le 6 juin 1944, ou encore de dizaines de milliers de Français qui ont rejoint les maquis FFI à l’annonce du Débarquement : ils ont servi dans la Résistance durant tout l’été 44 puis se sont engagés dans l’armée régulière en septembre 44 au sein des régiments FFI qui furent envoyés devant les poches allemandes de l’Atlantique jusqu’au 8 mai 1945.
Toutes ces personnes pouvant justifier 90 jours de services dont une partie dans la Résistance, même après le 6 juin 1944, peuvent se voir homologuer leurs services en tant que « combattants au titre de la Résistance ». Leur total atteint environ 56 000 personnes.
Ces 56 000 résistants homologués en tant que « combattants au titre de la Résistance » n'ont en revanche pas droit au port de la Croix du combattant volontaire de la Résistance. Cette médaille étant strictement réservée aux seuls titulaires de 90 jours de résistance avant le 6 juin 1944, aux internés et déportés de la Résistance, aux morts et blessés pour faits de résistance.

### Profil des résistants homologués
Les quelque 320 000 résistants (263 000 « combattants volontaires de la Résistance » et 56 000 « combattants au titre de la Résistance »), dont les services ont été officiellement homologués par le ministère des Anciens combattants, se répartissent au sein de cinq grandes familles : 
- Membres des Forces françaises de l'intérieur (FFI) : 260 000 hommes et femmes.

- Agents des Forces françaises combattantes (FFC) qui ont œuvré dans les réseaux de renseignements, d'action ou d'évasion : 109 000 hommes et femmes.

- Membres de la Résistance intérieure française (RIF), c'est-à-dire membres de divers mouvements de résistance : 22 000 hommes et femmes.

- Personnels des Forces françaises libres (FFL) : 52 000 hommes et femmes.

- Déportés et Internés résistants (DIR), le plus souvent extraits des différentes familles précitées : 70 000 hommes et femmes.

Les effectifs de ces 5 familles d'homologations ne sont pas additionnables car un résistant peut avoir obtenu une double ou une triple homologation, par exemple à la fois en tant que RIF, FFC et DIR.

### Nombre de résistants morts
Le nombre de résistants victimes de la répression allemande a longtemps fait l'objet de débats voire de querelles. Dans le journal l'Humanité du 26 octobre 1944, le chef du PCF Maurice Thorez avance le chiffre de 75 000 fusillés dans le seul département de la Seine et de 100 000 tombés dans les autres départements. En 1946 dans le cadre des campagnes électorales, le PCF rabaisse ce nombre et fait désormais référence dans ses discours radiophoniques aux « 75 000 communistes fusillés par les hitlériens ou morts sous la torture, dans les prisons et les bagnes nazis ». C'est la naissance du mythe du « Parti des 75 000 fusillés ». Parallèlement, le général de Gaulle, dans un discours prononcé à Oran le 12 septembre 1943, faisait déjà état de « 55 000 Français tués aux poteaux d'exécution et de plus de 100 000 qui ont succombé dans les camps et les prisons de l'ennemi ». Le journal Combat du 27 décembre 1944 annonce quant à lui dans un éditorial que « la Résistance française, c'est d'abord 100 000 fusillés et 400 000 déportés ».
Dans les années qui suivront, ces chiffres seront généralement ramenés à la baisse, sans toutefois jamais faire consensus. Ainsi en 2005 l'historien Olivier Wieviorka, dans un article de la revue Vingtième Siècle, établit la statistique suivante : « Sur l'ensemble de la période, les FFL-FFI enregistrent 78 000 morts auxquels s'ajoutent 60 000 déportés politiques, 75 000 déportés raciaux, 30 000 fusillés, 60 000 victimes d'opérations terrestres ou de massacres ». Mais à la même époque, l'historien Philippe Buton remet en cause ces chiffres et note que : « Jusqu'à aujourd'hui dominent dans les publications officielles et dans nombre d'écrits historiques des chiffres totalement fantaisistes. Sans même parler des « 75 000 fusillés » longtemps revendiqués par le PCF, on trouve un peu partout le nombre de […] 30 000 fusillés ».
Il est possible aujourd'hui d'établir une première estimation officielle en examinant le nombre de résistants décorés à titre posthume de la Médaille de la Résistance. Cette médaille est notamment accordée de droit à toutes les personnes mortes durant le conflit (mortes au combat, mortes fusillées ou mortes en déportation) à la condition exclusive que cette mort ait eu pour cause une activité de résistance. Au total près de 25 700 résistants morts au combat, morts fusillés ou morts en déportation ont ainsi été décorés de la Médaille de la Résistance à titre posthume. Chaque année, quelques nouveaux médaillés de la Résistance à titre posthume s'ajoutent à la liste après que les familles des victimes aient entrepris les démarches en ce sens auprès de l'Etat. Toutefois, ce chiffre de 25 700 résistants morts pour la France sous-estime la réalité.
En effet, les dernières recherches historiques permettent d’affiner le nombre total de personnes mortes durant la guerre en raison de leurs activités dans la Résistance intérieure, sans que l’on puisse toutefois établir des chiffres totalement définitifs. Les résistants victimes de la répression et des combats se regroupent en six grandes catégories :
- Les fusillés par la Justice militaire allemande : il s’agit de Français ayant été condamnés à mort et exécutés après avoir été traduits devant un tribunal militaire allemand. Au total, 4 379 personnes ont été jugées par la Justice militaire allemande entre 1940 et 1944 pour les motifs suivants : acte de franc-tireur, intelligence avec l’ennemi, espionnage, détention d’armes, manifestation antiallemande, émission ou diffusion de tracts, etc. Sur les 4 379 personnes jugées, 2 892 personnes ont été fusillées[122] ;
- Les otages exécutés par les Allemands : il s’agit de personnes qui ont été fusillées mais sans passer au préalable devant un tribunal militaire allemand. Ces « fusillés pour l’exemple » ont été exécutés en représailles aux attentats commis par la Résistance contre l’armée allemande. Ils représentent au total 834 personnes exécutées, pour la plupart durant les années 1941 et 1942. Toutefois ce nombre doit être utilisé avec précaution car tous les otages fusillés n’étaient pas nécessairement des résistants : il y avait notamment plusieurs dizaines de juifs et surtout majoritairement des communistes dont beaucoup avaient été arrêtés en 1940 par les autorités de la IIIe République (dans le contexte du pacte germano-soviétique) ou par le régime de Vichy, sans lien avec une activité de résistance contre les Allemands. On trouve en revanche environ une cinquantaine de gaullistes parmi les otages fusillés[123] ;
- Les exécutés par le régime de Vichy : on dénombre 218 personnes exécutées. On distingue deux catégories. D’une part 12 personnes exécutées en 1941 et 1942 par les « sections spéciales », chargées de lutter « contre l’activité communiste ou anarchiste ». D’autre part, 206 personnes fusillées par les cours martiales de la Milice de Joseph Darnand, créées le 20 janvier 1944. Les deux tiers des condamnations furent prononcés à Lyon, Annecy et Limoges. Toutefois toutes ces personnes n’étaient pas forcément des résistants, comme ce fut le cas à Paris où la cour martiale de la Milice exécuta 28 prisonniers de droit commun qui s’étaient mutinés à la prison de la Santé le 14 juillet 1944 pour des motifs liés à leurs conditions de détention, sans lien avec la Résistance[124] ;
- Les résistants morts au combat : il s’agit de résistants morts durant des opérations de combat contre l’armée allemande. Entre janvier et septembre 1944, ce sont officiellement 13 679 personnes servant dans les rangs des FFI qui sont mortes au combat ou exécutées sommairement peu de temps après leur capture par les Allemands (ces derniers considéraient en effet que les FFI n’étaient pas des combattants réguliers mais des « terroristes » et qu’ils n’avaient donc pas droit au statut de prisonniers de guerre)[125]. Sachant qu’il y eut également quelques combats opposant les Allemands et des maquisards en 1943, on peut donc estimer à sans doute un peu plus de 14 000 le nombre de résistants morts au combat ;
- Les résistants morts déportés ou internés en Allemagne : pendant longtemps le nombre global de déportés et internés fut estimé par les historiens à environ 65 000, évaluation faite par le Comité d’Histoire de la Seconde Guerre mondiale dans les années 1970. Ce nombre a depuis été largement réévalué à la hausse et s'établit désormais à près de 89 000[126]. Parmi eux, on compte notamment 66 900 personnes déportées vers les camps de concentration et les prisons du Reich à partir du territoire français ; ainsi que 27 000 Mosellans et Alsaciens déportés ou internés dans le Reich à partir de l'Alsace-Moselle annexée[127]. Toutefois, tous ne sont pas des déportés ou internés pour faits de résistance. En effet, les historiens ont déterminé trois types de déportés et internés parmi les 66 900 partis de France : tout d'abord 56 % sont des membres de la résistance organisée (réseaux, mouvements et maquis) soit près de 37 500 déportés et internés[126] ; ensuite 21 % sont des personnes de la résistance civile (réfractaires du STO, opinions et comportements antiallemands, aide aux personnes pourchassées et aux pilotes alliés, écoute de la BBC, etc.) soit près de 14 000 déportés et internés[126] ; et enfin 23 % sont des personnes non résistantes (principalement des otages victimes de rafles pour 50 %, des délinquants de droit commun pour 22 %, des détenteurs d’armes de chasse pour 13 %, des communistes non résistants, des juifs, des collaborateurs en délicatesse avec l’Occupant, etc.), soit près de 15 400 déportés et internés[126]. En ce qui concerne les 27 000 déportés et internés Alsaciens-Mosellans, environ 23 % appartiennent à la résistance organisée d'Alsace-Moselle, soit environ 6 200 résistants ; et environ 23 % à la résistance civile[127]. D'après les études les plus récentes[128], le taux de mortalité chez les déportés et internés membres de la résistance organisée partis de France s'élève à environ 39 % (soit plus de 14 600 morts) tandis qu'il est d'environ 31 % pour ceux relevant de la résistance civile (soit plus de 4 300 morts). On obtiendrait donc près de 19 000 déportés et internés partis de France morts au titre d’une activité de résistance (organisée ou civile) contre l’Occupant. Pour les quelque 12 000 déportés et internés alsaciens-mosellans de la résistance organisée et civile, le pourcentage de morts est vraisemblablement également de l'ordre de plus d'un tiers, soit environ 4 200 morts.
- Les évadés de France par l'Espagne abattus ou morts en détention : entre 1940 et 1944, près de 33 000 Français franchirent clandestinement les Pyrénées pour rejoindre l'Afrique du Nord en passant par l'Espagne, et 23 000 d'entre eux s'engagèrent ensuite dans les FFL ou dans l'armée française ayant repris la lutte contre les Allemands. Lors de leur traversée de l'Espagne, plusieurs milliers d'entre eux ont été arrêtés par les autorités espagnoles et internés dans les prisons et camps de concentration espagnols pendant plusieurs semaines ou plusieurs mois[129]. On estime que 130 d'entre eux y mourront. Par ailleurs, environ 320 Français ont été abattus par l’Occupant pendant le passage des Pyrénées et 750 ont disparu dans les montagnes[130]. Soit au total 1 220 personnes mortes, lesquelles ont été homologuées résistantes après 1945.

Au total, en additionnant tous les résistants morts fusillés par les tribunaux militaires allemands et par Vichy (plus de 3 000) ; les résistants morts au combat en tant que FFI (plus de 14 000) ; les résistants morts déportés ou internés en Allemagne en étant partis de France (près de 19 000 issus de la résistance organisée et civile) ; les résistants morts déportés ou internés d'Alsace-Moselle (plus de 4 300 issus de la résistance organisée et civile) ; ainsi que les 1 220 résistants morts en s'évadant de France par l'Espagne, on aboutit à un nombre de l'ordre de 41 500 résistants morts pour la France au titre de la Résistance intérieure. 

## Aspects mémoriels

### Archives
La clandestinité n'empêche pas la Résistance "d'avoir de riches sources documentaires écrites", qu'il a parfois été nécessaire de détruire lorsqu'il n'était plus possible de les cacher, mais elles "s'organisent de façon singulière" car, « dès la fin des hostilités, une immense tâche de rassemblement » d'archives est mise en place. Aux archives officielles et celles des services publics s'ajoutent "des sources internes collectées auprès des résistants eux-mêmes" et recoupées auprès de leurs mouvements

### Historiographie
L'écriture de l'Histoire de la Résistance est institutionnalisée dès la Libération, en octobre 1944, par la création par le gouvernement provisoire de deux organismes qui fusionnent en 1951 dans un Comité d'histoire de la Seconde Guerre mondiale (CH2GM) qui publie la Revue d'histoire de la Deuxième Guerre mondiale. Le comité de direction du CH2GM est présidé par Lucien Febvre. Son secrétaire général, Henri Michel, agrégé d'histoire et ancien résistant, en est la cheville ouvrière. La tâche confiée à ces organismes est la constitution d'archives administratives, le recueil de témoignages et l'accumulation de matériaux destinée à être la matière première d'une histoire à venir. Henri Michel met sur pied un réseau de correspondants départementaux.
Parallèlement à ce travail institutionnel, les années de l'après-guerre voient la publication précoce d'ouvrages de souvenirs de la part de grands acteurs de la Résistance, Emmanuel d'Astier, le colonel Rémy, Pierre de Bénouville, Fernand Grenier pour n'en citer que quelques-uns. Du côté communiste, il faut attendre les années 1960 et 1970 pour les récits des grands résistants comme Charles Tillon, Auguste Lecœur, Roger Pannequin, Albert Ouzoulias, Claude Lévy ou celui de la veuve de Missak Manouchian.
Le travail de mémoire est freiné[En quoi ?] par le fait que les combattants des maquis doivent rapidement rendre des comptes à une justice qu’ils avaient contribué à restaurer et qui n'a été que peu épurée, alors que se prépare la Loi du 5 janvier 1951 portant amnistie, facilitée par le succès du pamphlet du chanoine Jean-Marie Desgranges et d'Uranus, roman satirique de
Marcel Aymé sur les "règlements de comptes dans une petite ville de province". Dès 1946, Pierre Villon, président du Comité national de défense des patriotes emprisonnés, évoque 2000 anciens résistants détenus provisoires, en attente d’un jugement. L'Humanité observe dès le procès à Dijon en mars 1948 de 14 anciens résistants accusés de pillages et d’assassinats en 1944 que la justice "traque aujourd’hui les héros pour les faits mêmes – élimination d’agents de l’ennemi, réquisitions imposés aux collaborateurs et trafiquants – qui en ont fait des héros".
Laurent Douzou a estimé en 2006 que la production historique de la période 1945-1960, qu'elle soit l'œuvre des historiens du CH2GM ou des éditeurs comme les Presses universitaires de France, a privilégié délibérément la parole et les souvenirs des acteurs, au risque d'apparaître parfois comme une narration pieuse. Selon lui, quelques idées forces guident cette production abondante : sauver la mémoire d'autant plus vulnérable qu'elle porte sur des faits clandestins, honorer les morts, défendre les valeurs de la Résistance.
Lucien Febvre théorise alors cette tendance en soutenant que les acteurs de la Résistance ont « non seulement le droit, mais le devoir, le devoir absolu, le devoir impérieux de traduire leur vérité à eux », en mentionnant que ces Résistants ont aussi recouru à leurs archives privées. Par ailleurs, il n'existe alors guère d'autres sources disponibles, les archives officielles étant fermées, même si les historiens y ont accès sur demande. L'éviction très conflictuelle d'Auguste Lecœur de la direction du PCF en 1954, alors qu'il était le dauphin de Maurice Thorez, l'amène cependant rapidement à écrire des livres critiquant sévèrement l'historiographie de son propre parti, notamment son autobiographie "Le Partisan", en 1963, appuyée sur ses archives personnelles. D'autres leaders de la Résistance communiste font de même peu après, notamment Charles Tillon.
La fin des années soixante voit une prise en charge substantielle de la recherche historique par l'Université. En 1974, lors d'un colloque organisé par le CH2GM, le résistant Pascal Copeau reproche aux historiens d'écrire d'une manière froide et désincarnée. C'est à cette époque que paraissent deux ouvrages, celui d'Henri Noguères (1967) et celui d'Alain Guérin (1972) qui resteront longtemps des classiques, mais qui s'inscrivent dans le privilège donné au témoignage oral. Un tournant est pris dans les années soixante-dix au travers d'un nombre relativement important de travaux de thèses qui scrutent des mouvements de Résistance particuliers ou des régions de France : thèse de Dominique Veillon sur Franc-Tireur, de Renée Bédarida sur Témoignage chrétien, de Stéphane Courtois sur le Parti communiste français, puis de Olivier Wieviorka sur Défense de la France, de Laurent Douzou sur Libération-Sud, de Jacqueline Sainclivier sur la Haute-Bretagne et Pierre Laborie sur le Lot.
À la fin de 1977, pour défendre la mémoire de Jean Moulin contre diverses rumeurs et calomnies, son ancien secrétaire Daniel Cordier, en possession de ses archives, entreprend un monumental travail biographique en plusieurs volumes. Dans le cadre de ce travail historique, l'originalité de Daniel Cordier, historien-témoin, est de refuser l'utilisation des témoignages oraux et des souvenirs personnels, fussent-ils les siens propres, car il les juge trop imprécis, notamment en ce qui concerne la chronologie des faits, et aussi trop déformés par le temps et par les querelles rétrospectives. Ne se fiant guère qu'aux archives écrites, Cordier reconnaît néanmoins qu'il ne faut pas avoir « une confiance littérale dans les archives » : il convient au contraire d'être circonspect aussi avec les documents d'archives et de les replacer dans leur contexte ; en effet, quand ceux-ci furent écrits, d'une part, ils avaient rarement l'objectivité et l'exhaustivité de constats d'huissier, et, d'autre part, ils étaient souvent un instrument inspiré par un objectif particulier dont il importe de tenir compte en les analysant afin de les comprendre correctement. Entre 1989 et 1999, à la publication de sa somme biographique sur Jean Moulin, Cordier s'attire de nombreuses critiques d'anciens camarades de lutte pour avoir reconstitué, parfois crûment, les dissensions de projets et les rivalités qui ont pu exister au sommet de la Résistance, ainsi que les difficultés soulevées par l'application des directives de Londres et l'unification sous l'égide de De Gaulle et de la France libre. Plus tard, Pierre Nora encourage Cordier à publier ses Mémoires - ce que celui-ci fera sous le titre d'Alias Caracalla - car les témoignages peuvent avoir une valeur pour l'historien : hors du cadre des faits bruts, « ils sont irremplaçables pour restituer les dimensions affective, sensorielle, impressionniste ».
En 1980, le CH2GM laisse la place à l'Institut d'histoire du temps présent, unité de recherches du CNRS. Henri Michel, mis sur la touche, cède la place à une nouvelle génération de chercheurs qui n'a pas connu la guerre. On peut dire que l'écriture de l'histoire de la Résistance est désormais normalisée. Toutes sortes d'approches sont entreprises, investigations analytiques ou réexamen des différents mouvements et réseaux, mais aussi approches sociologiques croisées sur la place des femmes, par exemple, où celle des étrangers ou des soldats de l'Empire, débats sur les contours de la Résistance, avec un intérêt de plus en plus marqué vis-à-vis d'autres formes que la Résistance armée : humanitaire, spirituelle ou civile.
Une sorte d'anthropologie de la Résistance, menée notamment par Olivier Wieviorka ou Laurent Douzou, cherche à dépasser l'image du résistant « héroïque », et tente de reconstituer ce que fut le rapport plus complexe des résistants à la peur, à la violence, à l'action, à l'engagement. L'historicisation de la Résistance signifie aussi une rupture avec la vision d'une Résistance fraternellement soudée et unanimement rangée derrière de Gaulle. On reconstitue désormais la pluralité des stratégies de combat et des projets pour l'après-guerre, sans plus chercher à dissimuler les querelles personnelles, politiques ou stratégiques, qui ont pu diviser même au sein d'un même mouvement. Ce qui n'empêche pas non plus de s'interroger sur l'exceptionnelle dynamique d'unification qui aboutit à la fondation du Conseil national de la Résistance (CNR), organe sans équivalent en Europe occupée.
Plus de cent contributeurs, pour la plupart universitaires, participent, sous la direction de François Marcot, au Dictionnaire historique de la Résistance, paru en 2006, et qui représente une synthèse de toutes les connaissances accumulées pendant soixante ans et de la multiplicité des recherches en cours.

## Aspects culturels

### La Résistance et la chanson
- Le Chant des partisans est, pendant la Seconde Guerre mondiale, l’hymne de la Résistance française durant l'occupation par l'Allemagne nazie. La musique, initialement composée en 1941 sur un texte russe, est due à la Française Anna Marly, ancienne émigrée russe qui en 1940 a quitté la France pour Londres. La mélodie, sifflée, devient le 17 mai 1943 l'indicatif d'une émission de la France libre diffusée par la BBC. Les paroles en français sont écrites le 30 mai 1943 par Joseph Kessel, également d'origine russe[a].
- La chanteuse Monique Morelli prête sa voix la première en 1961 à la chanson L'Affiche rouge, titre sous lequel le poème de Louis Aragon, Strophes pour se souvenir est mis en musique par Léo Ferré. Le texte est un hommage au « Groupe Manouchian » et s'inspire de la dernière lettre écrite par le poète et résistant Missak Manouchian à sa femme Mélinée avant son exécution le 21 février 1944[138].

### La Résistance et la littérature
Des analyses littéraires et historiennes, reposant sur une analyse comparatiste des cas belge, français et polonais ont permis de situer les écrits littéraires effectués clandestinement, avec une importance de la production en France, parfois publiée dans de nombreux pays étrangers pendant la guerre, comme "Le Silence de la mer", devenu un classique de la littérature.
- Le Silence de la mer est une nouvelle du résistant Vercors, publiée clandestinement aux Éditions de Minuit en février 1942, devenue depuis un classique autour de l'intrigue, se déroulant en 1941, d'un officier allemand, épris de culture française qui réquisitionne la maison d'une famille et discourt abstraitement sur le rapprochement des peuples et la fraternité, face à des hôtes dont le patriotisme ne peut s'exprimer. Le livre est publié à Londres, et en feuilleton dans le journal des Français en exil, La Marseillaise. Le récit est également publié en Algérie, au Sénégal, en Australie, en Suisse, à Québec, à Beyrouth… et même à New York. L'auteur le découvre même dans son jardin sous forme de « minuscule brochure en papier bible » parachuté par la Royal Air Force. En Algérie, les communistes soupçonnent l’auteur d’être un collaborateur à cause du personnage de l'Allemand trop sympathique. De même, l’écrivain soviétique Ilya Ehrenbourg, y voit, sans connaitre l'auteur, une « œuvre de provocation écrite certainement par un nazi pour servir l'action d'intoxication menée par la Gestapo ».
- Paul Éluard, à la Libération, est fêté comme le grand poète de la Résistance intérieure. Ses premiers écrits parus dans la clandestinité, dès 1941, fustigent la collaboration. Il avait décrit avec d'autres grands artistes l’Exposition coloniale de 1931 comme un « carnaval de squelettes » et réclamé « l’évacuation immédiate des colonies », suivie d'un procès sur les crimes commis[140] puis écrit le poème Victoire de Guernica sur le bombardement de Guernica, devenant l'ami intime de Picasso. Il est lu ensuite pendant la guerre dans ces mêmes colonies, pour les mêmes raisons que Vercors.
- Louis Aragon voulait lui consacrer "Les Communistes", roman du cycle du Monde réel écrit de 1948 à 1951[141], dont l'intrigue s'étend ainsi de février 1939 à juin 1940[141]. Toutefois, l'ouvrage demeure inachevé : l'auteur voulait à l'origine étendre l'action jusqu'en 1945 mais s'est finalement arrêté en juin 1940. Avec ce récit, il voulait pourtant faire de son œuvre une grande fresque historique du type de celles tracées par Émile Zola dans "Les Rougon-Macquart" et Victor Hugo dans "La Légende des siècles". C'est l'un des deux livres mis en avant au printemps 1949 lors du lancement de la « Bataille du livre » lancée par le parti communiste, dont Aragon était membre. Le projet initial consistant à raconter l'ensemble de la Seconde Guerre mondiale est abandonné au bout de six volumes, lors de la publication des deux derniers en avril 1951, à la suite de conflits de mémoires autour de la Grève patriotique des cent mille mineurs du Nord-Pas-de-Calais en mai-juin 1941.

### La Résistance vue par le cinéma
Sous l'Occupation, le cinéma avait été "la plus grande distraction des Français", avec beaucoup de "films qui s’amortissent facilement": 220 longs métrages de fiction entre 1940 et 1944, dont un maximum en 1942 et 1943, grâce à l’isolement culturel: les films américains, plus grosse part de la consommation française avant-guerre, sont interdits. Seuls les films allemands et italiens peuvent entrer en France, mais les spectateurs les boudent, préférant les films français, même si beaucoup des grands cinéastes de l’avant-guerre (Jean Renoir, René Clair, Julien Duvivier) avaient quitté la France pour les États-Unis. La profession ayant peu collaboré, son épuration sera "très limitée".
Le cinéma hexagonal de l'immédiat après-guerre est marqué par des pénuries de matières premières, notamment de pélicule, et d'énergie, ce qui oblige à relancer sa production en veillant à ce que le cinéma américain ne prenne pas le relais de la censure allemande en s'offrant un monopole. Une coopérative de cinéastes se met en place, dont les premiers films offrent des images de la France résistante tournées dans la clandestinité, parfois avec le Comité de Libération du Cinéma Français (CLCF) . L'officiel Service Cinématographique aux Armées (SCA) se consacre lui à une représentation largement héroïque de la France libre, en occultant souvent le rôle de la Résistance intérieure française.
Les traîtres, incarnés par Pierre Brasseur dans Jericho (1946) ou Serge Reggiani dans Les Portes de la nuit (1946) ont un visage haïssable et semblent l'exception. Le STO est peu évoqué, la Milice française ne l'est pas en tant que telle pendant les premières années. Ultérieurement, des cinéastes comme Clouzot ou Cayatte donnent une image moins reluisante de certains FFI, et Autant-Lara ne se gêne pas pour illustrer le marché noir et les aspects mesquins de la débrouillardise dans La Traversée de Paris (1956). À la même époque, Robert Bresson, indifférent à l'air du temps, présente Un condamné à mort s'est échappé comme une aventure spirituelle.
Le thème de la résistance revient sur les écrans après le retour de De Gaulle en 1958. Le cinéma commercial converge vers la vision gaullienne de l'histoire qui ne craint pas de pactiser avec la mémoire communiste. Ainsi dans Paris brûle-t-il ? (1966), « le rôle des résistants est-il réévalué en fonction de leur trajectoire politique ultérieure ». On peut souligner une réapparition de l'image de Vichy, comme dans Le Passage du Rhin (1960) dans lequel la foule acclame successivement Pétain puis de Gaulle. La forme comique de films comme La Grande Vadrouille (1966) élargit la France résistante des héros à des Français moyens et suggère un unanimisme qui sera battu en brèche dès Mai 68 et le départ du Général.
De manière concomitante aux travaux de Robert Paxton sur Vichy, Le Chagrin et la Pitié (1971) pointe le doigt sur l'antisémitisme en France et dénonce la confiscation des idéaux de la Résistance par l'histoire officielle. Cassenti, avec L'Affiche Rouge (1976), Gilson, avec La Brigade (1975) et Mosco avec le documentaire Des terroristes à la retraite braquent les projecteurs sur des résistants étrangers de la MOI, relativement peu connus à l'époque. En 1974, Lacombe Lucien de Louis Malle provoque scandale et polémique à cause de l'absence de jugement moral porté sur le comportement d'un collaborateur qui est le personnage principal du film. Le même réalisateur évoquera plus tard la résistance de prêtres catholiques qui cachèrent des enfants juifs dans Au revoir les enfants (1987). Dans le contexte plus apaisé des années 1980, on peut citer Blanche et Marie (1984), de Jacques Renard sur la résistance des femmes ouvrières. Plus tard, Un héros très discret (1996) suggère que bien des héros pourraient n'être que des imposteurs. Un an plus tard, Claude Berri s'inspire d'une figure mythique de la Résistance pour réaliser Lucie Aubrac à la manière des biopics américains. Ainsi, la trahison et le rôle des milices et autres collaborateurs, ainsi que les ambigüités et divisions de la résistance, deviennent-ils progressivement, puis largement, représentés dans le cinéma français depuis les années 1970, loin d'une vision héroïque. Ce changement de regard commença dès 1969 avec L'Armée des ombres de Jean-Pierre Melville.

### Hommage
Un chêne remarquable de la forêt de Tronçais, située non loin de Vichy, reçut son nom durant la période de l'États français. Après la libération, l'arbre fut rebaptisé « Chêne de la Résistance ».

### Théories et interprétations de la légende et du mythe
Dans l'immédiat après-guerre, alors que les anciens Résistants investissent les lieux du pouvoir en même temps qu'ils structurent toutes sortes d'amicales d'anciens combattants, une frange de l'opinion, l'extrême droite de l'époque, prend parti pour Pétain et le régime de Vichy, contre les « vainqueurs » du moment que sont, en résumé, les anciens résistants, et utilise l'expression de « mythe de la Résistance » à la suite de celle d'« épuration sauvage ». Ce sont les derniers soubresauts de cette quasi-guerre civile qui a secoué la France dans les dernières années de l'occupation et au cours de la Libération.
L'historien Henry Rousso, a produit en 1987 la théorie du Résistancialisme » voulant qu'un mythe ait été développé surtout par les gaullistes et communistes. Selon lui, selon ce mythe, les Français auraient unanimement et naturellement résisté depuis le début de la Seconde Guerre mondiale[réf. nécessaire].
Pour Eric Hobsbawm « le général de Gaulle s'appliqua à reconstruire la France en se fondant sur un mythe : au fond, la France éternelle n'avait jamais accepté la défaite. La Résistance était un coup de bluff qui avait marché, devait-il dire ».
Le fait de traiter à la fois la Résistance et le régime de Vichy selon la méthode historique n'interdit pas, en parallèle, de développer une légende et d'entretenir des mythes. Le légendaire naît de fait réels mais répond au besoin de donner une signification à une expérience jugée révélatrice. C'est dans cette catégorie qu'il faut classer toutes sortes de cérémonies commémoratives, de constructions de musées et de monuments. À la différence du légendaire qui alimente une mémoire multiforme de la Résistance selon les lieux, les cultures et les moments, le mythe ne retient de cette histoire que quelques éléments qu'il normalise. Le poète Pierre Emmanuel, lui-même résistant, revendique en 1945, « Il faut oser davantage, procéder des symboles aux mythes… à la lumière de ces grands éclairs de l'histoire qui dévoilent la succession des siècles et l'enchaînement des civilisations ». Ainsi, André Malraux, lorsqu'il met en scène la cérémonie de transfert des cendres de Jean Moulin au Panthéon, ses incantations tragiques, relèvent de l'élaboration d'un mythe, celui d'une France identifiée à « la pauvre face informe » d'un visage supplicié.
Après la guerre, le PCF se pose en « parti des 75 000 fusillés », alors que tous n'étaient pas communistes. Le parti récupère par exemple à son profit des évènements comme les exécutions de Châteaubriant.
Un grand pas dans l'acceptation par la France de sa propre histoire est fait par le président de la République Jacques Chirac quand il détruit ce mythe de la France entière unie dans la Résistance. Il déclare en effet le 16 juillet 1995 à l'occasion de l'anniversaire de la rafle du Vél'd'hiv :

« Ces heures noires souillent à jamais notre histoire, et sont une injure à notre passé et à nos traditions. Oui, la folie criminelle de l'occupant a été secondée par des Français, par l'État français. Il y a cinquante-trois ans, le 16 juillet 1942, 450 policiers et gendarmes français, sous l'autorité de leurs chefs, répondaient aux exigences des nazis. Ce jour-là, dans la capitale et en région parisienne, près de dix mille hommes, femmes et enfants juifs furent arrêtés à leur domicile, au petit matin, et rassemblés dans les commissariats de police. […] La France, patrie des Lumières et des Droits de l'Homme, terre d'accueil et d'asile, la France, ce jour-là, accomplissait l'irréparable. Manquant à sa parole, elle livrait ses protégés à leurs bourreaux. »

## Aspects chronologiques

Zone libre, zone occupée et zones interdites à statuts différents : les conditions de développement de la Résistance dans les deux zones sont très différentes.

L'histoire de la résistance française est en partie déterminée par un certain nombre de facteurs externes découlant du contexte historique de la Seconde Guerre mondiale et de la France occupée. Il est important d'avoir en tête les dates de quelques événements de première importance :
- 30 septembre 1938 : signature des accords de Munich ;
- 23 août 1939 : signature du Pacte germano-soviétique ;
- 3 septembre 1939 : à la suite de l'invasion de la Pologne, le Royaume-Uni et la France déclarent la guerre à l'Allemagne, marquant le début de drôle de guerre ;
- 10 mai 1940 : début de l'offensive allemande sur le sol français ;
- 17 juin 1940 : le maréchal Pétain appelle à cesser le combat et demande l'armistice ;
- 18 juin 1940 : appel du général de Gaulle : les militaires et les spécialistes de l'armement sont invités à venir le rejoindre à Londres pour continuer le combat ;
- 22 juin 1940 : signature dans la clairière de Rethondes de la convention d'armistice franco-allemande ;
- 11 juillet 1940 : le maréchal Pétain prend le titre de chef de l’État français ;
- 24 octobre 1940 : Pétain et Hitler définissent à Montoire-sur-le-Loir les principes d'une collaboration politique ;
- 22 juin 1941 : l'Allemagne attaque l'Union soviétique ;
- 8 décembre 1941 : entrée en guerre des États-Unis, le lendemain de l'attaque japonaise contre Pearl Harbor ;
- 28 août 1942 : à Lyon, première rencontre entre Jean Moulin, délégué du général de Gaulle, et le général Delestraint ;
- septembre 1942 : les chefs régionaux de l'Armée secrète, nommés par le général Delestraint, reçoivent leur investiture ;
- 4 septembre 1942 : instauration du STO (Service du travail obligatoire) ;
- 8 novembre 1942 : opération Torch débarquement américain en Afrique du Nord ;
- 11 novembre 1942 : les forces allemandes pénètrent dans la Zone libre ;
- 14 décembre 1942 : arrivée en Corse de la mission secrète Pearl Harbour par le sous marin Casabianca pour préparer le débarquement ;
- 30 janvier 1943 : création de la Milice française qui remplace formellement l'armée d'armistice, mais qui va se trouver en situation de réprimer la Résistance ;
- 2 février 1943 : capitulation de l'armée allemande à Stalingrad ;
- 16 février 1943 : deuxième loi sur le STO ;
- 9 septembre 1943 : débarquement en Corse des bataillons de choc français d'Afrique du Nord par le sous marin Casabianca ;
- 4 octobre 1943 : libération totale de la Corse de l'occupant italo-allemand (1er département français libéré) ;
- 6 juin 1944 : débarquement des Alliés en Normandie ;
- 15 août 1944 : débarquement en Provence ;
- 24 août 1944 : arrivée de la 2e Division Blindée et de la Nueve à Paris ;
- 23 novembre 1944 : libération de Strasbourg par la 2e Division Blindée ;
- 8 mai 1945 : Capitulation de l'Allemagne.